# Bauwerke in Perg

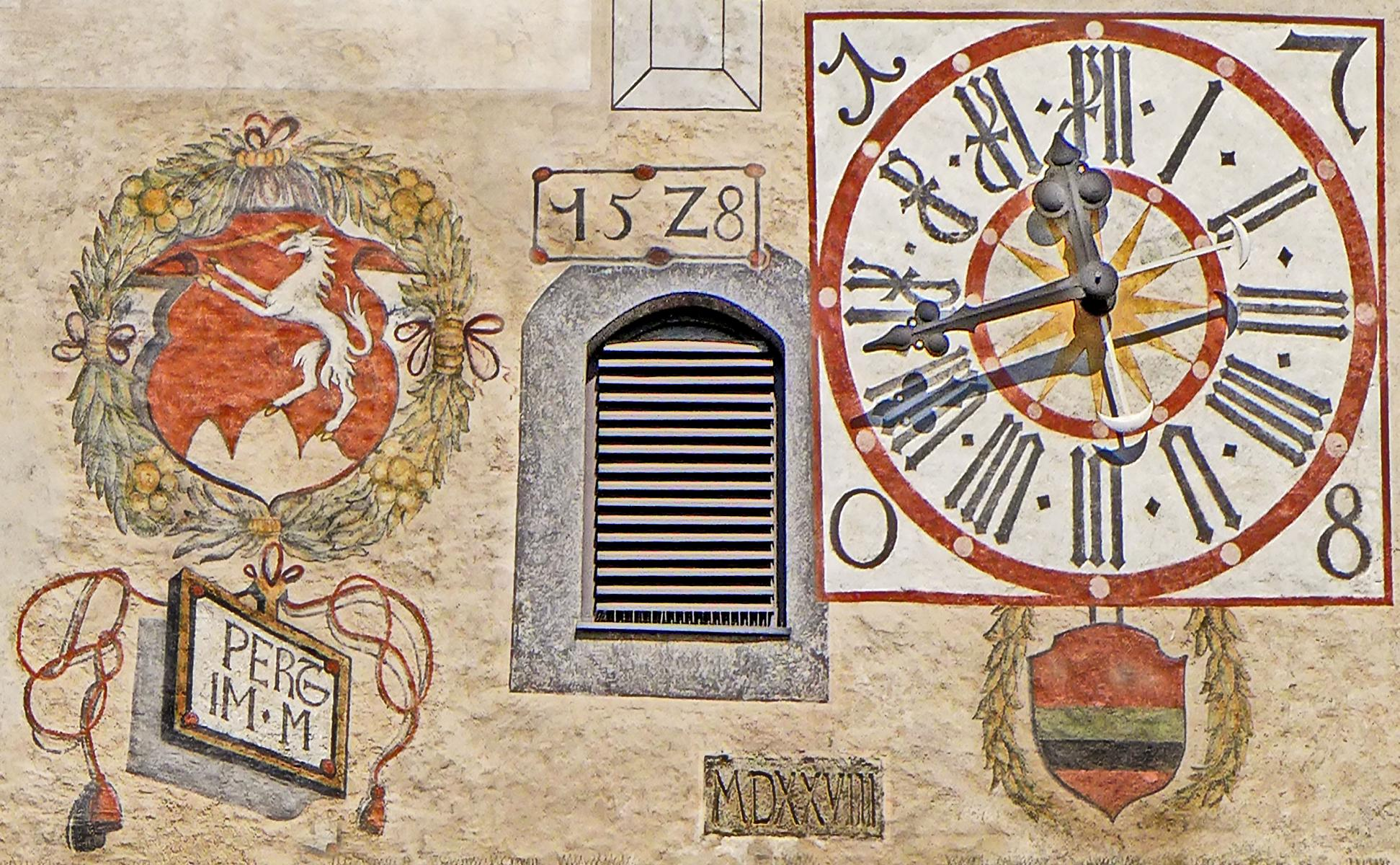
Freskomalerei am Kirchturm Perg

Die Stadt und der Bezirk Perg liegen im Mühlviertel in Oberösterreich. Zur Stadt gehören 3 Katastralgemeinden: Perg, Pergkirchen und Weinzierl. Die hier vorgestellten Bauwerke und Sehenswürdigkeiten geben einen Blick auf den Raum Perg, der sich mittlerweile zu einem Zentrum des Unteren Mühlviertels entwickelte.

## Burgen und Herrschaftssitze
- Die Burg Perg der Herren von Perg und Machland stand einst über den Häusern des Marktes. Sie war der Sitz der Adelsfamilie der Perger im 11. und. 12. Jahrhundert. Von dieser Burg erhielten sich kaum Spuren. Siehe Artikel → Burg Perg
- Die Burg Mitterberg der Herren von Perg und Machland liegt 2 km östlich von Perg auf einem Geländesporn im Ortsgebiet von Pergkirchen. Von Wald umgeben sind Wälle, Teile der Ringmauer, der Stumpf des Bergfriedes, ein Kellergewölbe und ein weitläufiges Grabensystem erhalten. Ehemals war Mitterberg die größte Burganlage im Mühlviertel. 1225 bis 1491 war sie Sitz des großen Landgerichtes Machland. Siehe Artikel → Burgruine Mitterberg.
- Die Burgkirchenanlage Pergkirchen der Herren von Perg und Machland liegt 3,2 km östlich von Perg. Sie wurde im 11. Jahrhundert errichtet. Romanische Mauerteile der Burg erhielten sich in der Kirche und im gegenüberliegenden Pfarrhof. Siehe Artikel → Pfarrkirche Pergkirchen.
- Der Edelmannsitz Thurnhof liegt 2 km östlich von Perg in der Ortschaft Thurnhof. Der zweistöckig erhaltene mittelalterliche Wohnturm ist eine Besonderheit. Die Anlage war von Mauern und einem Wassergraben umgeben. Die erhaltenen Teile sind in Privatbesitz und einbezogen in den Landwirtschaftsbetrieb Thurnbauer, Thurnhof N° 1. Siehe Artikel → Wasserburg Thurnhof.
- Der Edelmannsitz Klamhof[1] liegt 2,7 km östlich von Perg in der Ortschaft Auhof. Um 1400 Sitz des Martin Chlammer. Seit 1491 bei der Herrschaft Windhaag. Reste des Turmes sind in den Bauernhof Klambauer, Auhof N° 7, einbezogen. Etwas westlich am Hausberg ein frühmittelalterliches Gräberfeld (entdeckt 1968). Siehe Artikel → Klamhof
- Das Schloss Auhof liegt 3 km südöstlich von Perg in der Ortschaft Auhof. Es ist erstmals im 13. Jahrhundert als adeliger Edelmannsitz erwähnt. Zahlreiche Besitzer. Im Besitz des Klosters Baumgartenberg führte das Schloss den Namen Sankt Bernhardshof. Die erhaltenen Teile sind bewohnter Privatbesitz und einbezogen in den Landwirtschaftsbetrieb Auhof. Siehe Artikel → Schloss Auhof
- Weitere mittelalterliche Edelmannsitze im modernen Gemeindegebiet von Perg, oft wenig urkundlich belegbar und nur zum Teil im Gelände lokalisierbar, sind (von West nach Ost): » Sitz zu Aisthofen. War ursprünglich im 9. bis 11. Jahrhundert ein karolingischer Königshof. » Sitz zu Weinzierl (Winzorl). » Sitz zu Zeitling (Zeidlarn). » Sitz zu Lanzenberg. » Sitz in Perg (Lebingerstraße Nr. 8. Haus im Stock, seit 2009 Parkplatz). » Sitz zu Pasching (Basching). » Sitz zu Dörfl. » Sitz Ottenhof (Gehöft Haindlbauer, Auhof Nr. 13).
- Burgstall Strohberg. Erdwerke in der Ortschaft Tobra nahe Perg.
- Burgstall Geiersberg im Naarntal. Liegt aber bereits im Gemeindegebiet von Allerheiligen.

## Kirchen und Kapellen

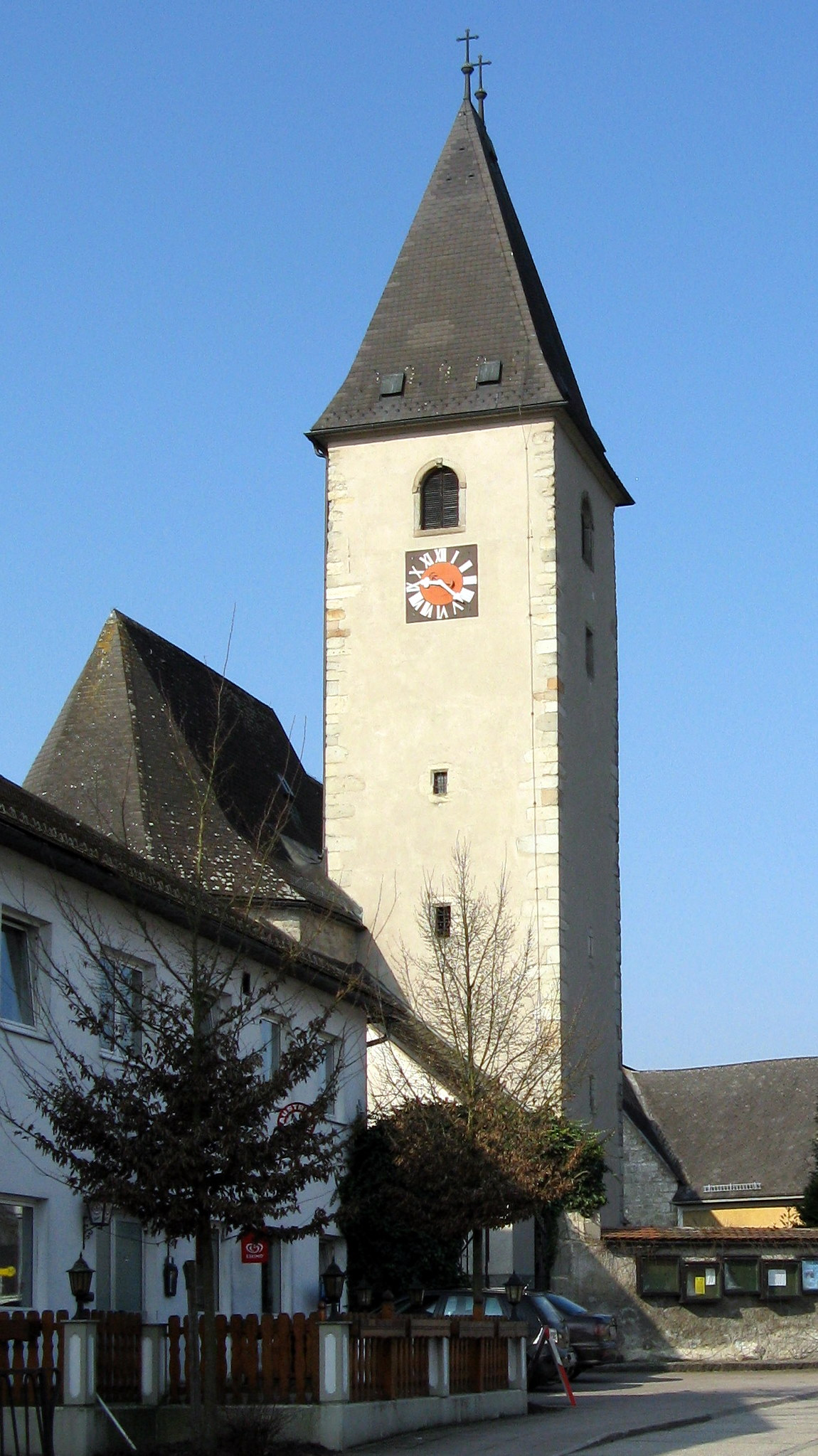
Pfarrkirche Pergkirchen
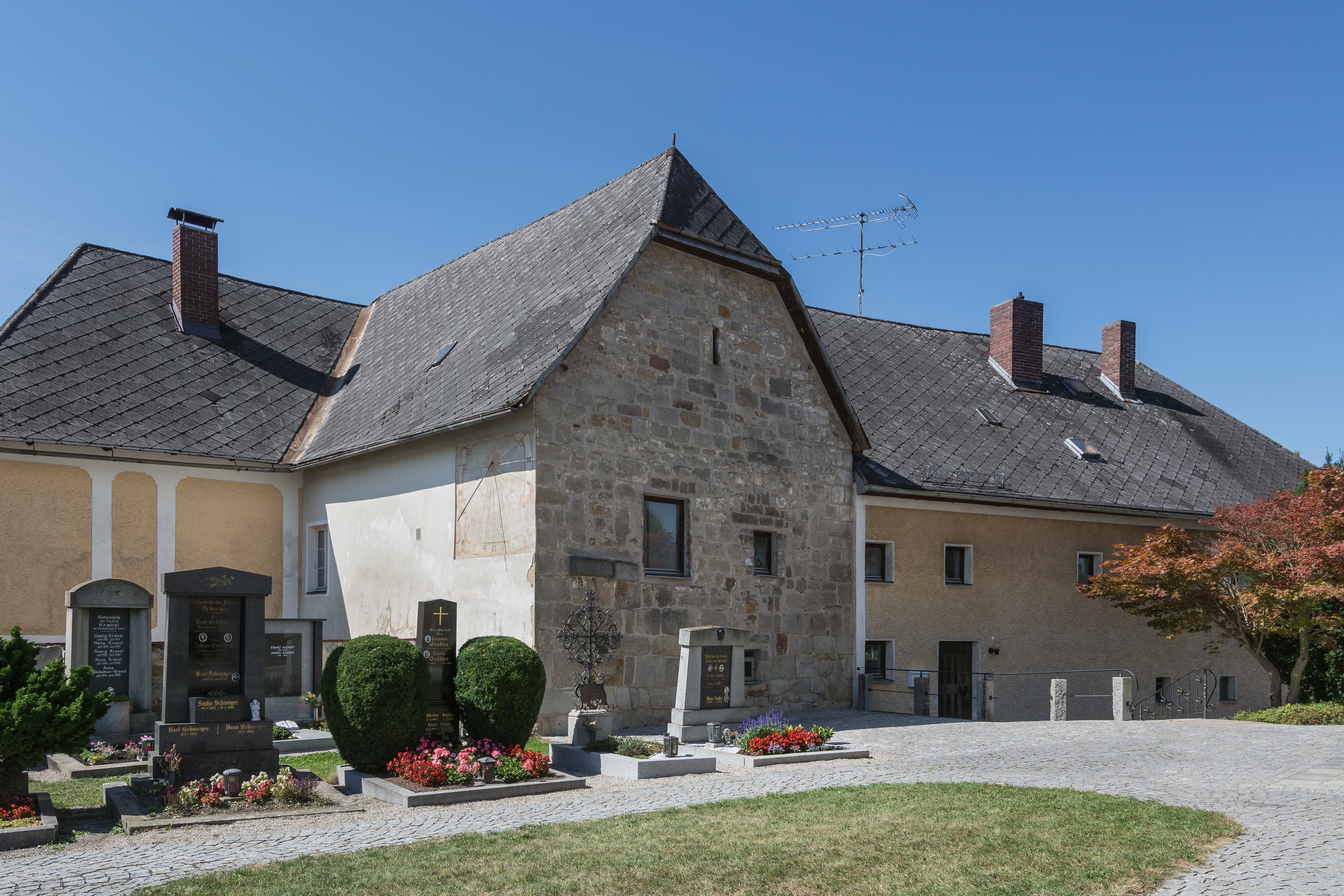
Pfarrhof Pergkirchen
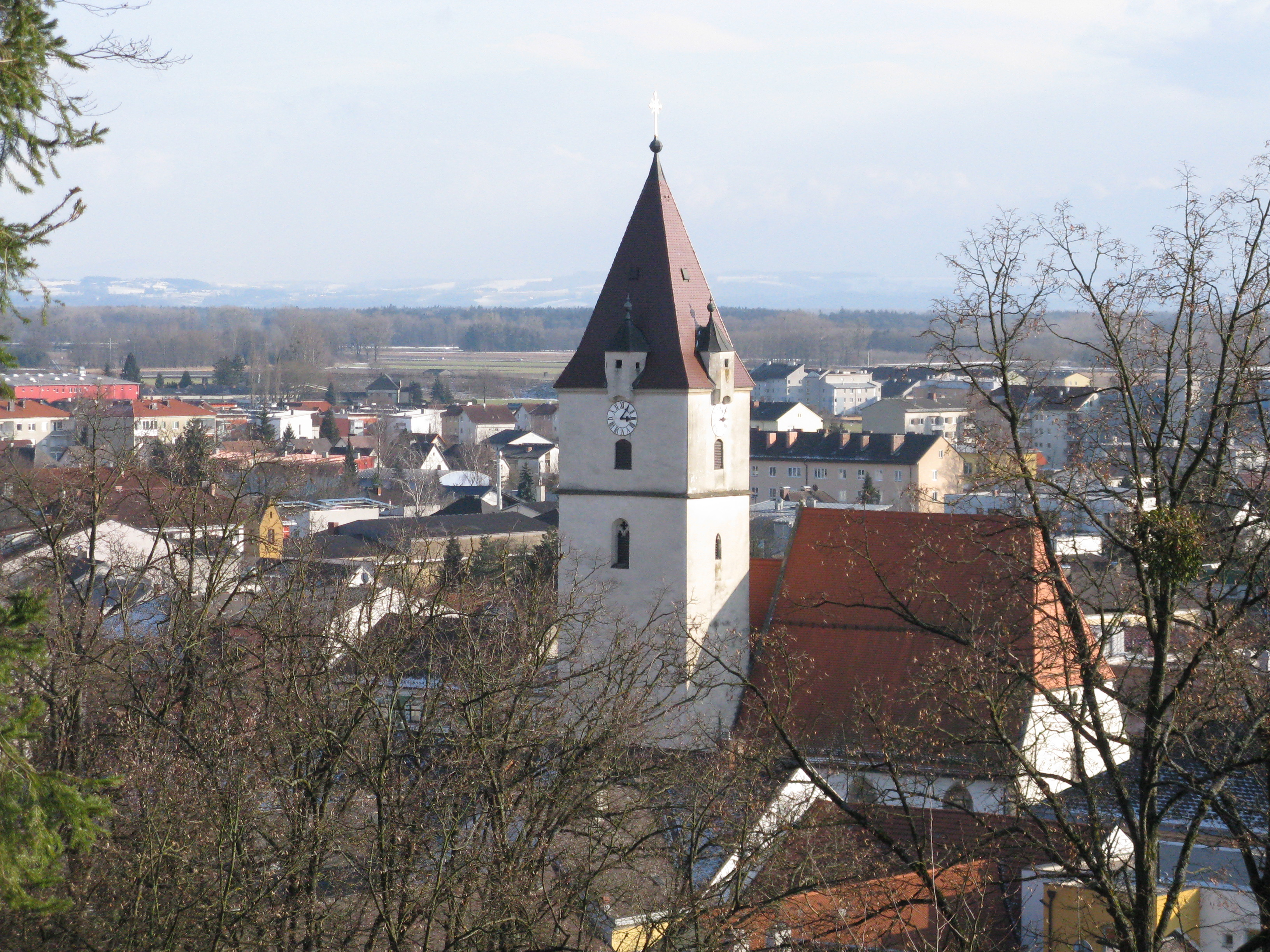
Stadtpfarrkirche Perg
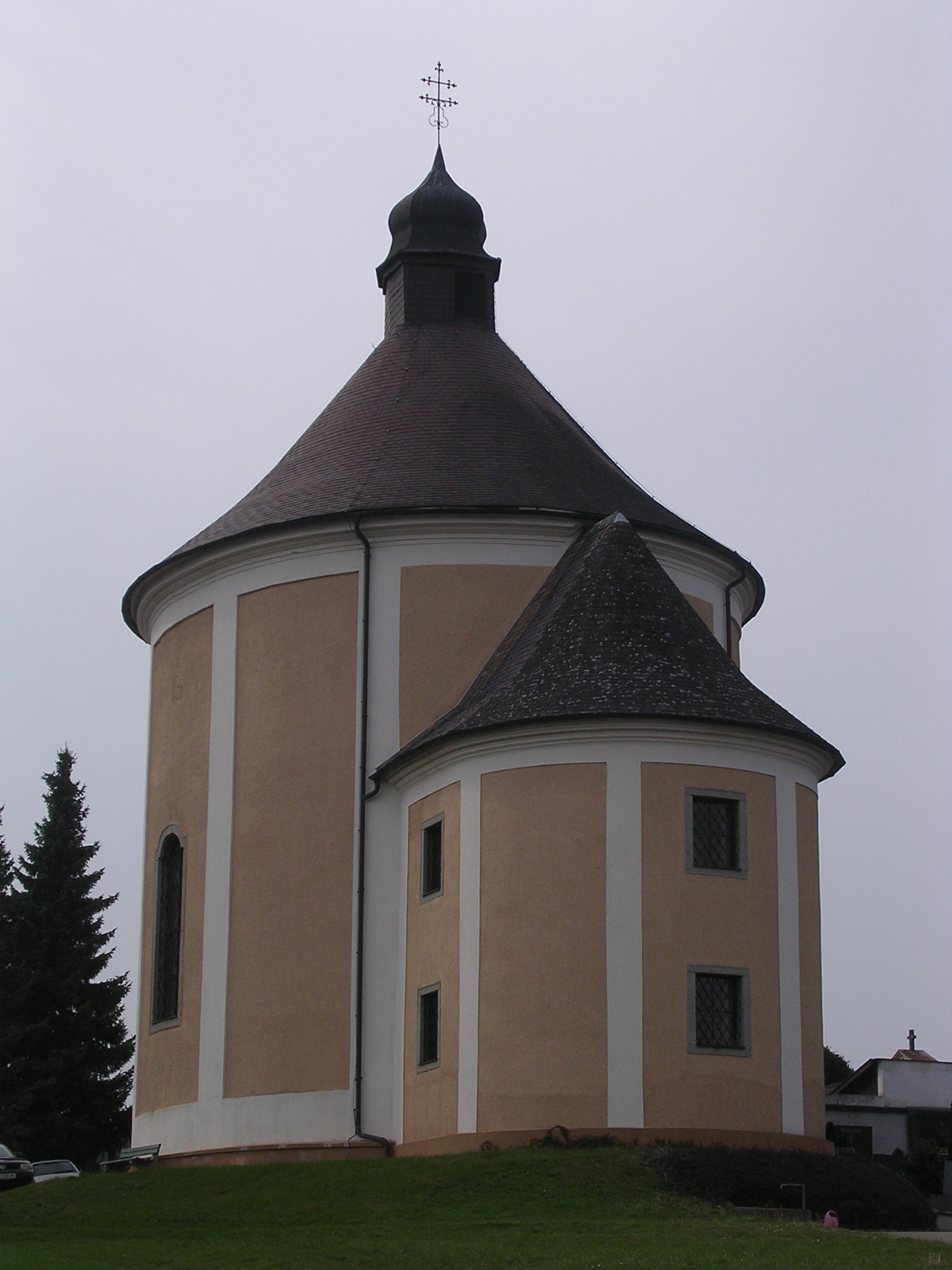
Kalvarienbergkirche Perg
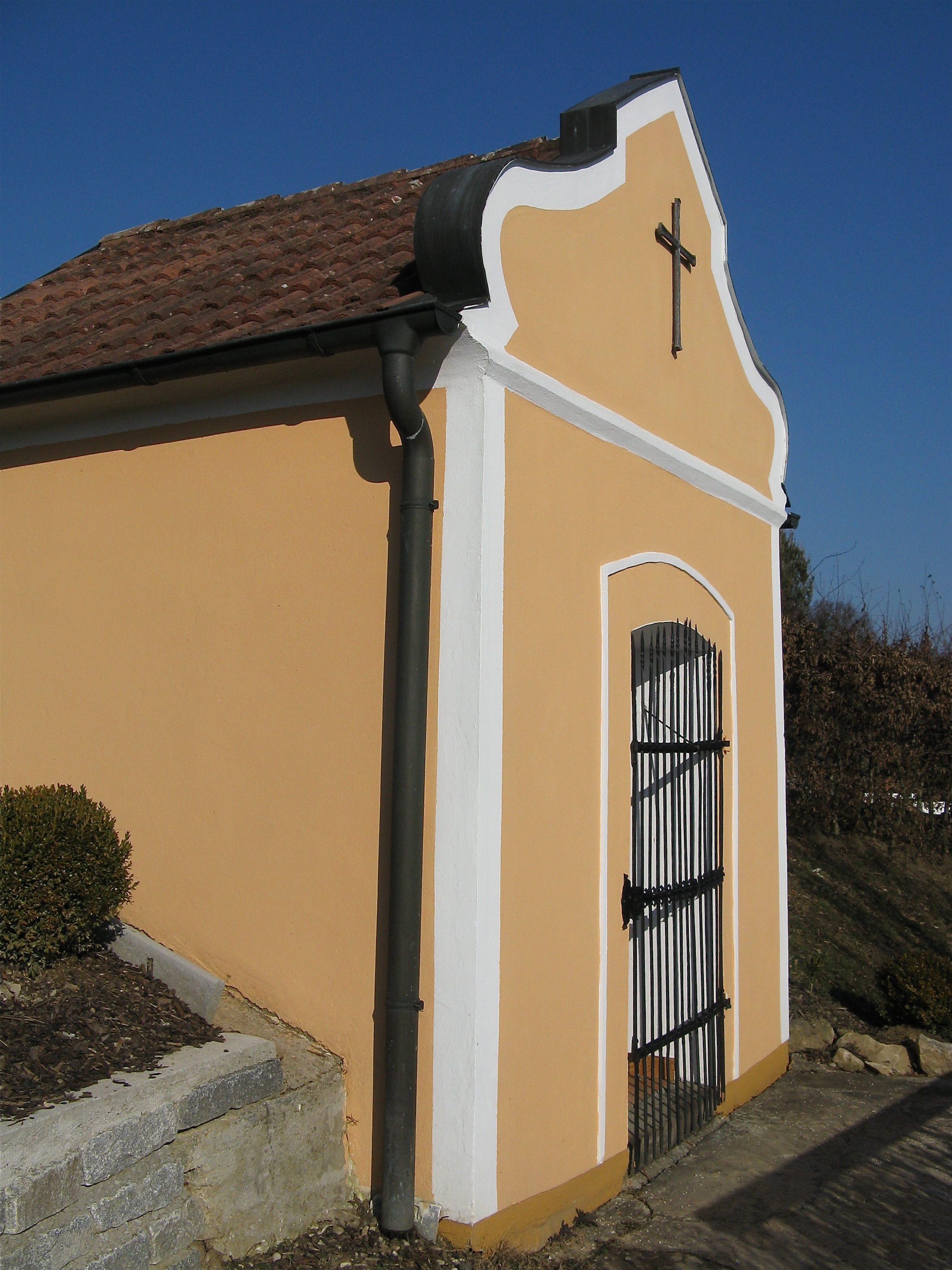
Grabkapelle Perg
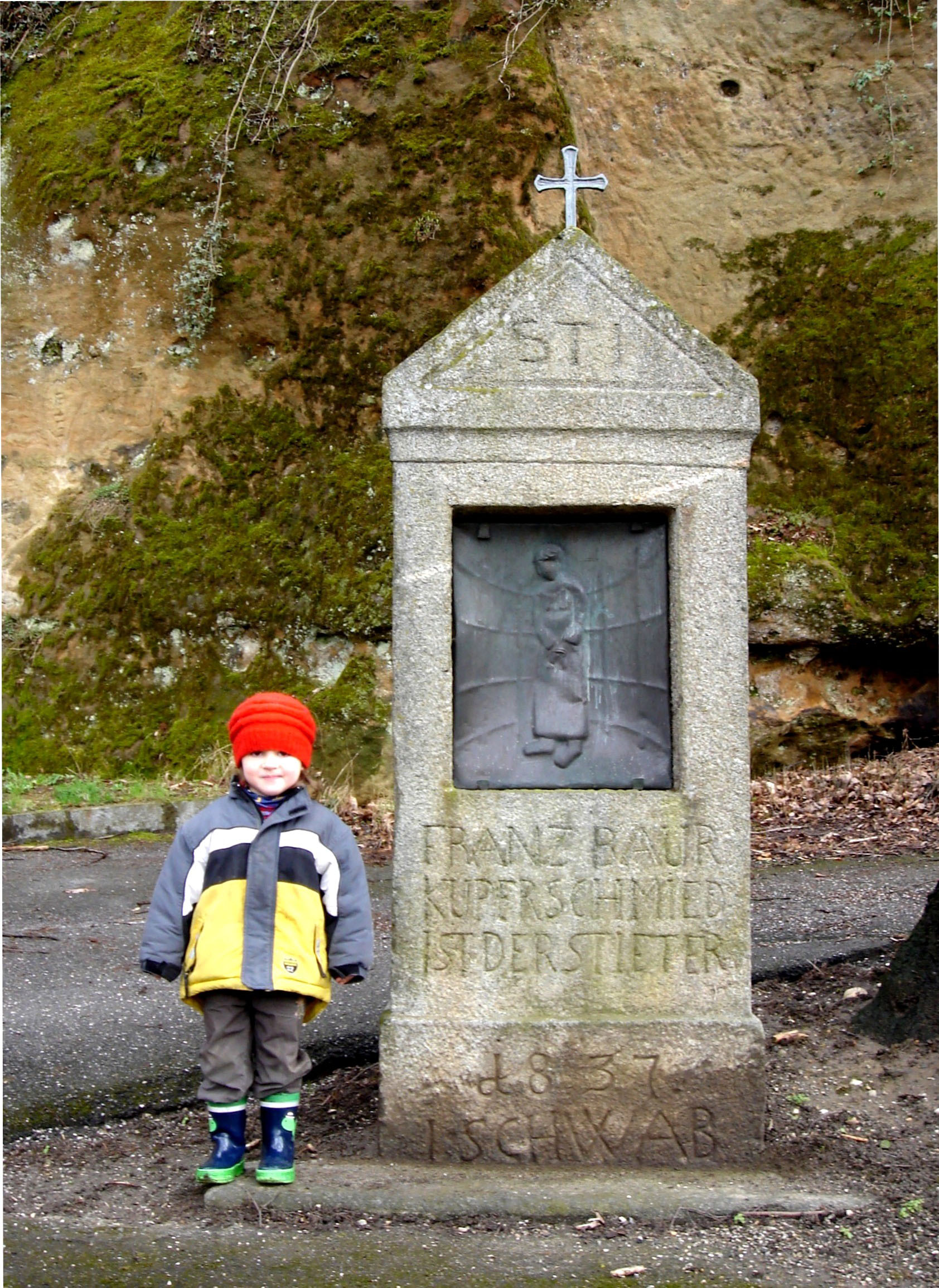
Kreuzwegstation Perg
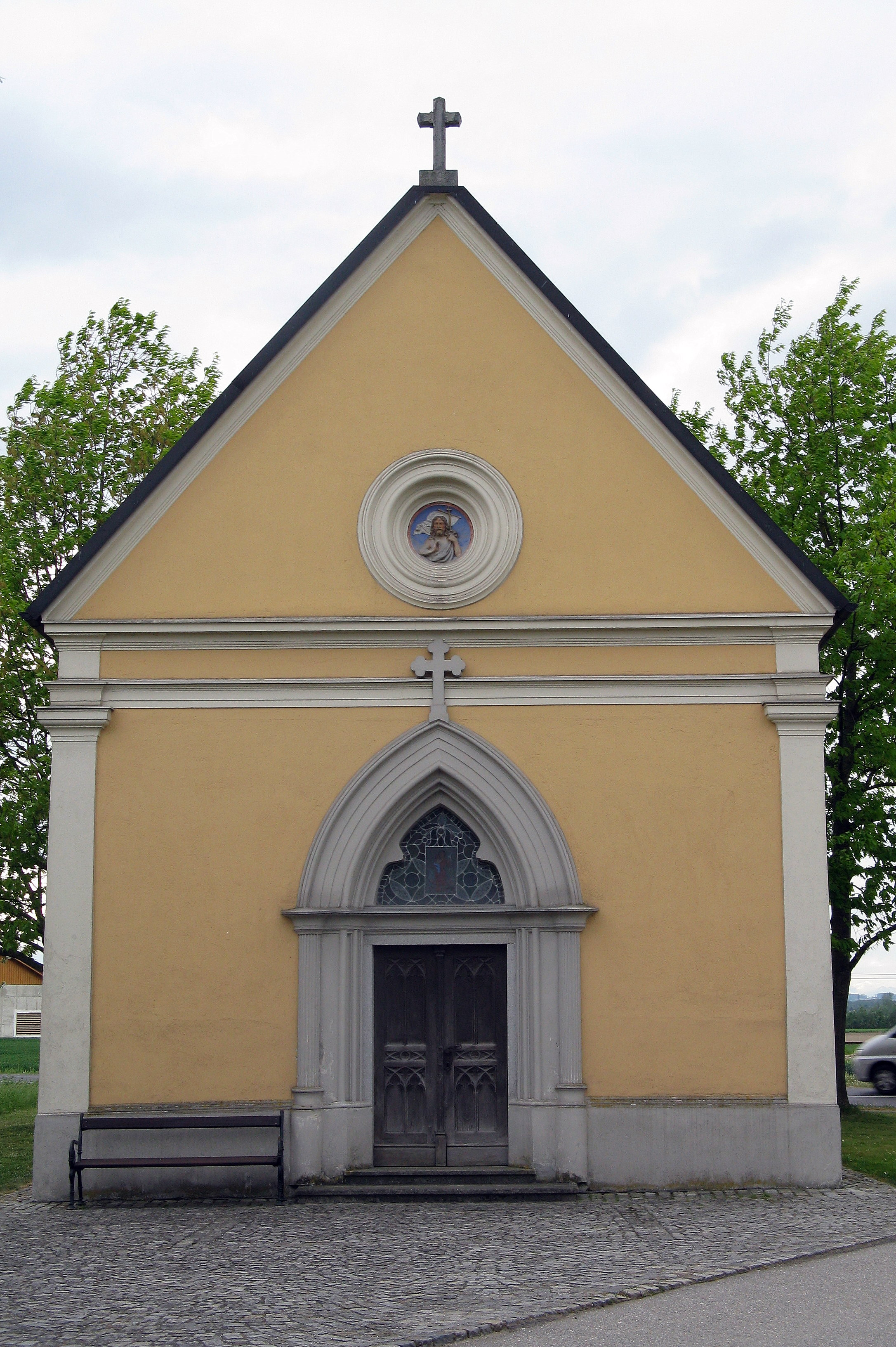
Dorfkapelle Aisthofen

- Die Pfarrkirche Pergkirchen wurde 1088 dem Hl. Martin geweiht. Sie steht am Ortsplatz und ist vom Friedhof umgeben. 1142 gilt als das Jahr, in dem die Pfarre durch Abtrennung von der Altpfarre Naarn entstanden ist. Siehe → Artikel Pfarrkirche Pergkirchen
- Der Pfarrhof Pergkirchen war Teil der im 11. Jh. errichteten Burgkirchenanlage der Herren von Perg und Machland. Siehe → Artikel Pfarrkirche Pergkirchen
- Die Stadtpfarrkirche Perg ist eine dreischiffige, gotische Hallenkirche am Perger Hauptplatz. Sie ist dem Hl. Jakob geweiht. 1416 wurde an Stelle einer nicht mehr nachweisbaren Holzkirche eine Jakobskapelle aus Stein errichtet, die man um 1500 beziehungsweise 1528 (Jahr der Turmaufstockung) zur Jakobskirche ausbaute. Sie bekam am 15. Oktober 1542 pfarrliche Rechte. 1708 Kirchenbrand. Zuletzt 1972/73 innen und 1987 außen renoviert. Siehe Artikel → Stadtpfarrkirche Perg
- Die Kalvarienbergkirche Perg gilt als weithin sichtbares Wahrzeichen von Perg. Sie befindet sich nur knapp einen Kilometer vom Hauptplatz entfernt auf einer Anhöhe (ungefähr 290 m ü. A.) im Norden der Stadt und ist Teil der Friedhofsanlage. Siehe Artikel → Perger Kalvarienbergkirche und Perger Friedhöfe
- Die Grabkapelle oder Grablegungskapelle Perg am Kalvarienberg enthält eine Darstellung des Heiligen Grabes. Sie hieß auch Peregrinikapelle (nach dem Hl. Peregrinus Laziosi). Aus der Mitte des 18. Jahrhunderts, erhalten als letzte von ursprünglich mehreren Kalvarienbergkapellen. Am Südrand der Perger Friedhofsanlage. Denkmallisteneintrag
- Die 13 Kreuzwegstationen aus Granit säumen den Fahrweg vom Stadtzentrum auf den Perger Kalvarienberg. Sie stiftete 1837 der Perger Bürger, Kupferschmied und Steinbruchsinhaber Franz Paur (ihm gehörte Haus Hauptplatz N° 3, früher Markt N° 10). Es war der Großvater des späteren Perger Bürgermeisters Johann Paur (1849–1932). Renovierung 1977. Neue Bildtafeln aus getriebenem Kupfer. Die alten aus bemaltem Eisen waren am Zerfallen. Geschaffen von der Steyrer Künstlerin Eva Biesenberger. Die Kreuzwegstation I trägt die Inschrift: ST.I – FRANZ BAUR KUPFERSCHMIED IST DER STIFTER 1837 – I. SCHWAB. Denkmallisteneintrag
- Die Dorfkapelle Aisthofen wurde 1885 bis 1890 nach einem Dorfbrand in der Dorfmitte errichtet. Der Innenraum wurde 1987 renoviert. Kein Denkmalschutz.

## Schulen
Ausführliche Beschreibung der Schulen siehe Artikel → Perger Schulen

## Museen
- Das Heimathaus-Stadtmuseum Perg, Stifterstraße N° 1, umfasst eine Dokumentation der Geschichte von Perg und seiner Umgebung. Schwerpunkte der Schausammlungen liegen in der für Perg bedeutenden Stein- beziehungsweise Mühlsteinindustrie, dem Kaolin-Bergbau in Kriechbaum (Gemeinde Allerheiligen), den Funden aus dem Gräberfeld Auhof (8. bis 10. Jahrhundert) und aus der Burgruine Mitterberg.
- Das Mühlsteinmuseum Steinbrecherhaus, Mühlsteinstraße N° 43. Es ist Teil des Museumsensembles Steinbrecherhaus – Erdstall Ratgöbluckn – Mühlsteinbruch Scherer. Denkmallisteneintrag
- Das Oldy-Kai-Privatmuseum von Josef Kaimüller († 2020), Gartenstraße N° 18, umfasste eine Sammlung historischer Radios, Grammophone, Tonbandgeräte, Fahrräder, Motorräder usw. Seit 2020 geschlossen.

## Häuser (Auswahl)

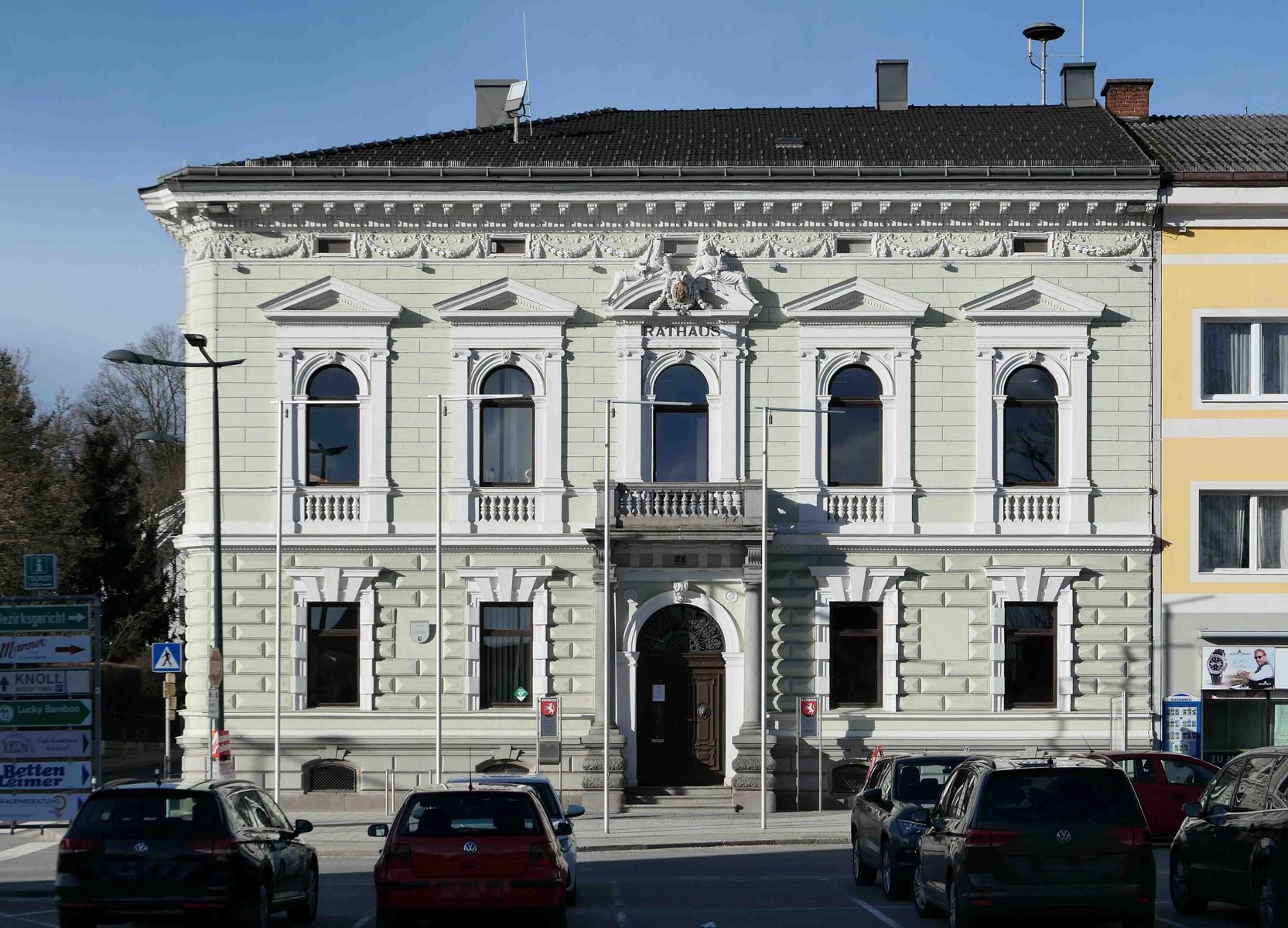
Rathaus 1736 Hauptplatz
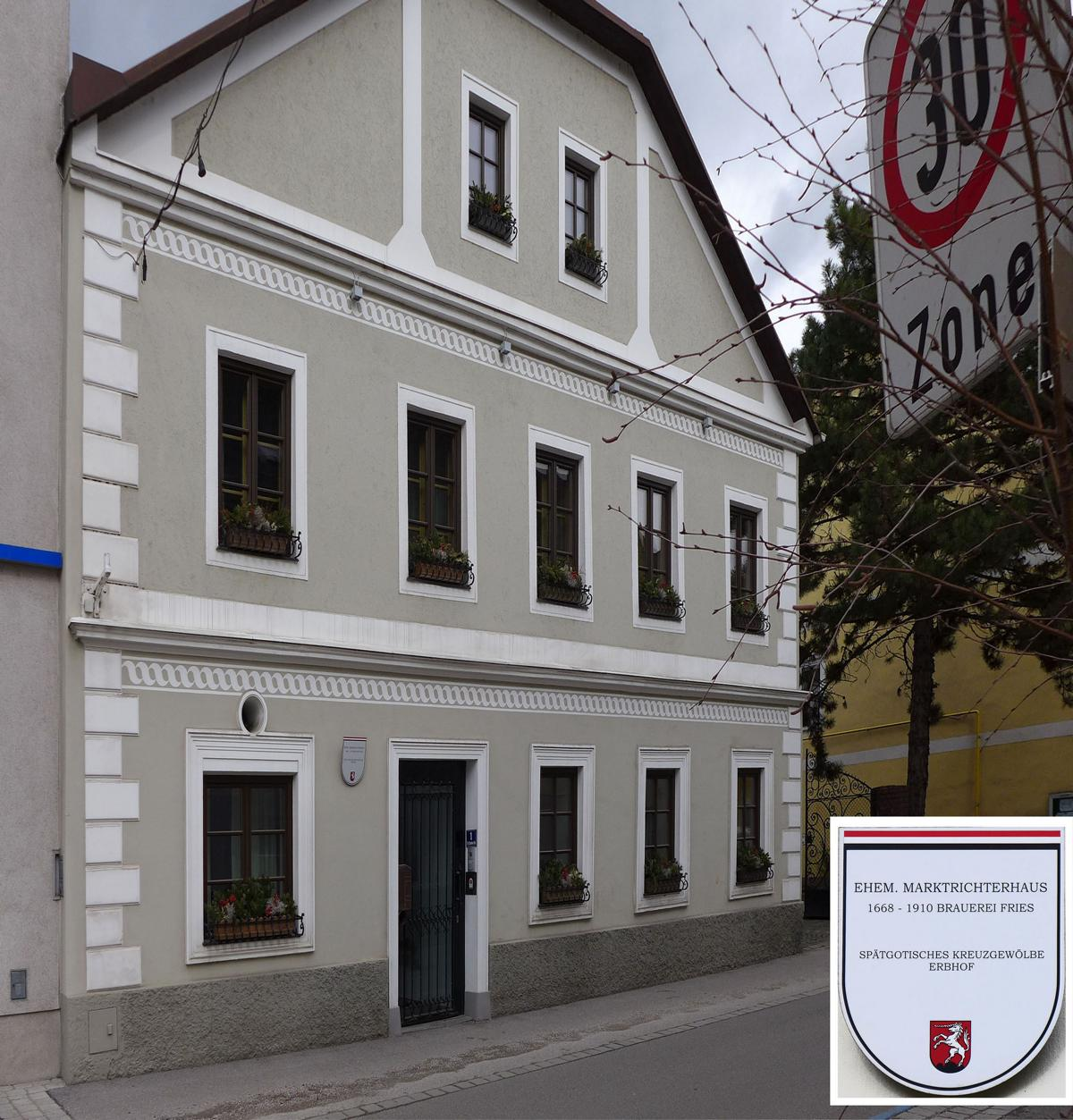
Marktrichterhaus Dr. Schoberstr. 1
Giebelhaus Hauptplatz 21
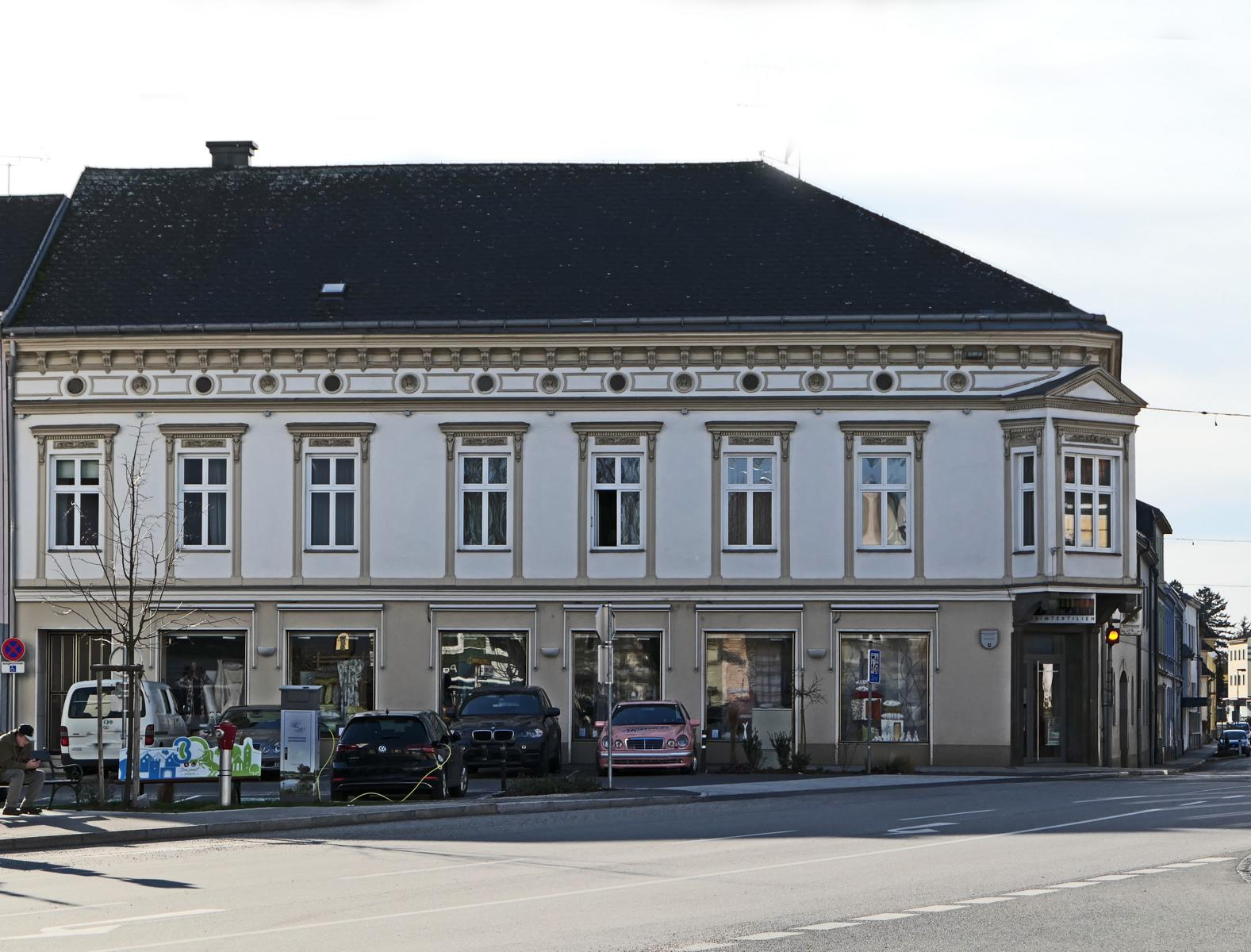
Handelshaus 1870er-Jahre Hauptplatz
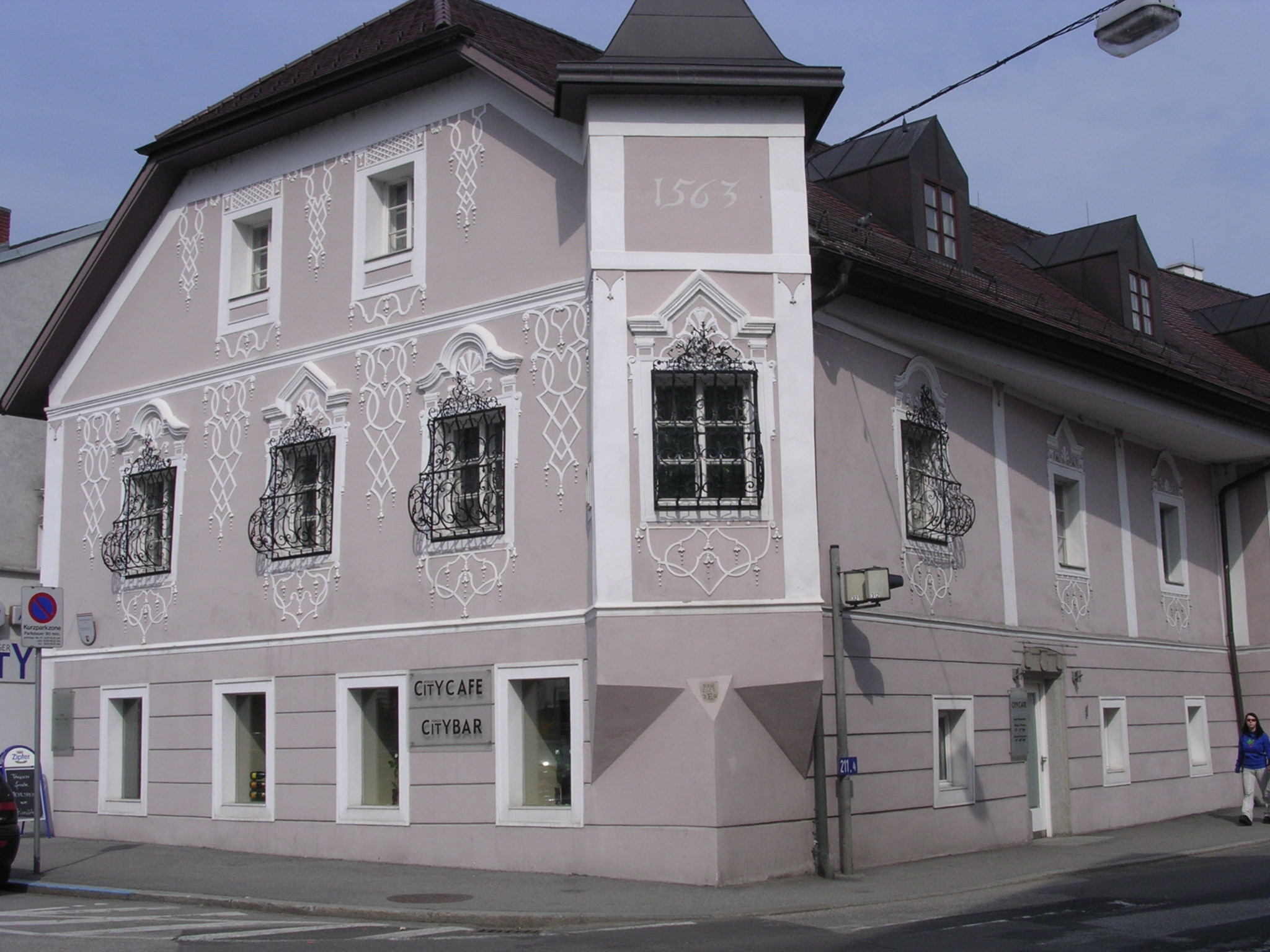
Seifensiederhaus Herrenstr. 1
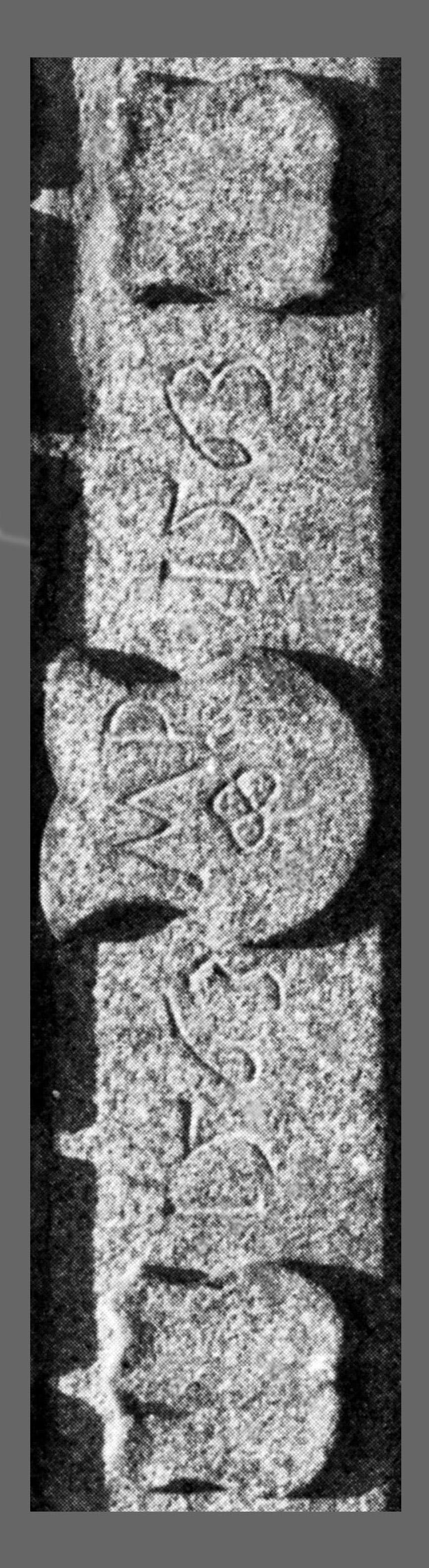
Herrenstr. 1 Gravur 1563
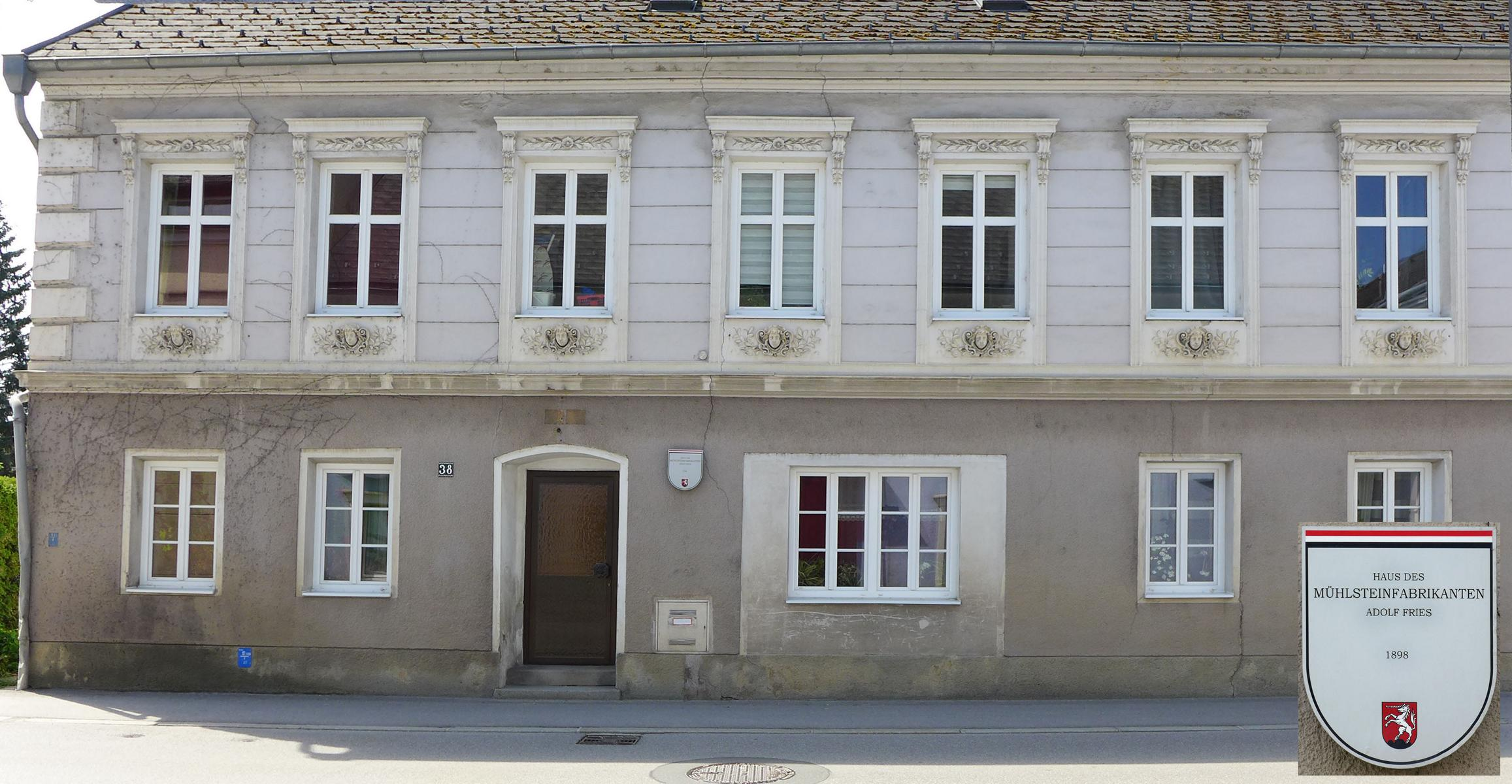
Herrenstraße 38. Bürgerhaus aus 1898
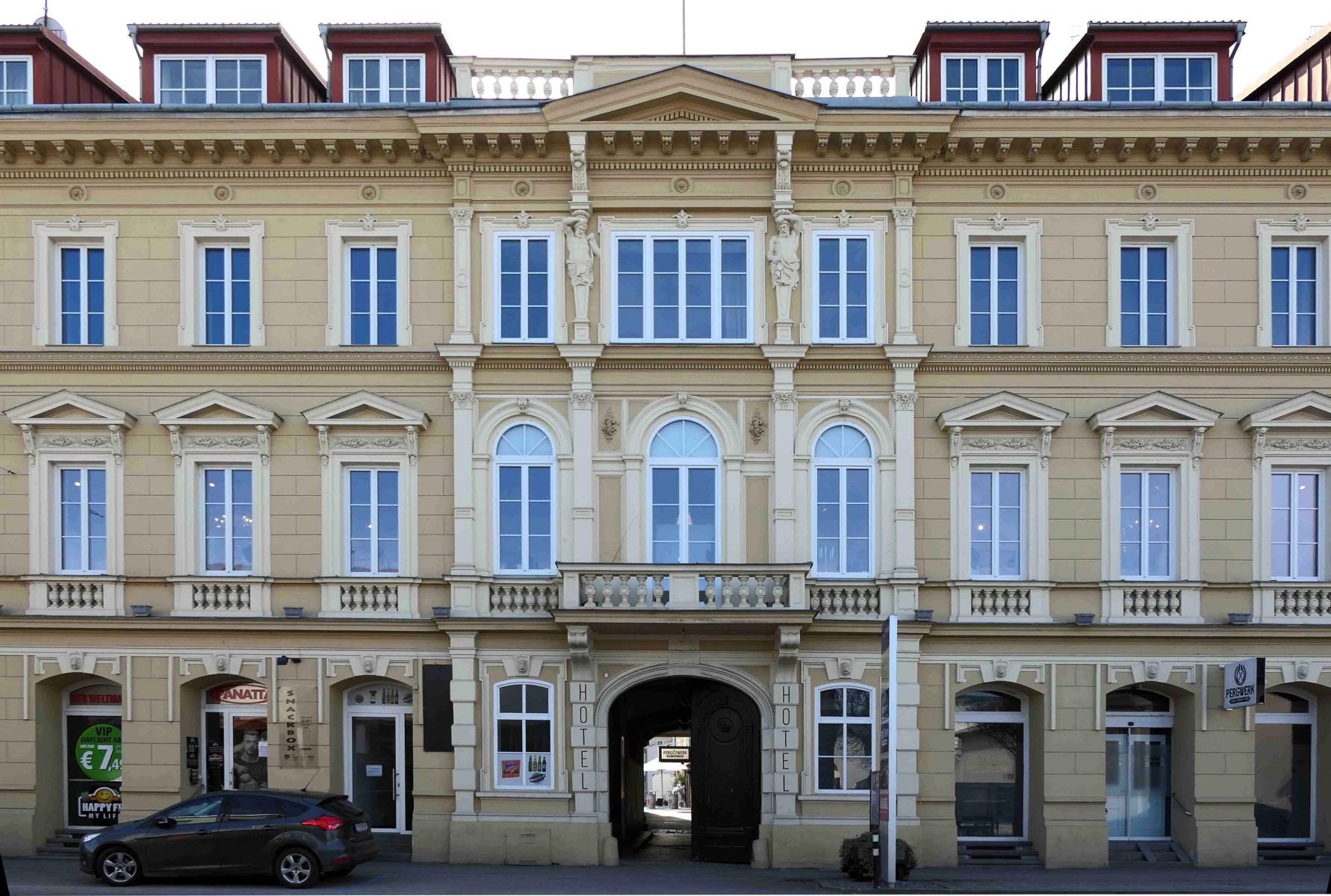
Hotelanlage 1870 Herrenstr. 28
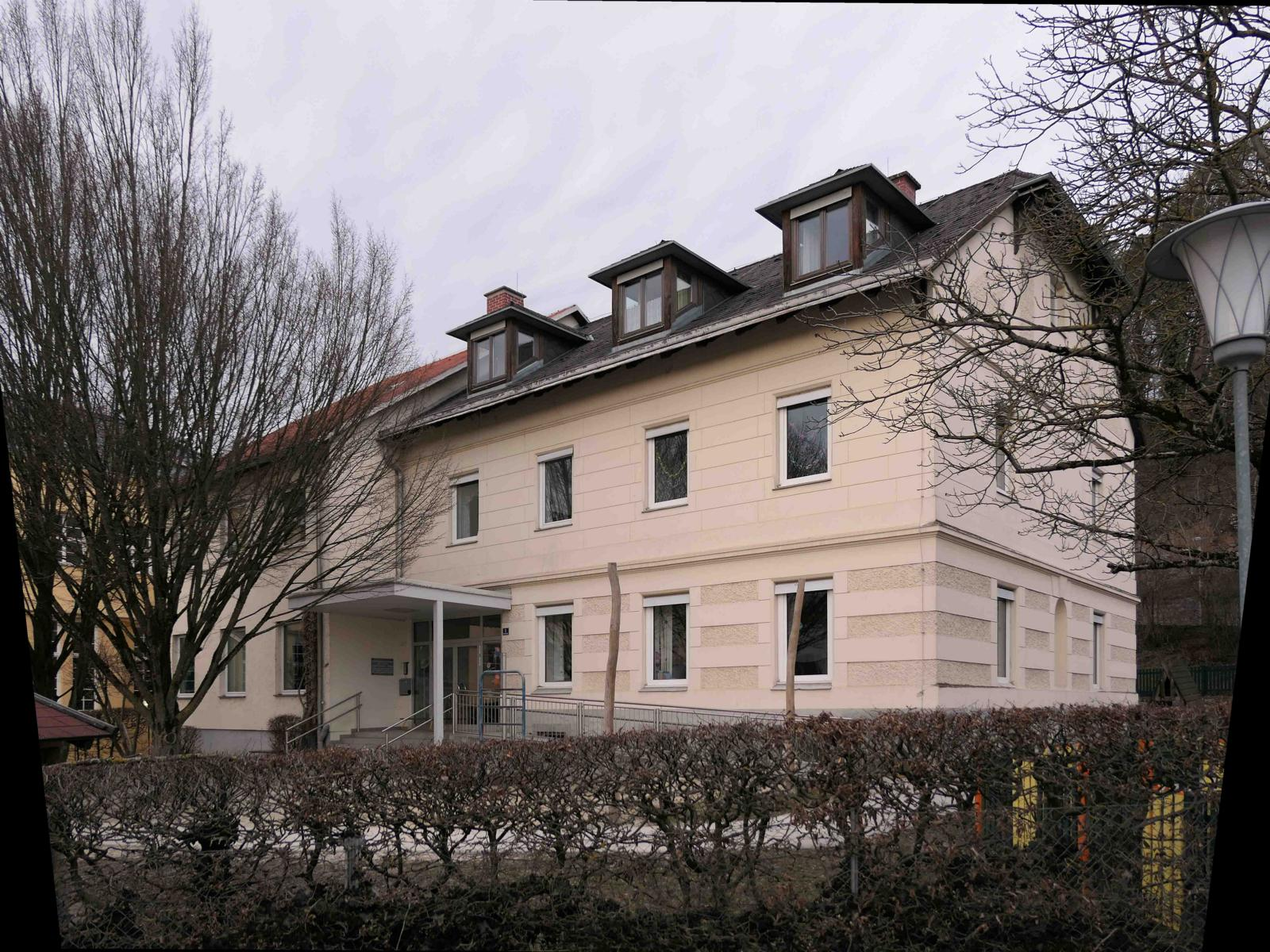
Kindergarten 1892 Friedhofstr. 1
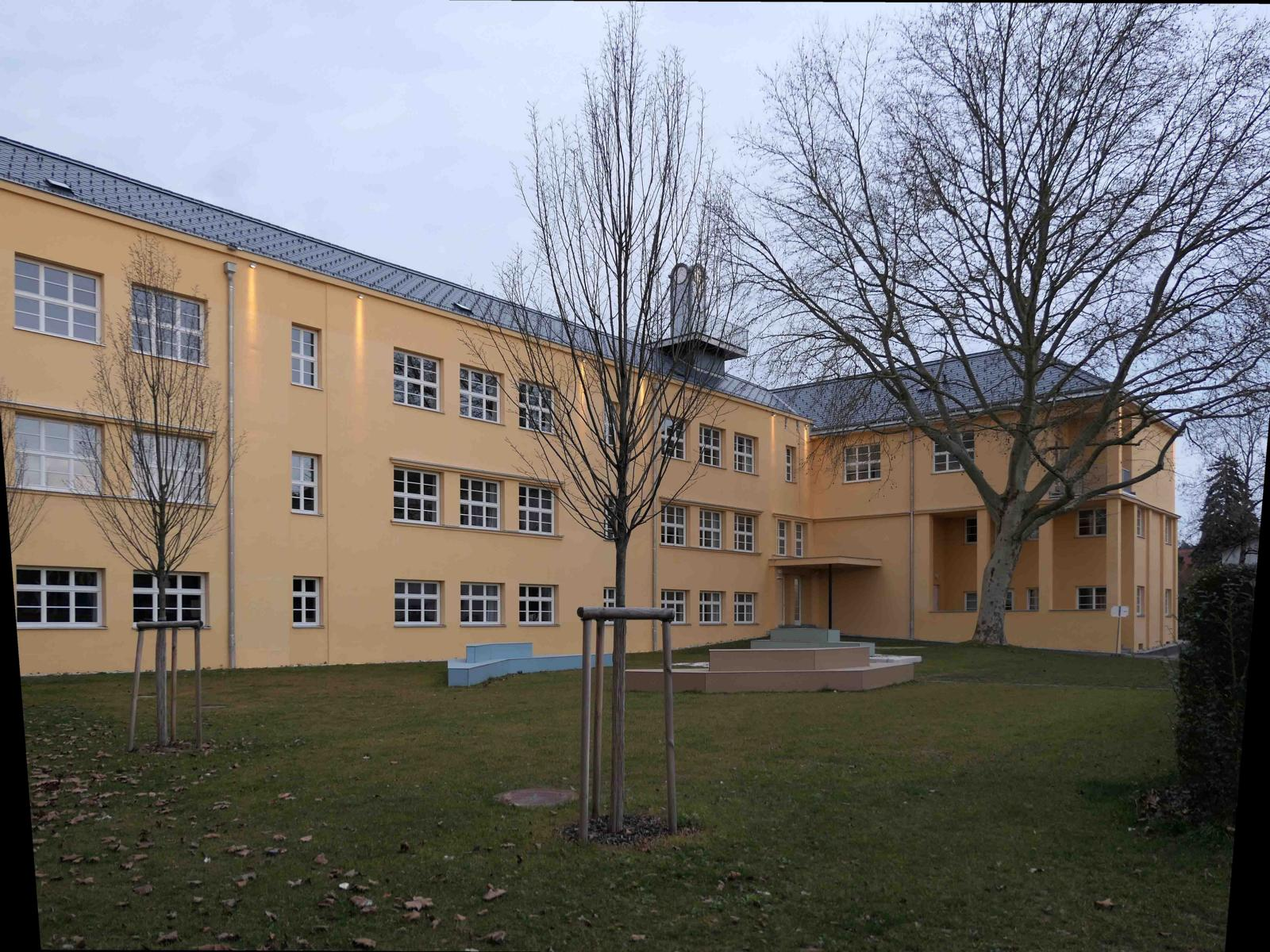
Hauptschule 1929 Linzerstr. 18
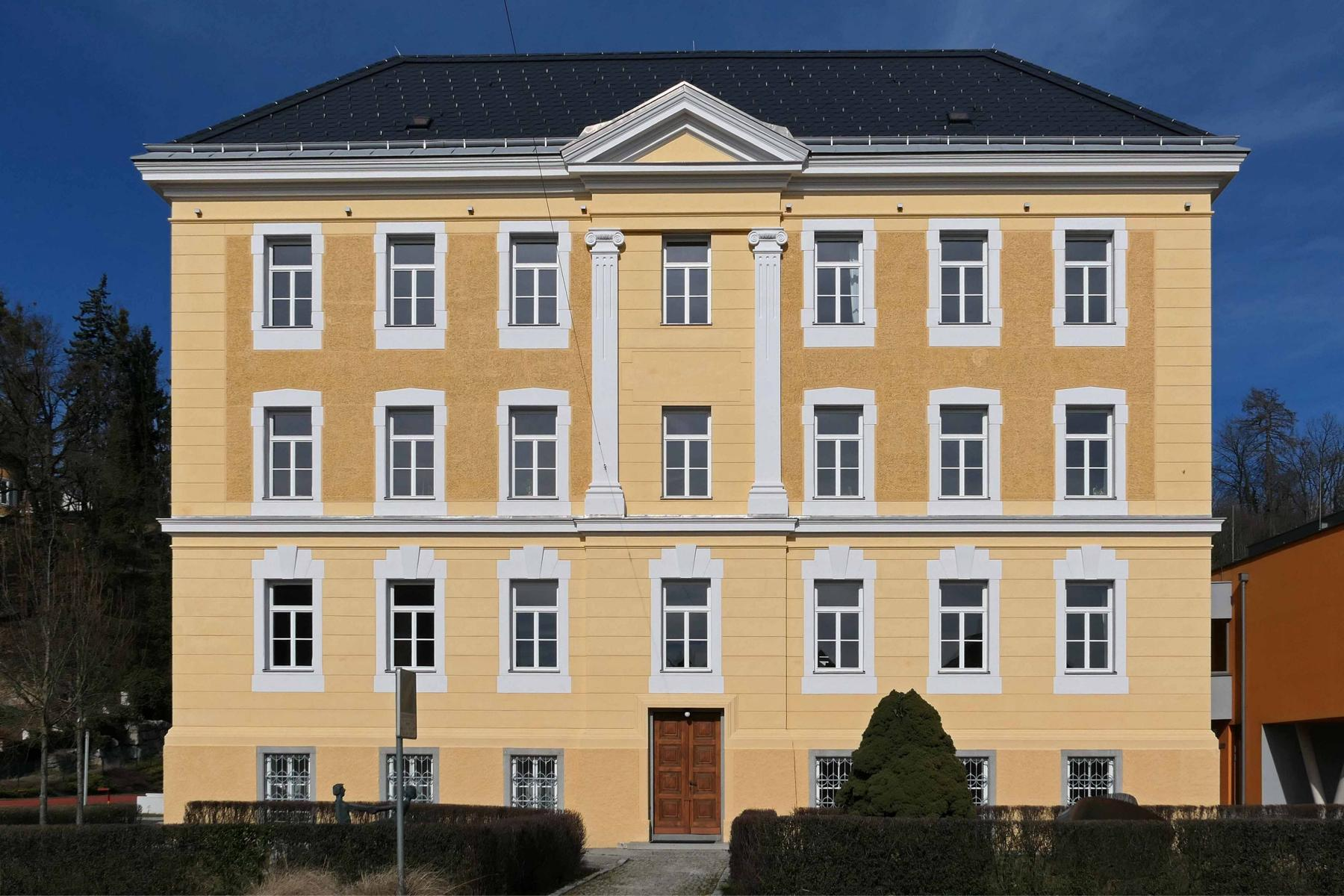
Volksschule 1893 Linzerstr. 20
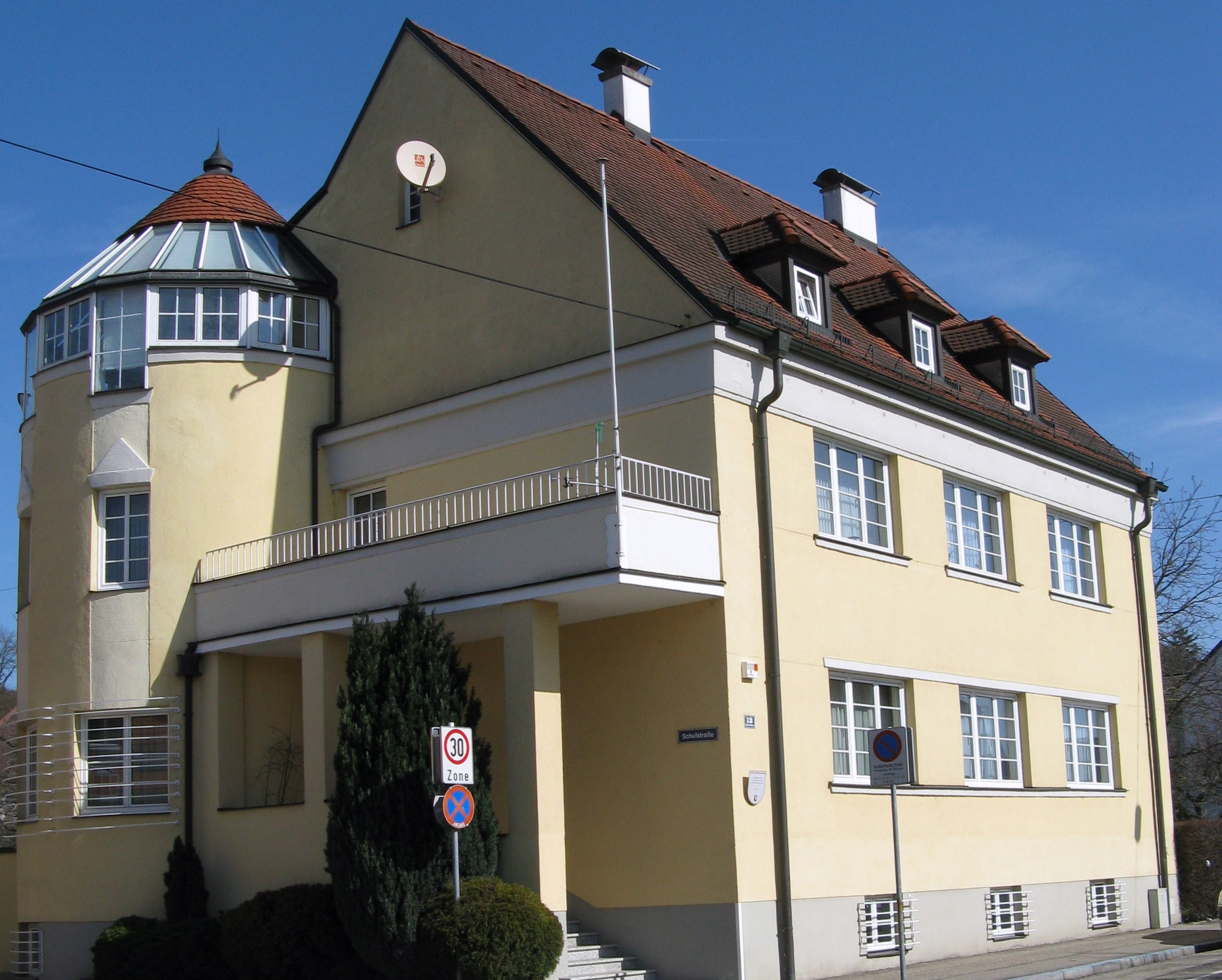
Privathaus 1928 Bahnhofstr. 12
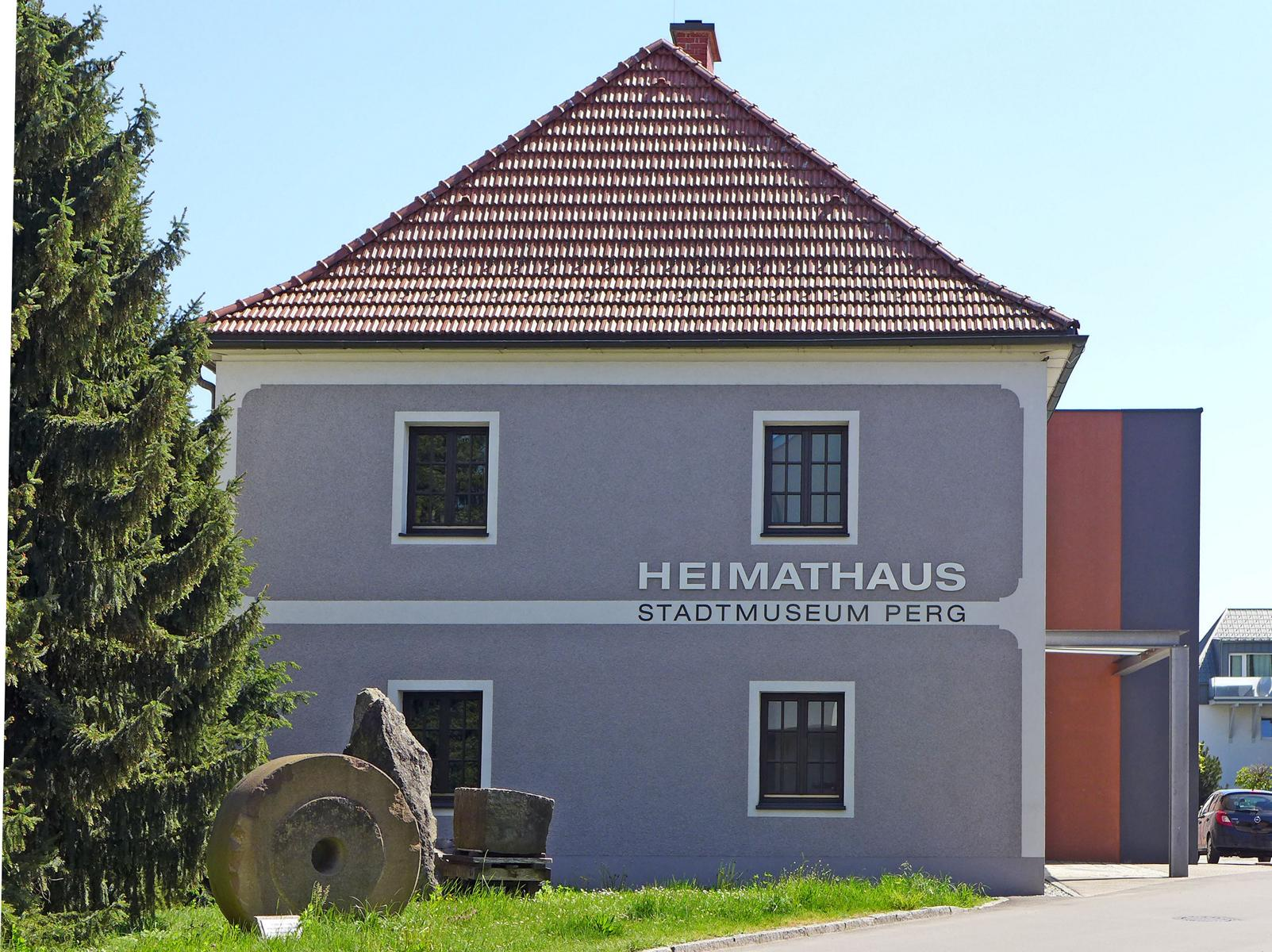
Stifterstraße 1 Heimathaus
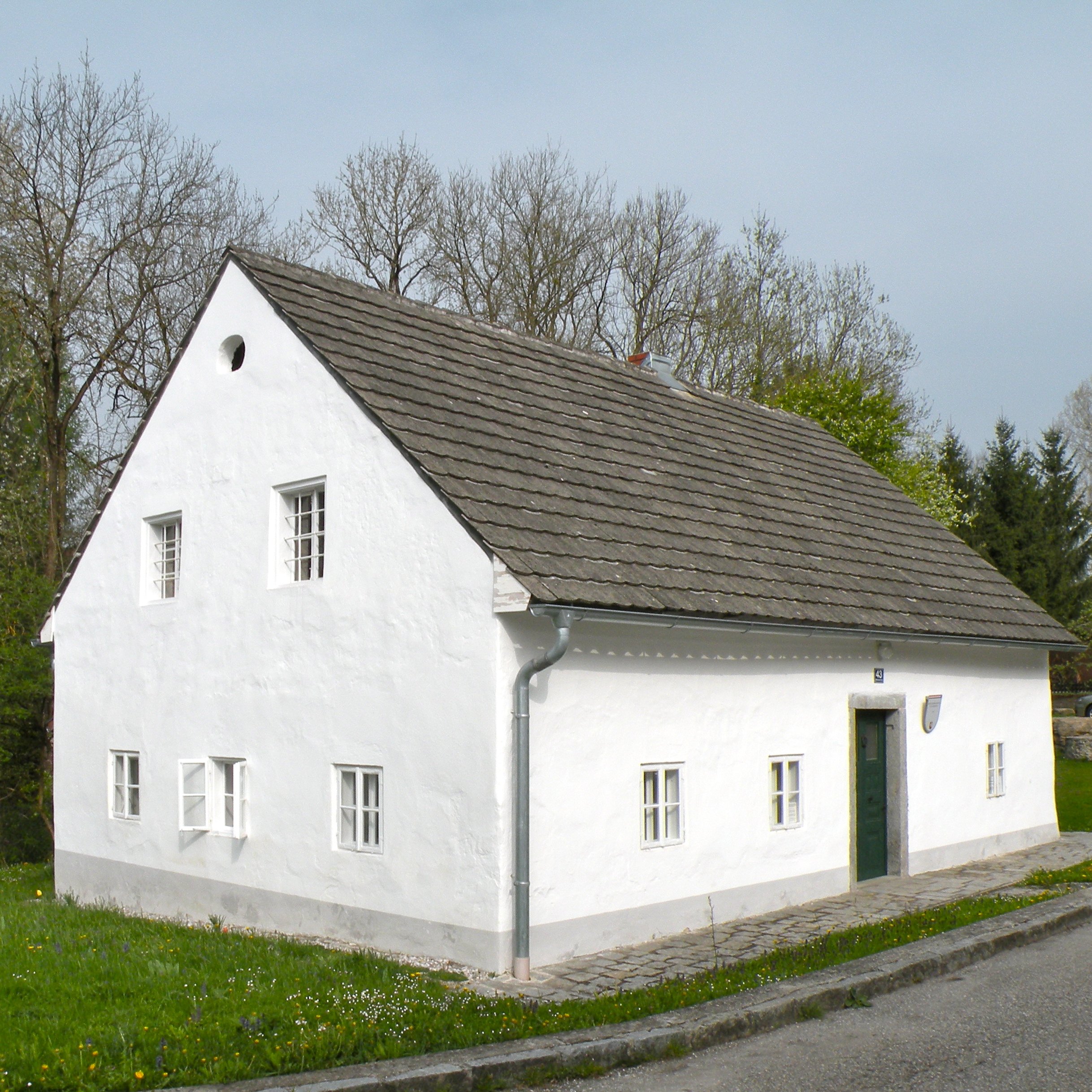
Steinbrecherhaus 1802 Mühlsteinstr. 43
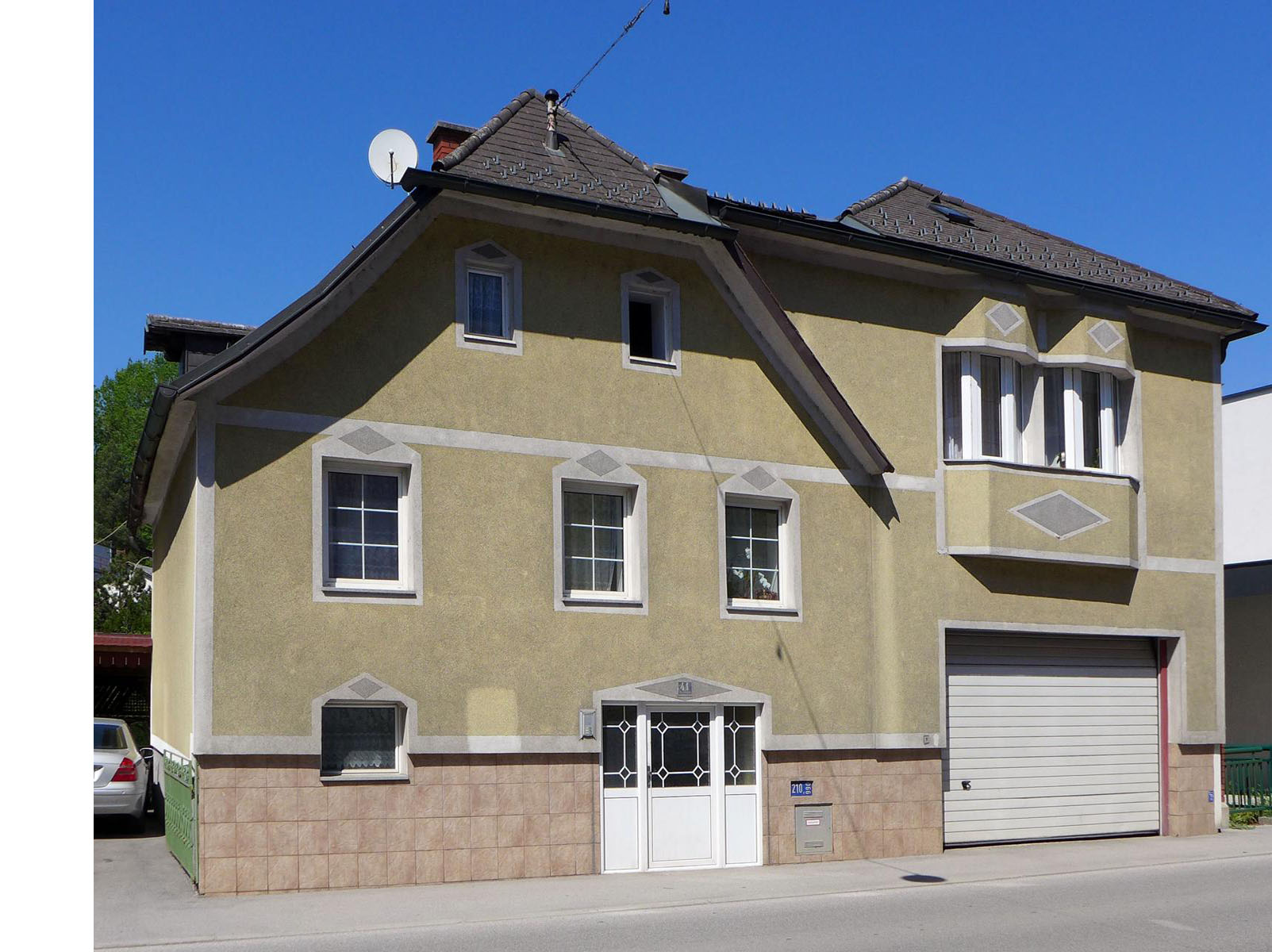
Herrenstraße N° 41 Weberhaus
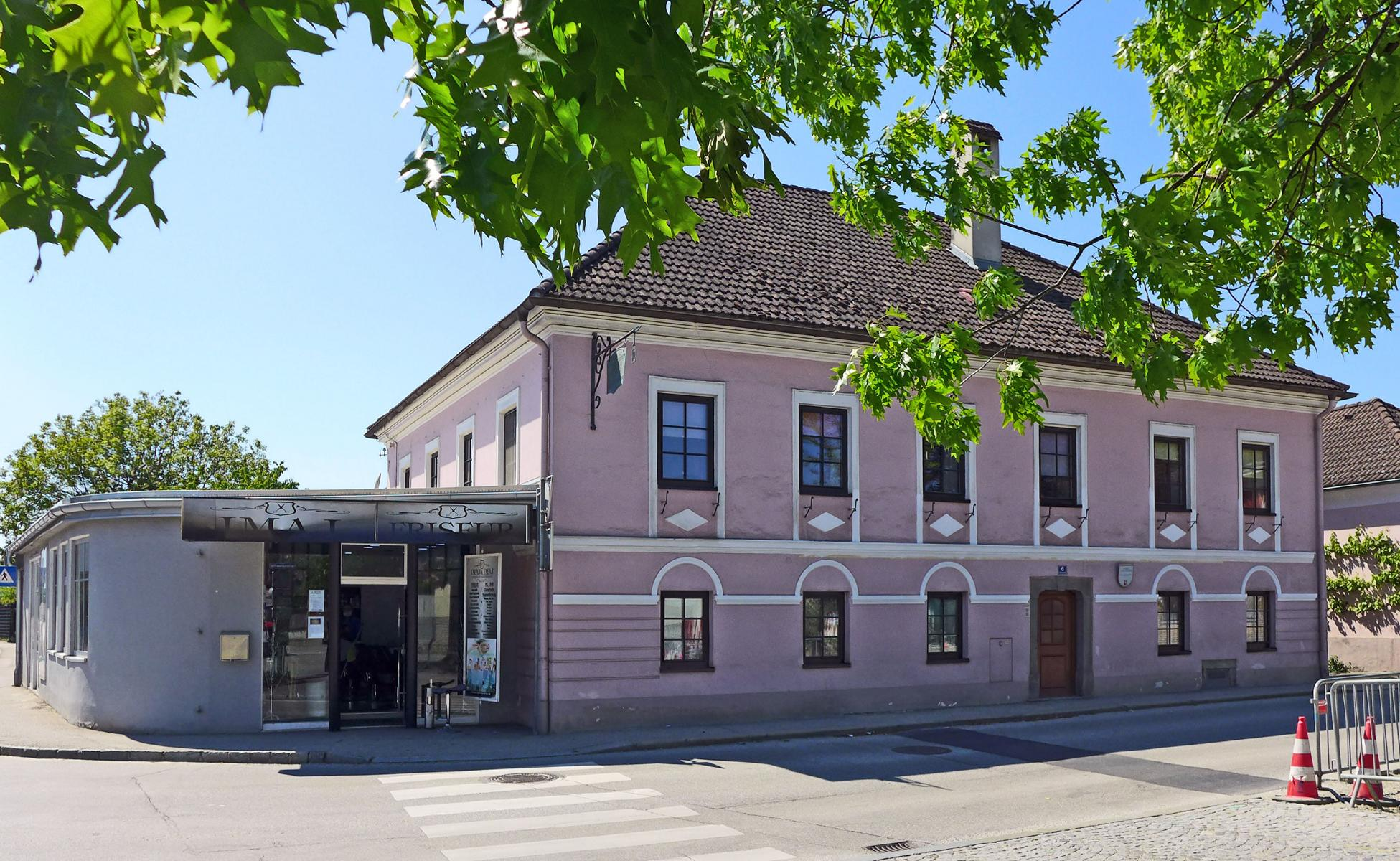
Naarnerstraße 6 Schmiedehaus
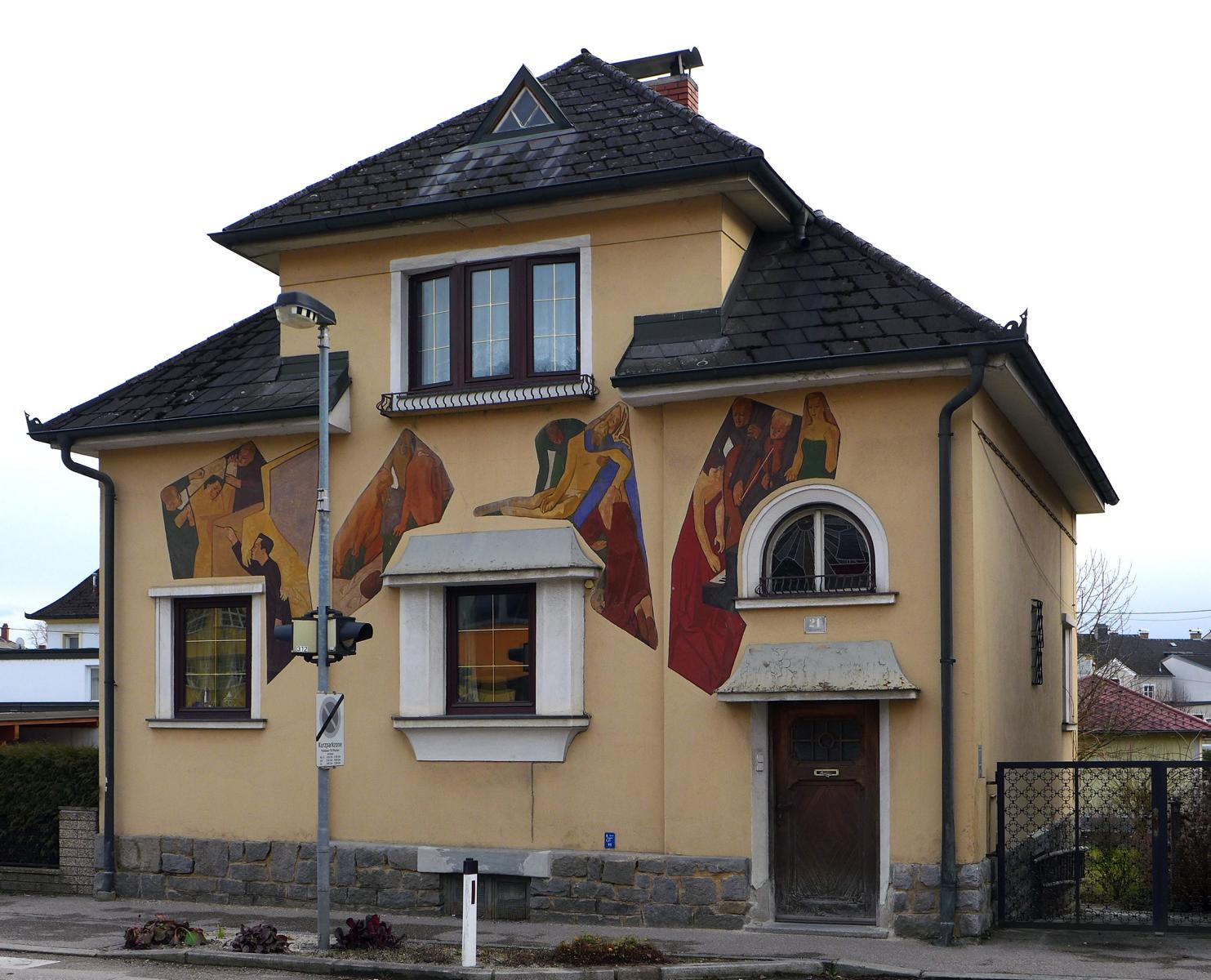
Privathaus Linzerstr. 21
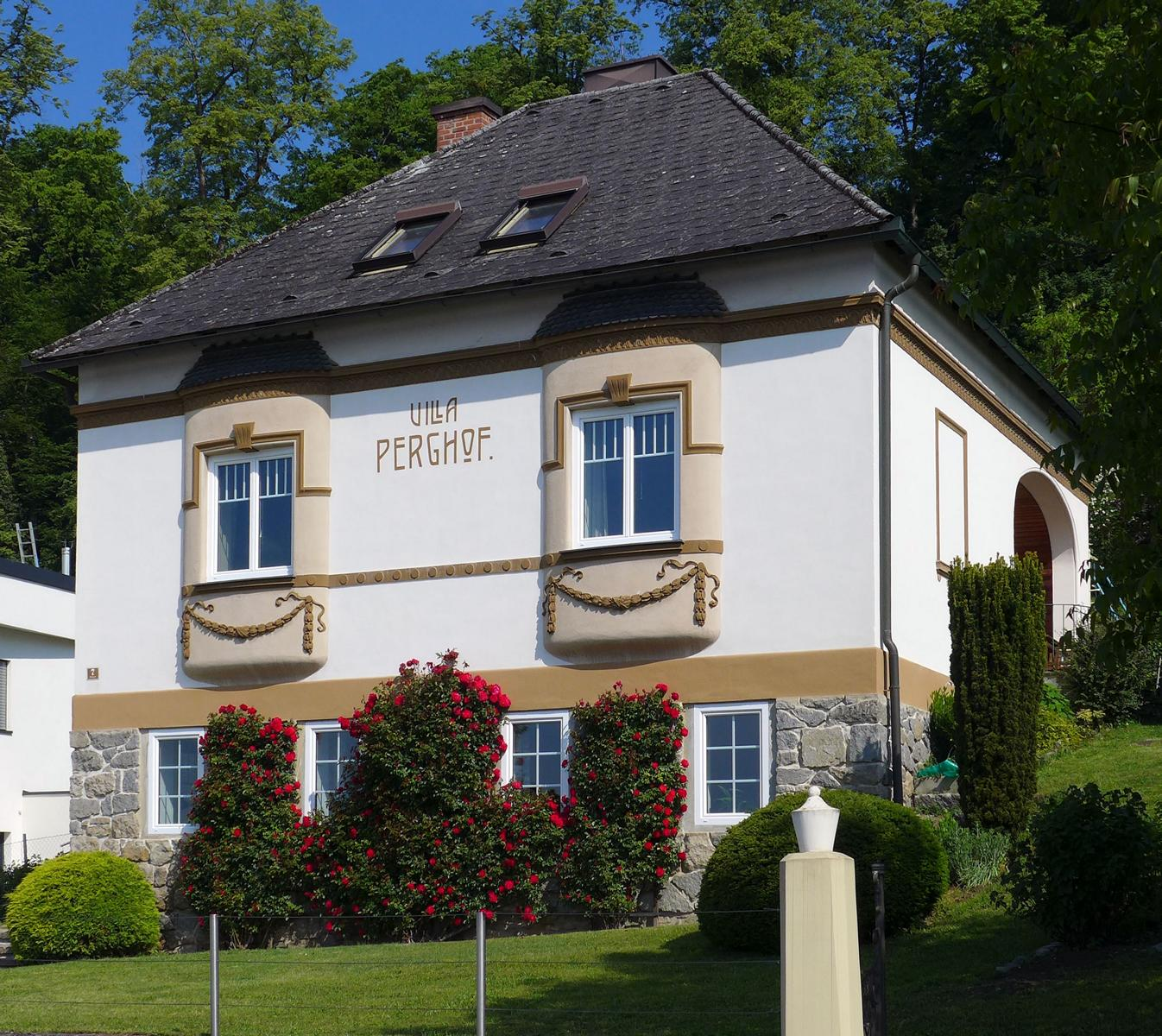
Villenstraße 7 Villa Perghof
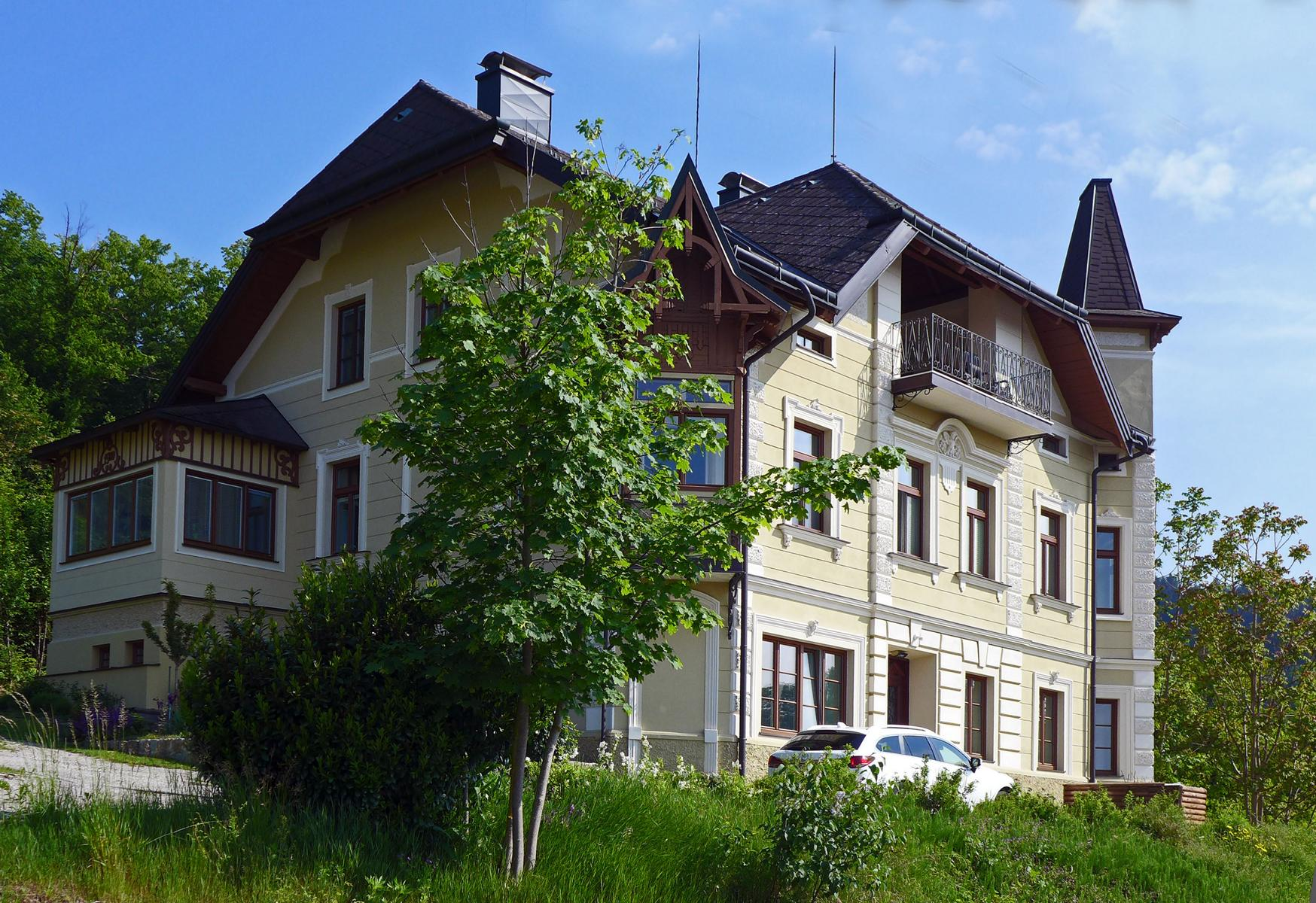
Villenstraße 11 Gründerzeitvilla
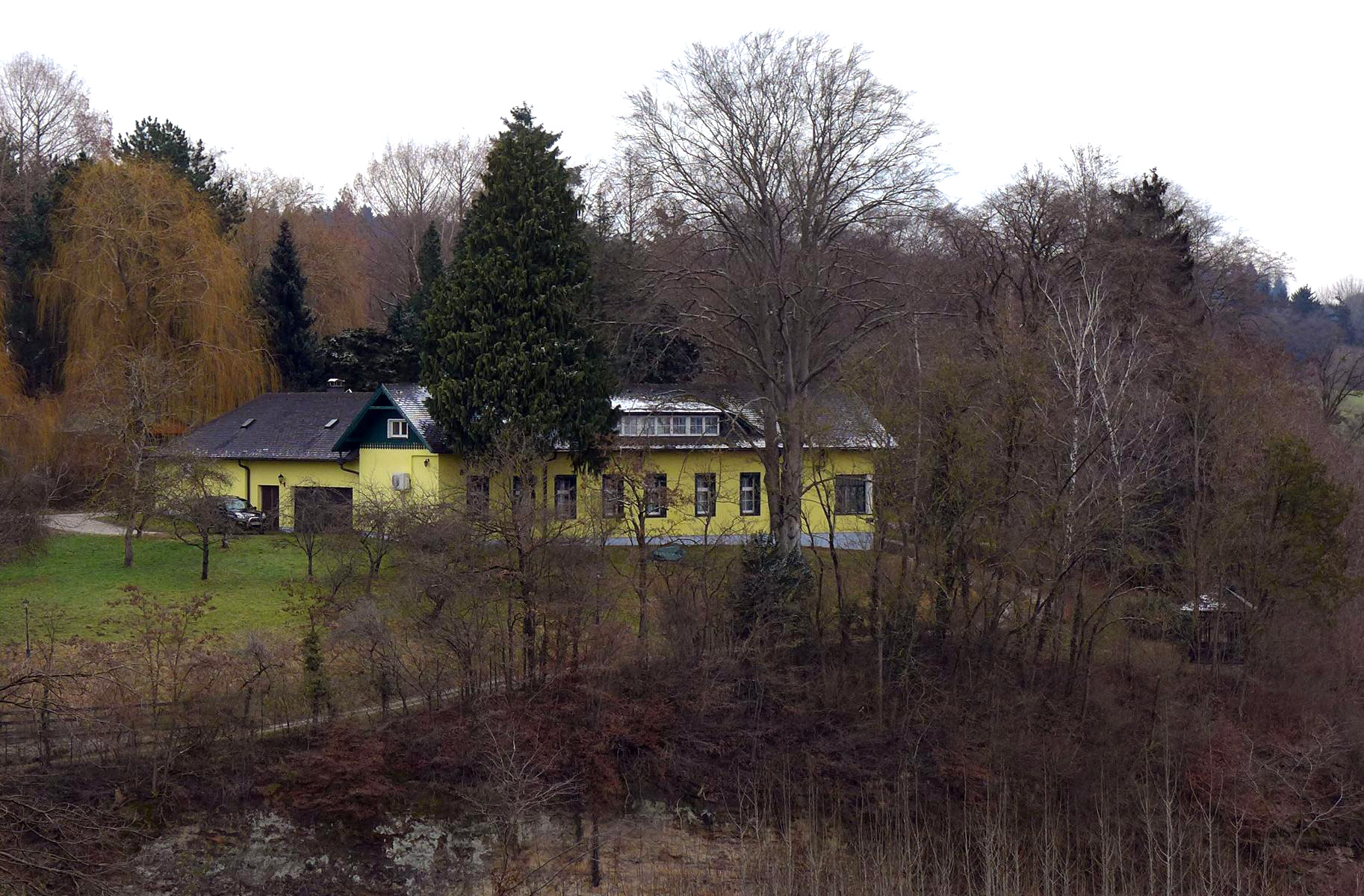
Dollberg 1 Manner-Villa
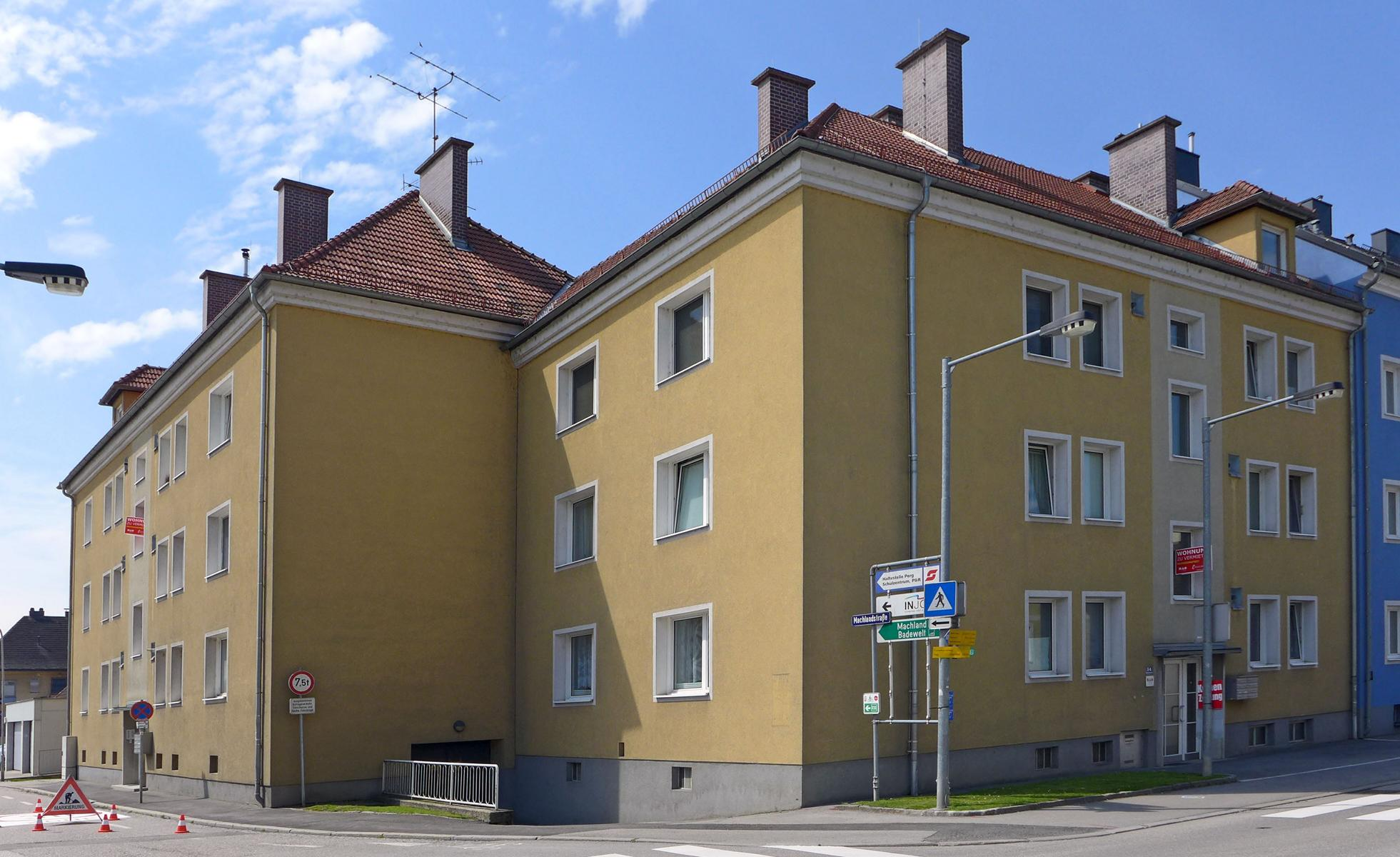
Herrenstraße 54 früher sozialer Wohnbau
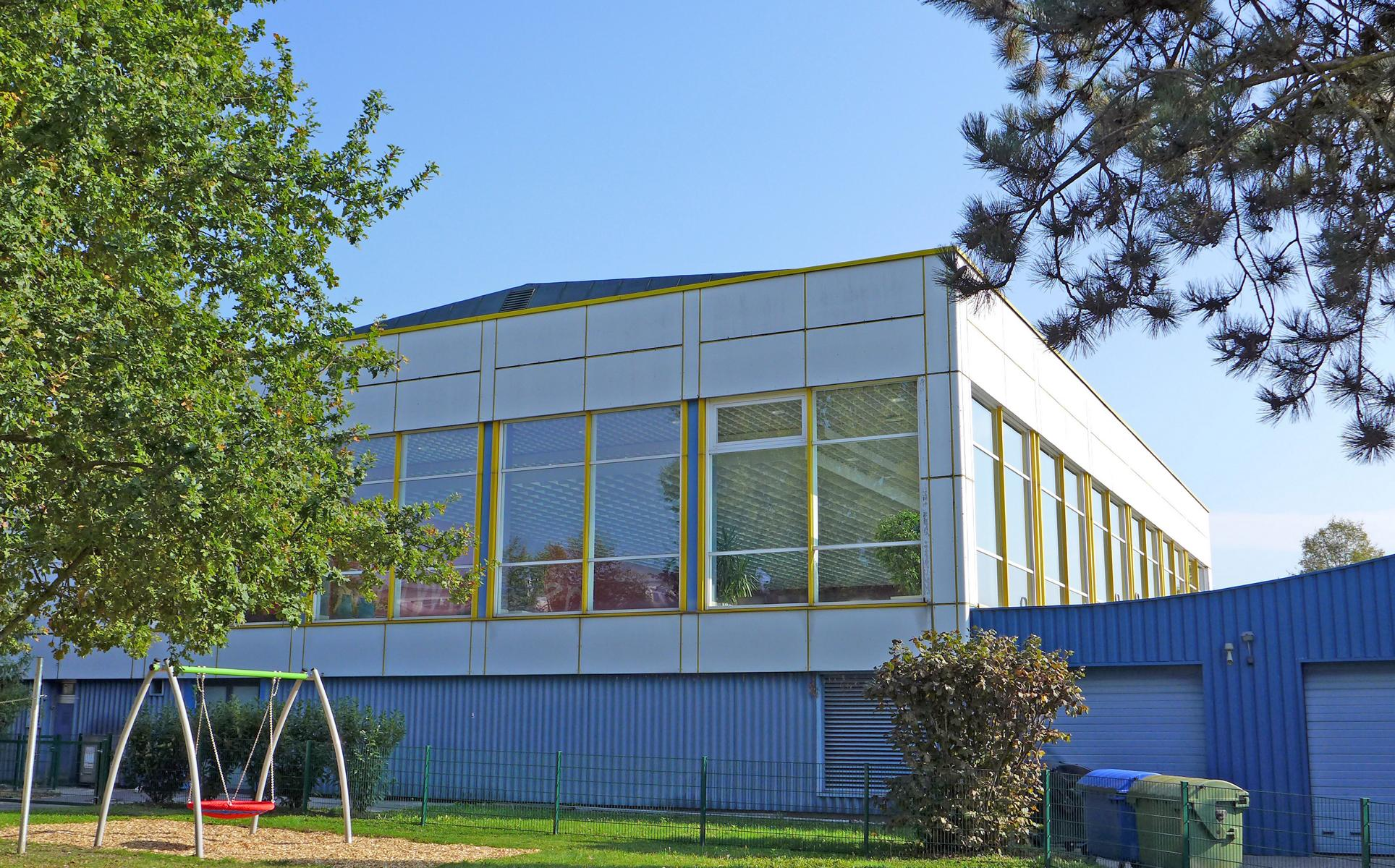
Machlandstrasse 47 Hallenbad. Frühe Moderne in Perg
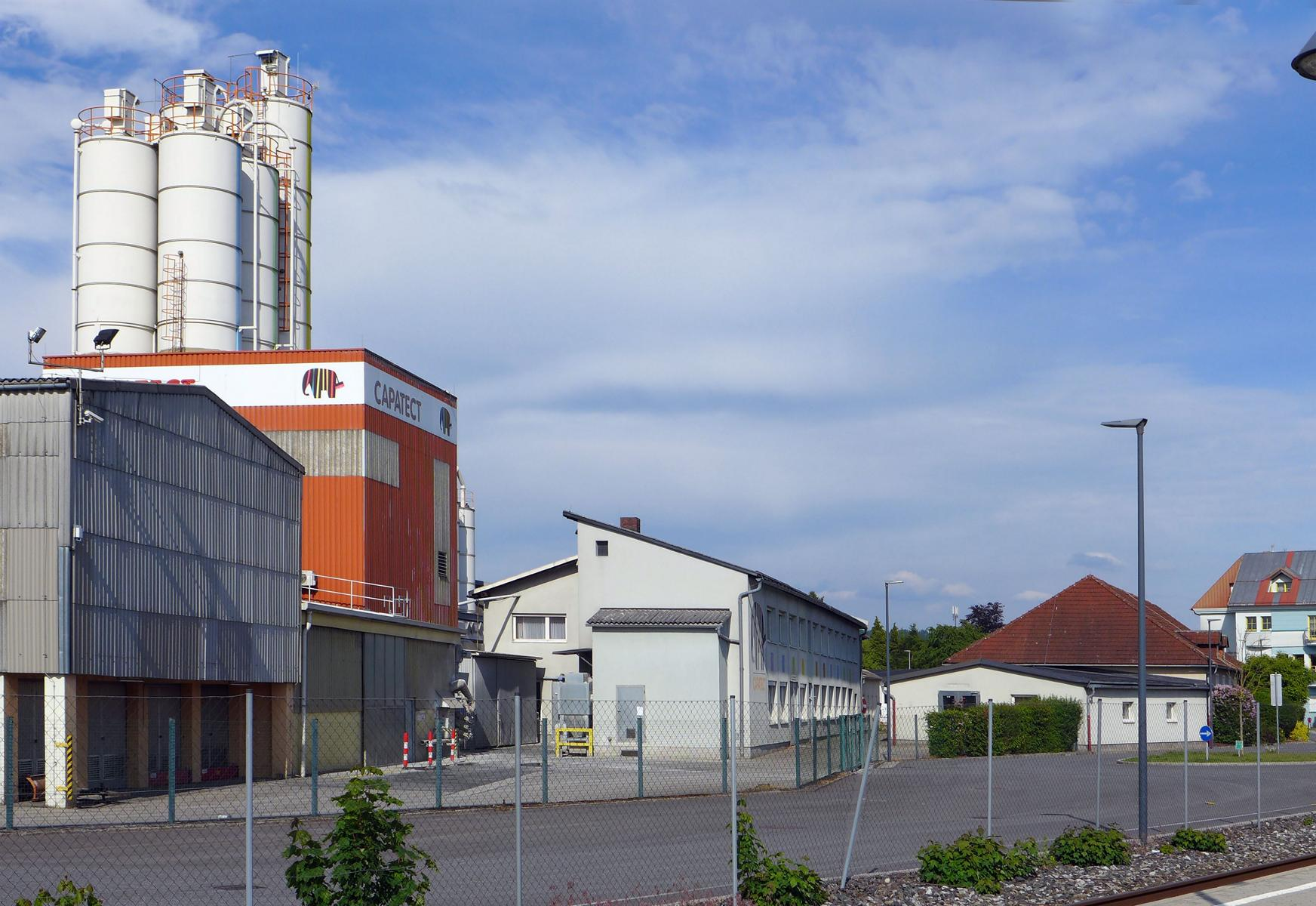
Industrieanlage Bahnhofstraße 32. Standort der früheren Mühlsteinfabrik Fries, Burgholzer & Comp.

### Bahnhofstraße
N° 12 Haus für Dentisten Hans Reindl († 1959). Erbaut 1928. Architekt Mauriz Balzarek. Ursprünglich mit einem Flachdach am Turm. Der Behandlungsraum war im runden Turmzimmer im Erdgeschoß. Ergab so ideale natürliche Lichtverhältnisse. Friedrich Achleitner schrieb 1980 zum Haus:„Späte Arbeit Balzareks, wobei er sich in eindrucksvoller Weise mit Volumen und Fläche, der dynamischen Gestaltung einfacher Formen auseinandersetzt. Die ehemalige Villa ist trotz ihrer Umwidmung [damals kurzzeitig Finanzamt] in ihrer Erscheinung erhalten.“
N° 21 Romantischer Gründerzeitstil. Ehemals Wohnhaus von Anton Mück. Hausnummer bis 1958 Markt N° 67.
N° 23 Sparsamer Jugendstil. Ehemals Wohnhaus von Karl Wögerbauer, Baumeister in Perg. Erbaut 1908/1909.
N° 32 Capatect-Industrieanlage. Am Standort der früheren Mühlstein- und Holzscheifsteinerzeugung Fries, Burgholzer & Comp. gegenüber dem Bahnhof.

### Dollberg
N° 1 Manner-Villa. Landhaus von Josef und Amalia Manner.

### Friedhofstraße
N° 1 Einfacher Gründerzeitstil. Kinderbewahranstalt, Kindergarten. Architekt Raimund Jeblinger. Eröffnet 1892. Die Leitung übernahmen Kreuzschwestern. Im Gebäude befand sich bis 1962 auch eine Handarbeitsschule. Für die Kreuzschwestern gab es eine Hauskapelle. Renovierung und Erweiterung 1970 bis 1972 und nochmals 1993. Das Gebäude wurde 2019 von einer Bank erworben. Der Denkmalschutz wurde aufgelassen.

### Hauptplatz
N° 4 Rathaus. In einem vom Markt Perg angekauften Haus wurde 1736 die Marktkanzlei eingerichtet. Abgebrannt 1839 und nochmals 1875. 1876 Neubau als repräsentatives Rathaus im Gründerzeitstil (Wiener Ringstraßenstil). Stiegenhausdecke trägt Ausmalung mit Ortswappen. Denkmallisteneintrag.
N° 5 und  N° 6 Gasthof zum Einhorn, traditionsreiches Gasthaus. N° 5 war um 1605 "Doctorische Behausung" des Johann Athmstett, "Athmstettisches Freihaus".
N° 14 Gasthaus Schachner. Historisches Einkehrwirtshaus für Boten, Fuhrleute, Bauern und Bewohner aus der Machland-Gegend südlich von Perg. Hauseingang mit historischem Granitportal. Der Sockelstein links trägt die Jahreszahl 1750 und der rechte die Jahreszahl 1745 mit dem Buchstaben L und F (Gastgeber Leopold Fries). Den Schlussstein ziert ein Wappenschild mit Steinmetzzeichen. Früherer Hausbesitzer war Karl Thanheiser
N° 21 Historisches Bürgerhaus (Gewerbe- und Wohnhaus). Geschweifter Giebel. Barockverzierungen aus 1782. Erdgeschoß unsensibel umgebaut. Denkmallisteneintrag

### Herrenstraße
N° 1 an der Ecke Hauptplatz-Herrenstraße. Historisches Bürgerhaus. 1563 erbaut, und von 1671 bis 1879 als Seifensiederei verwendet. Die barocke Fassade mit Stuckverzierungen und Fensterkörben stammt von 1720. Sensibel modernisiert 2000. Denkmallisteneintrag
N° 28 Hotel Waldhör. Monumentaler Gründerzeitbau. Erbaut 1870 von Brauereibesitzer und Bürgermeister Karl Terpinitz (1824–1895). Sensibel modernisiert.
N° 38 Haus des Mühlsteinfabrikanten Adolf Fries (1865–1913). Erbaut 1898. Typisches Bürgerhaus um die Jahrhundertwende.
N° 41 Historisches Handwerkerhaus (Weber) mit 1929 angebautem Geschäftshaus (Greißlerei, Warenhandlung). Baumeister Kager, Naarn. Friedrich Achleitner schrieb 1980 zum Anbau: „Wenn hinter dem Entwurf nicht doch ein namhafter Planer steckt, könnte man hier von einem besonders gelungenen Beispiel der anonymen architektonischen Koexistenz von alt und neu sprechen. Beide Fassaden [die historische und die von 1929] stehen gleichwertig nebeneinander, völlig verschieden in ihren formalen Elementen und doch aufeinander bezogen, den gleichen Maßstab respektierend.“ 2021 neuerliche Modernisierung: Neue Dachkonstruktion, neue gänzlich uniforme wärmeisolierende Fassade.
N° 54 Ecke Machlandstraße. Frühes Beispiel für Sozialen Wohnbau (Gemeindebau). Errichtet auf dem Terrain des Landhauses von Bundeskanzlers Dr. Johann Schober. Das Landhaus war 1955 abgetragen worden. Frühere Hausnummer Markt N° 67.

### Linzerstraße
N° 1 Gründerzeitbau an der Ecke Hauptplatz-Linzerstraße. Ehemaliges Großhandelshaus Reichmann. Früher mit eigenen Pferdeställen in der Linzerstraße, und einer eigenen Brückenwaage vor dem Haus am Hauptplatz. Sensibel modernisiert. Josef Manner (1865–1947) erlernte hier bei seinem Stiefonkel Karl Reichmann den Beruf Commis (Kaufmann). 1890 gründete Josef Manner dann in Wien die Süßwarenfabrik Manner.
N° 18 Schulbau. Baumeister Wögerbauer & Simader. Eröffnung 1929 als Bürgerschule (Hauptschule). Architekt Maurize Balzarek. Im Raumprogramm und Aussehen ein Aufbruch in die Moderne. 1973 Umbau mit Unverständnis gegenüber dem Bau. Kürzlich äußerst sensibel neuerlich renoviert. Denkmallisteneintrag. Siehe Artikel → Schulen in Perg
N° 20 Schulbau. Eröffnung 1893 als Volksschule. Gründerzeitbau. Hatte bereits einen Turnsaal. Architekt Raimund Jeblinger. Kürzlich verständnisvoll renoviert. Denkmallisteneintrag. Siehe Artikel → Schulen in Perg
N° 21 Neuzeitliches Privathaus, errichtet zweite Hälfte 1920er-Jahre. Fassade mit Fresko.

### Machlandstraße
N° 47 Machland Hallenbad. Vitalwelt Perg. Frühe Moderne in Perg. Erbaut 1971–1973. Architekten Alfred Podgorschek und August Weisshaar.

### Mühlsteinstraße
N° 43 Historisches Vorstadthäusl. Errichtet 1802. Mit niedrigen Zimmern, kleinen Fenstern und der Schwarzen Küche (Rauchkuchel). Seit 2007 Mühlsteinmuseum Steinbrecherhaus. Museales Freilichtgelände. Seit 2019 mit Schaumühle Meisingermühle. Denkmallisteneintrag.

### Naarnerstraße
N° 6 Bürgerliches Schmiedehaus 1590–1979 in der Naarnerstraße, früher Kirchengasse (Kühgasse, Kurgasse) genannt. Der erhaltene südliche Anbau diente dem Hufschmied als offener und doch wettergeschützter Werkplatz in verkehrsgünstiger Lage.

### Dr. Schoberstraße
N° 1 Historisches Marktrichterhaus. Bürgerhaus und Gastwirtschaft. 1668–1910 Brauerei Josef Fries (sogenanntes Stamm-Fries). Sensibel modernisiert.

### Stifterstraße
N° 1 Neuzeitliches Gewerbe- und Wohnhaus des Malers und Anstreichers Josef Uhl. Umgebaut zum Heimathaus-Stadtmuseum Perg.

### Villenstraße
N° 9 Villa Perghof. Liebevoller Jugendstil. Sorgsam gepflegtes Wohnhaus.
N° 11 Villa Weghofer-Karlinger. Großzügiger Gründerzeitstil. Sensibel renoviert.

## Unter Tage

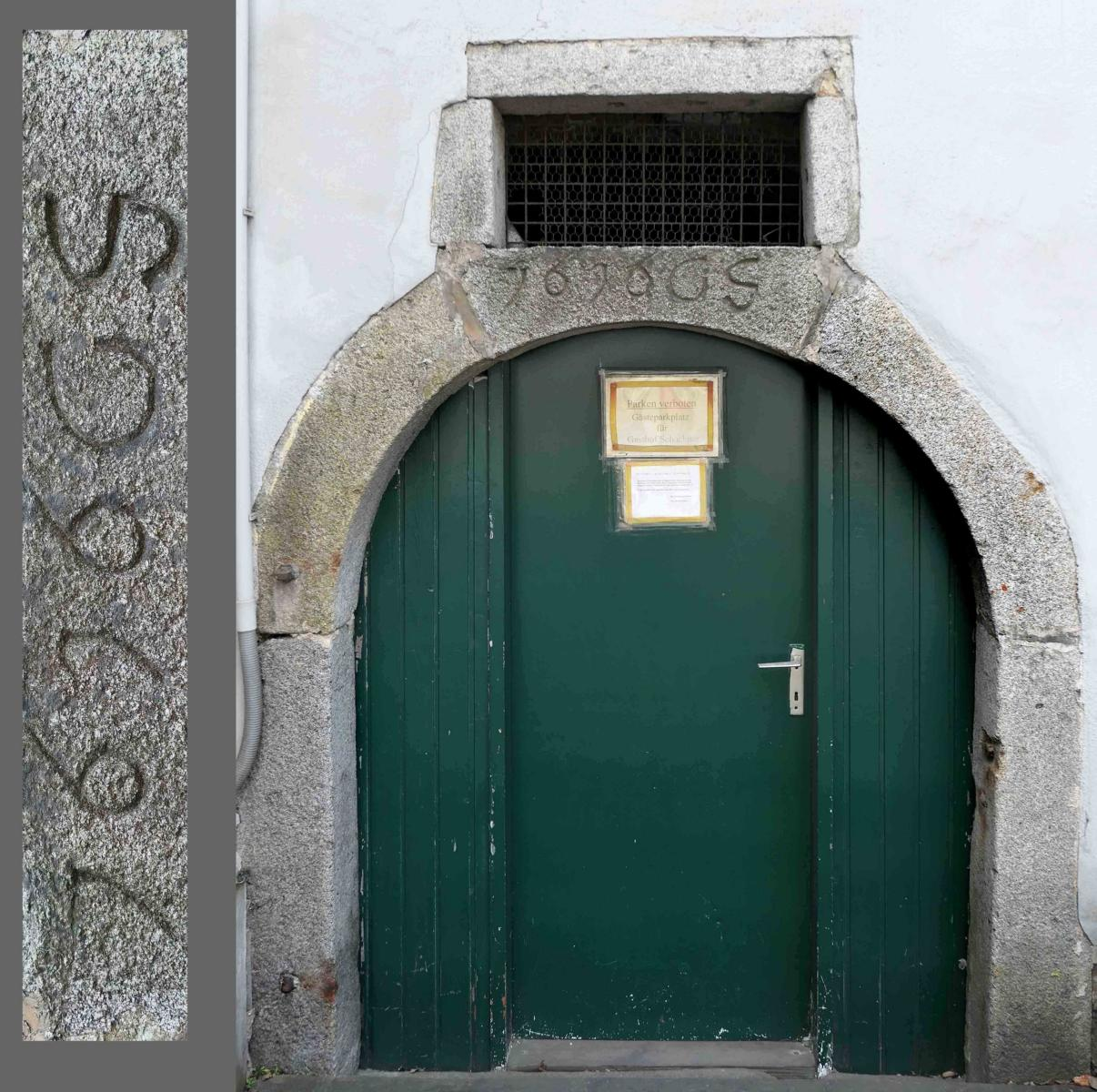
Kellerportal Lebingerstraße 13
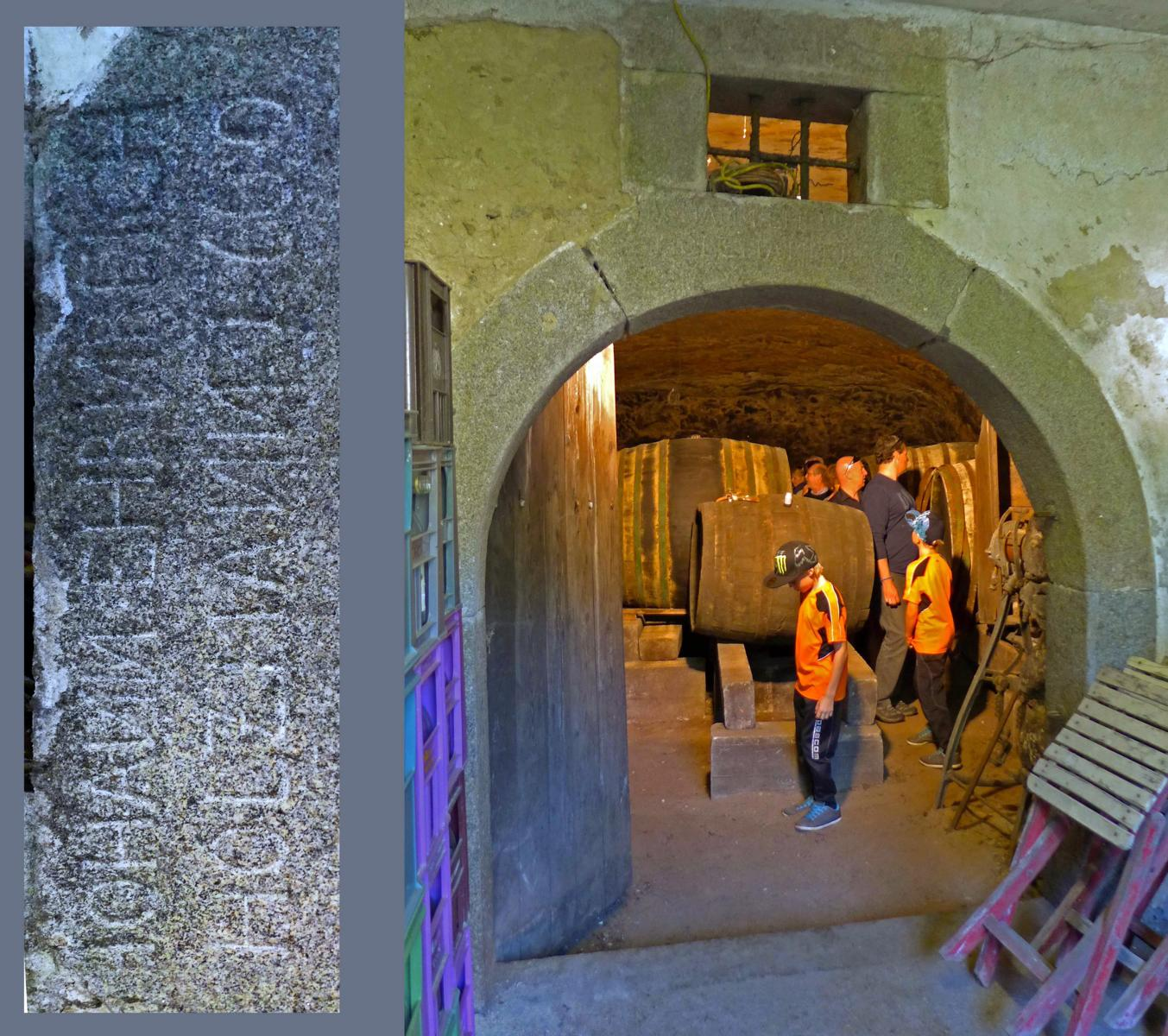
Kellerportal Lebingerstraße 19
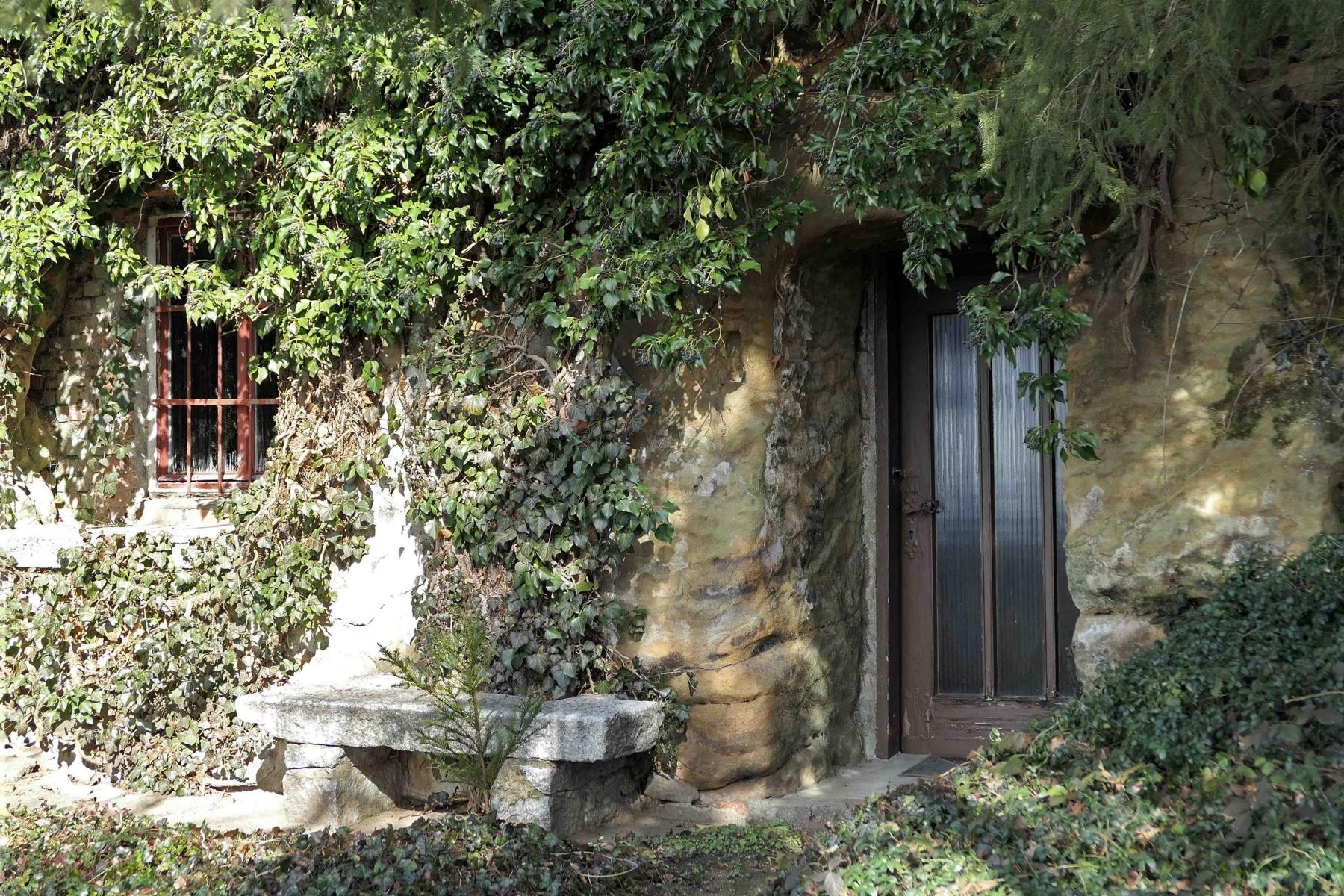
Höhlenwohnung Mühlsteinstraße
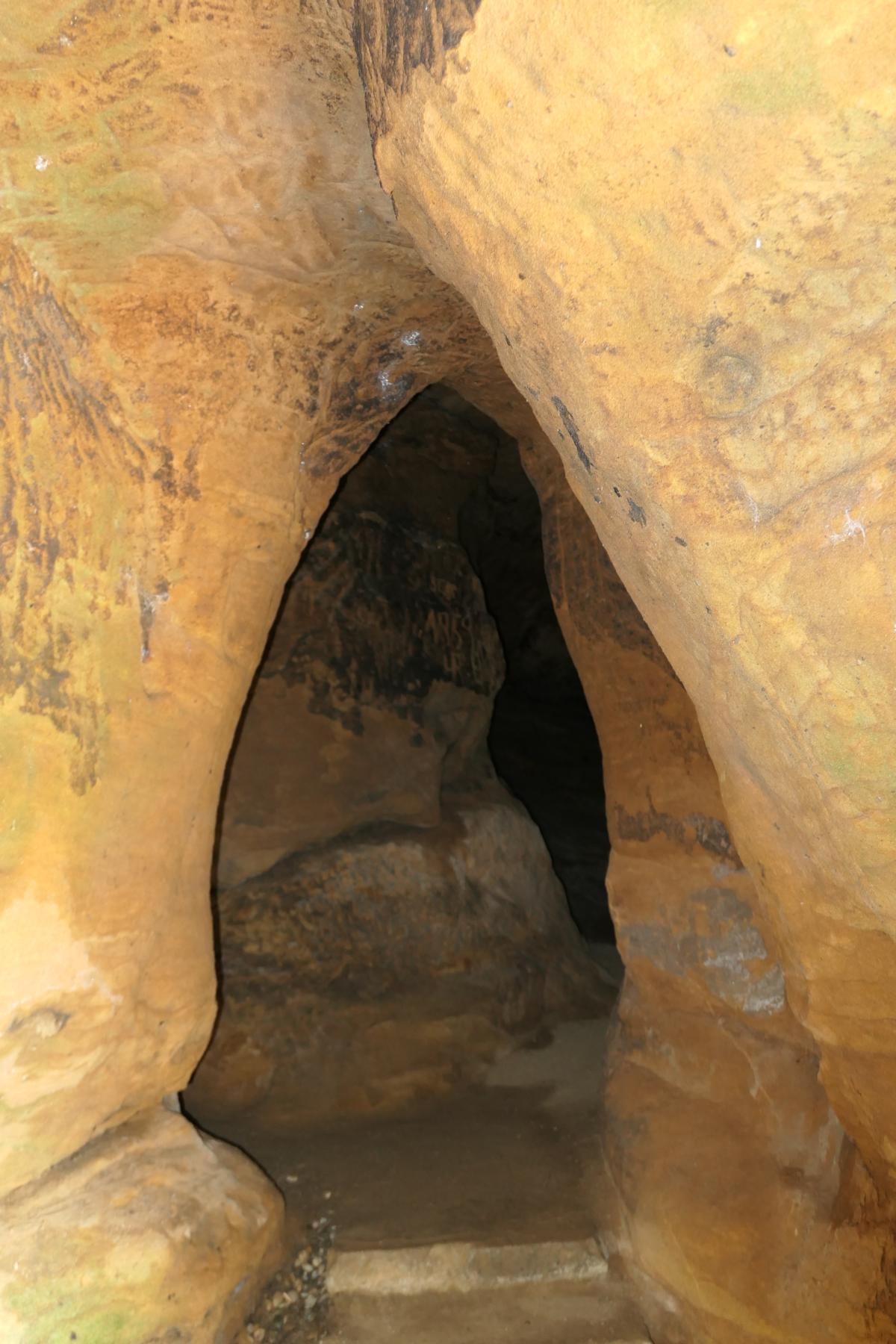
Ratgöbluckn Stefaniehain
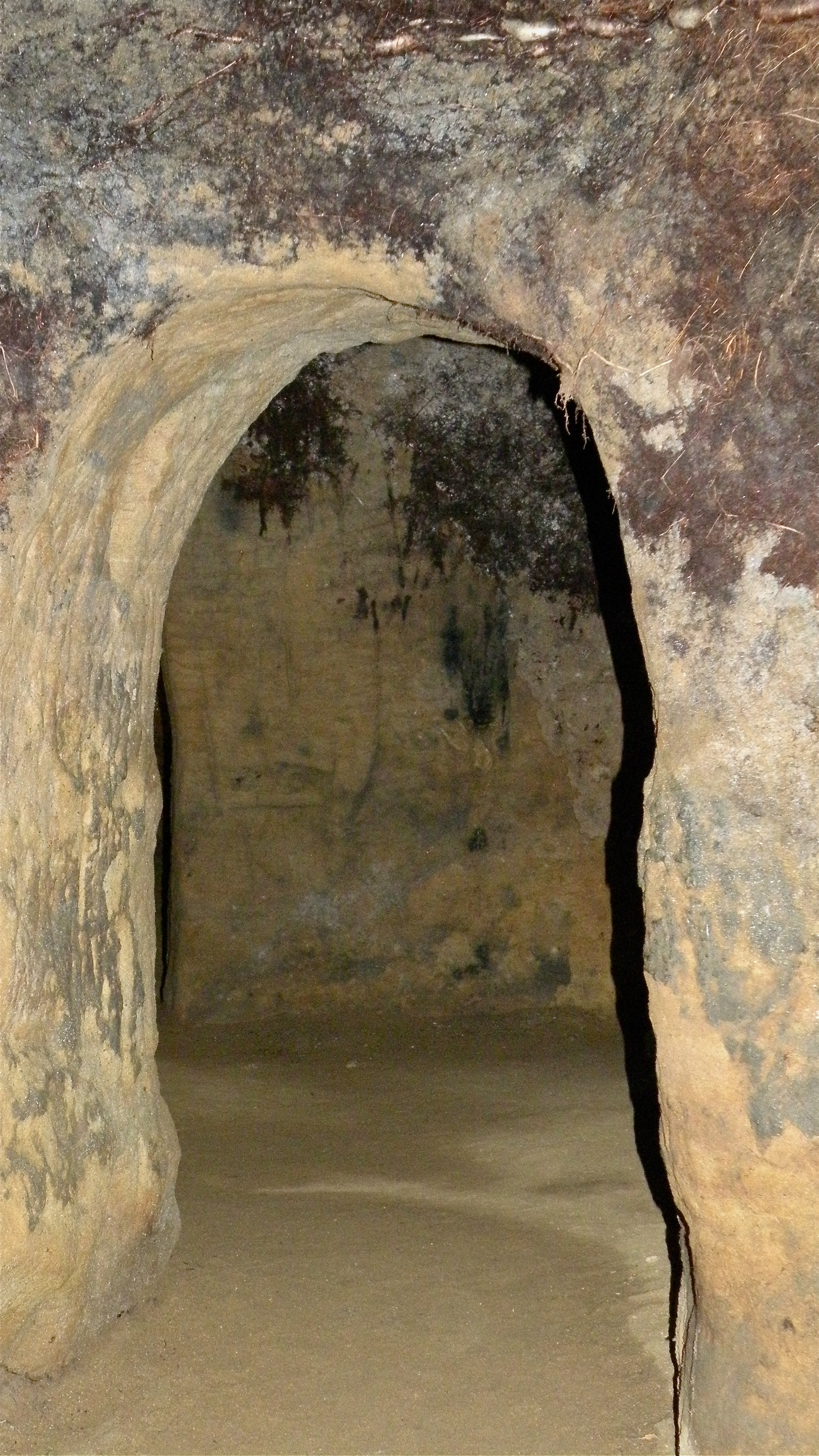
Ratgöbluckn Verzweigung

### Sandsteinkeller
Große Bürgerhäuser mit eigener Land- und Gastwirtschaft besaßen gesonderte große Vorratskeller. Die Sandsteinfelsen in Perg entlang der Lebinger- und Mühlsteinstraße und andernorts erlaubten es, ohne große Mühe Hohlräume anzulegen. So entstanden viele große Sandsteinkeller entlang der Straßen. • Das Kellerportal beim Haus Lebingerstraße N° 13 trägt die Beschriftung 1616 GS. • Das Kellerportal beim Haus Lebingerstraße N° 19 (Gehöft Steinbrunner, Stoabrunna) trägt die Beschriftung JOHANN EHRNREICH HOLZMANN 1660. Dem Johann Holtzmann gehörte 1707 auch das Gasthaus am Hauptplatz N° 5. • Der Keller Mühlsteinstraße N° 4 ist im Rahmen des Gastlokals Mannerkeller für Besucher zugänglich.

### Höhlenwohnungen
Der Sandsteinfelsen erlaubte auch kleine Höhlenwohnungen anzulegen. Beim Haus Mühlsteinstraße N° 2 erhielt sich eine solche Höhlenwohnung (ohne Einbauten). Sie hatte früher die eigene Hausnummer Obervormarkt N° 58. Privatbesitz.

### Erdställe
Der Erdstall Ratgöbluckn, auch unter Räuberhöhle bekannt, ist ein in den Sandsteinfelsen gegrabenes Gang- und Kammernsystem. Es bot in alten Zeiten eine Zufluchts- und Versteckmöglichkeit. Der Erdstall ist nach dem früheren Grundbesitzer Rathgeb so benannt. Und Luckn steht für Loch. Er befindet sich in der Grünanlage Stefaniehain. Diese Grünanlage hatte 1881 der Verschönerungsverein Perg angelegt. Sie wurde benannt nach Stephanie von Belgien, der Ehefrau von Erzherzog Rudolf. Der Erdstall ist nun museal zugänglich. Denkmallisteneintrag. Siehe Artikel → Erdstall Ratgöbluckn
Weitere bekannte Erdställe befinden sich beim Gehöft Klambauer (Ortschaft Auhof N° 1) und Gehöft Thurnhofbauer (Ortschaft Thurnhof N° 1). Siehe Artikel → Wasserburg Thurnhof

## Denkmäler

### Burgfried- und Grenzsteine

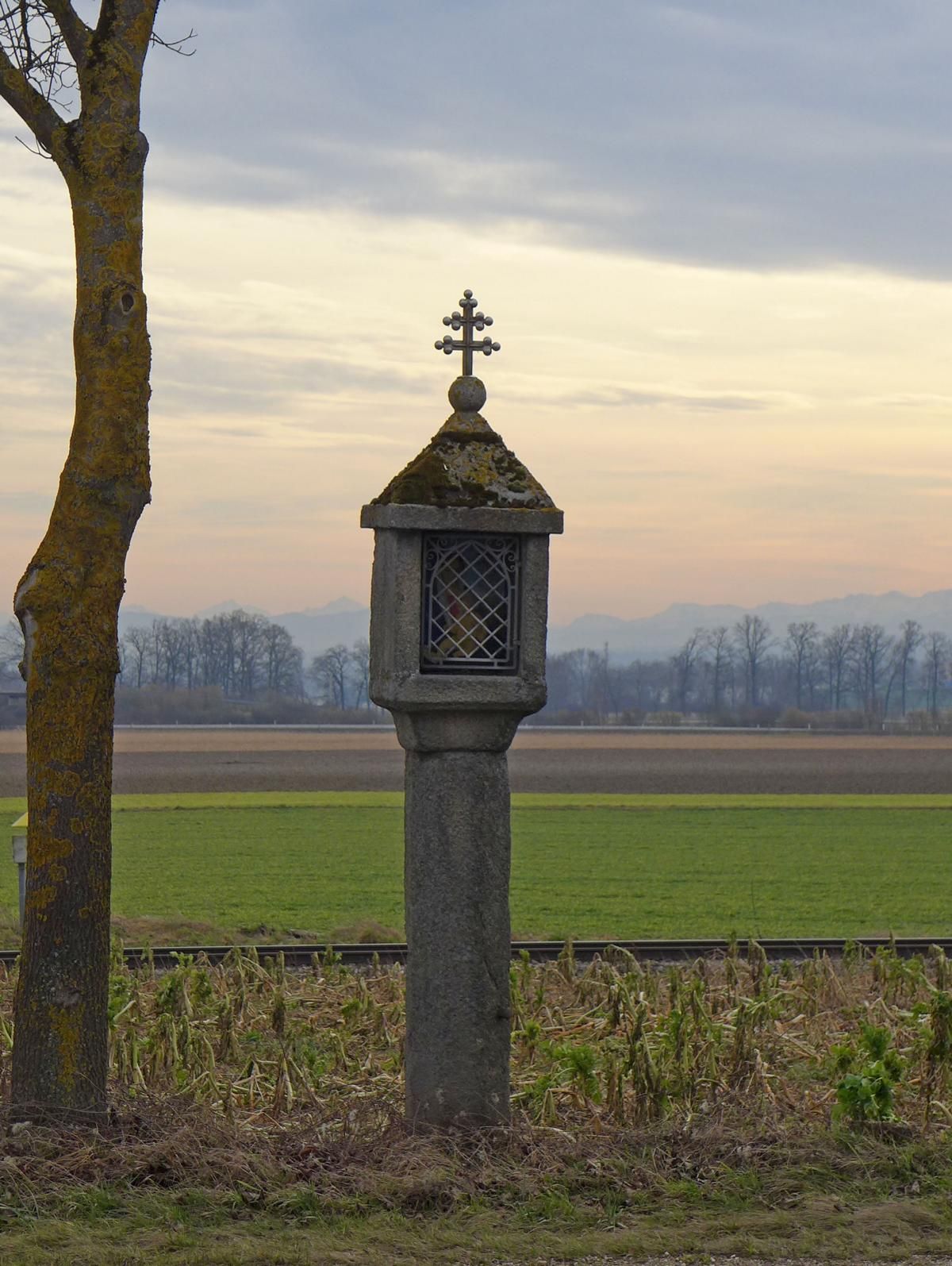
Nischenblockpfeiler Weinzierl-Süd
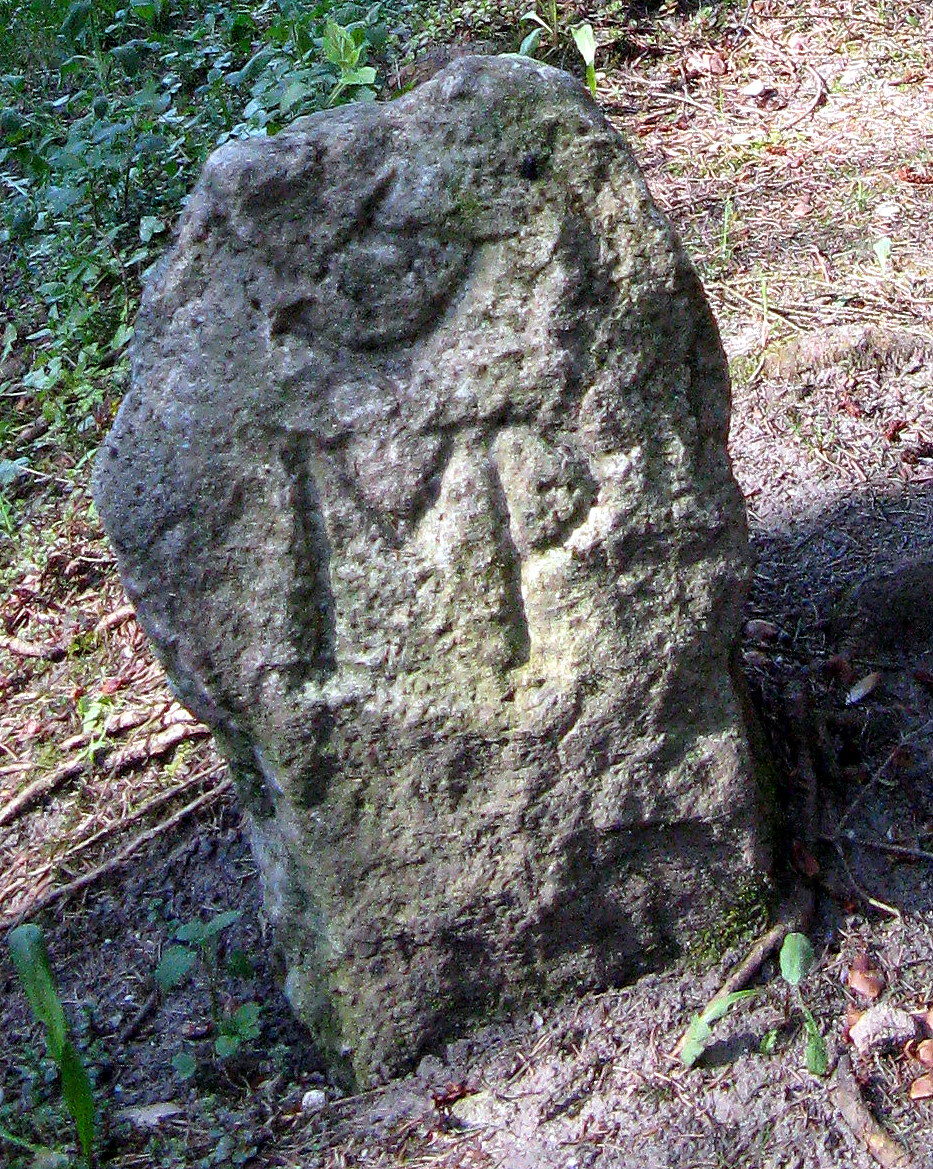
Burgfriedstein MP Hinterbach
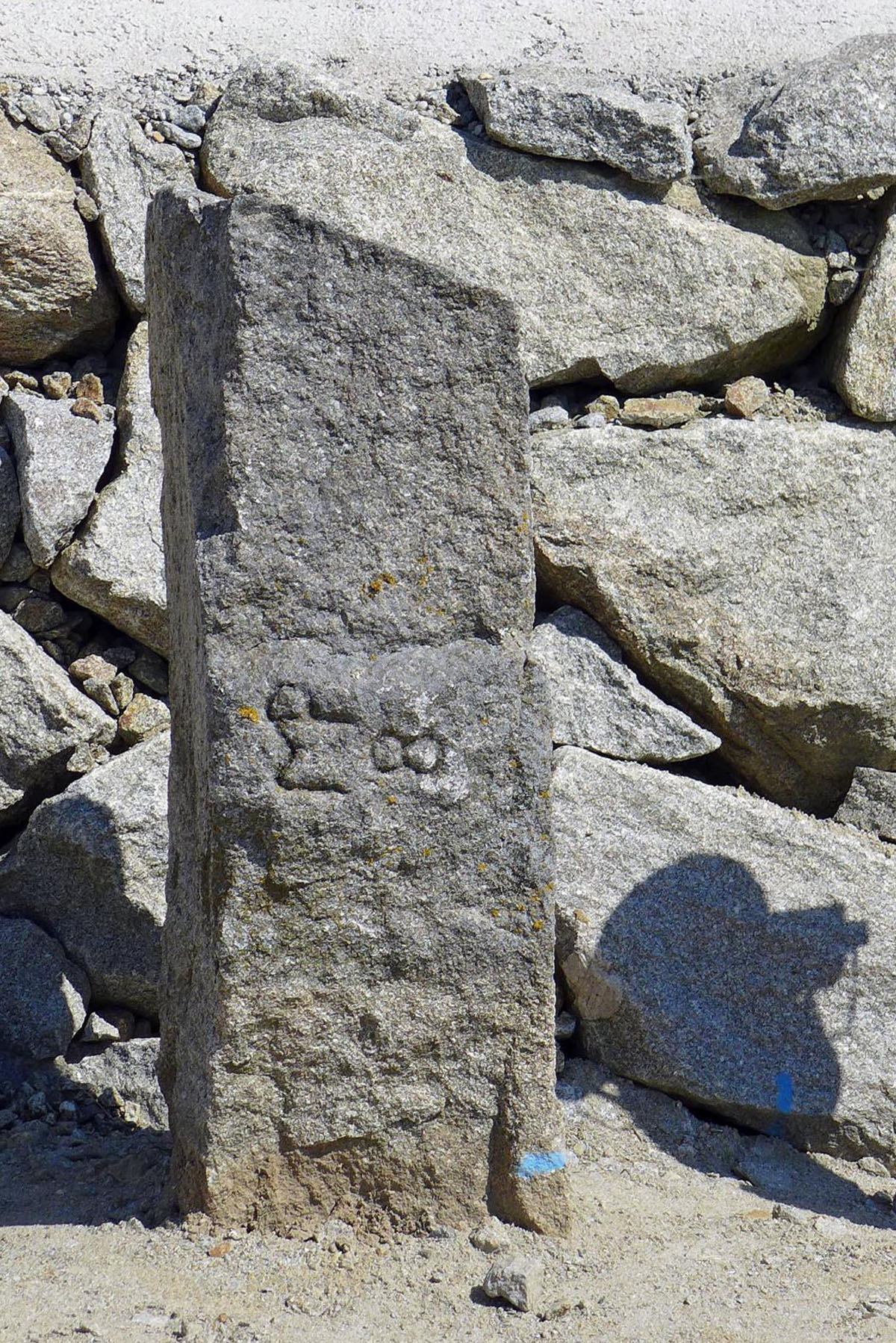
Burgfriedstein MP8 Bergstraße
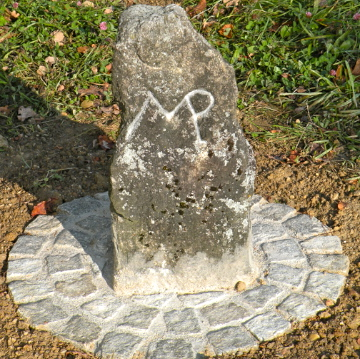
Burgfriedstein MP Poschachersiedlung
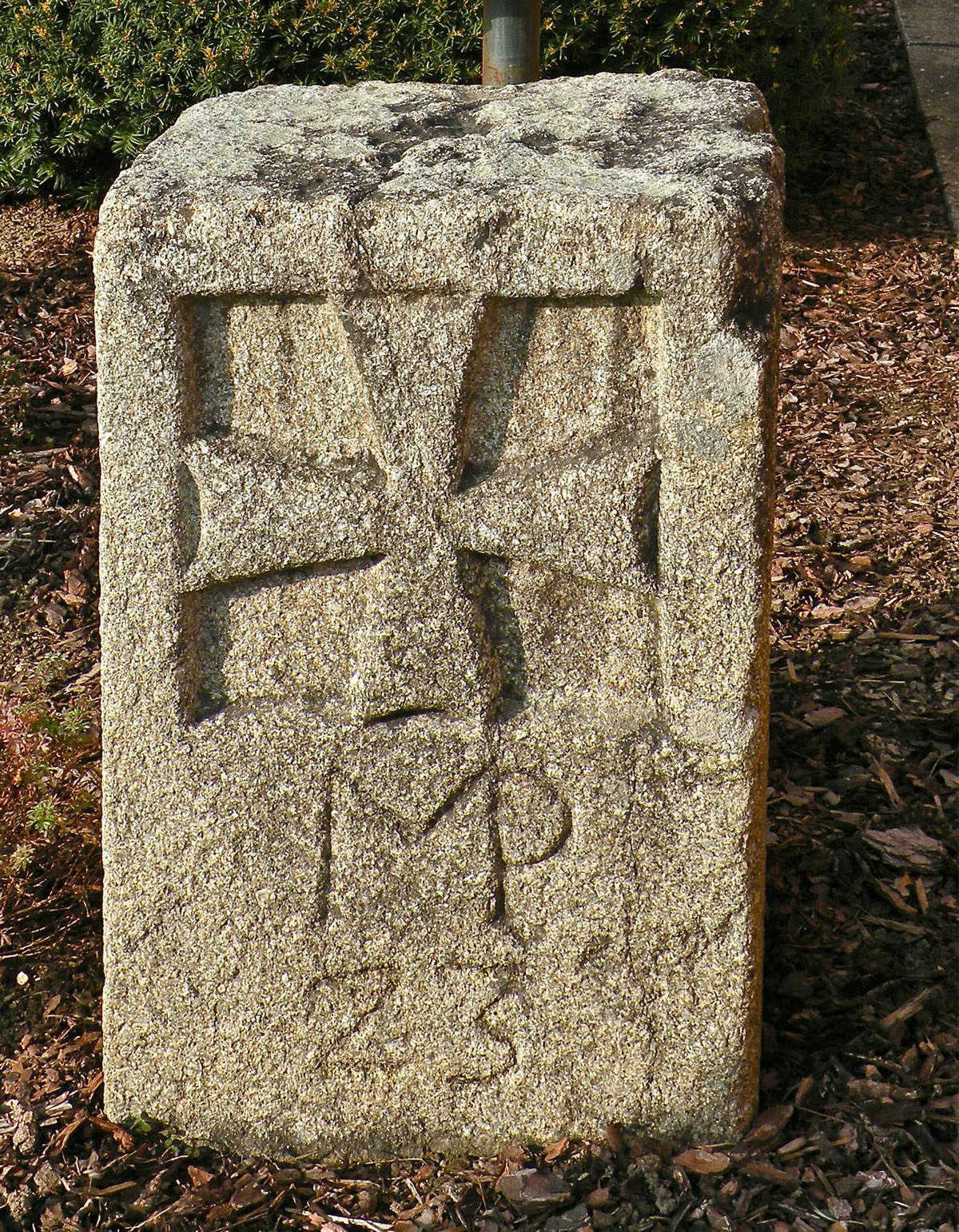
Burgfriedstein MP23 Greinerstraße
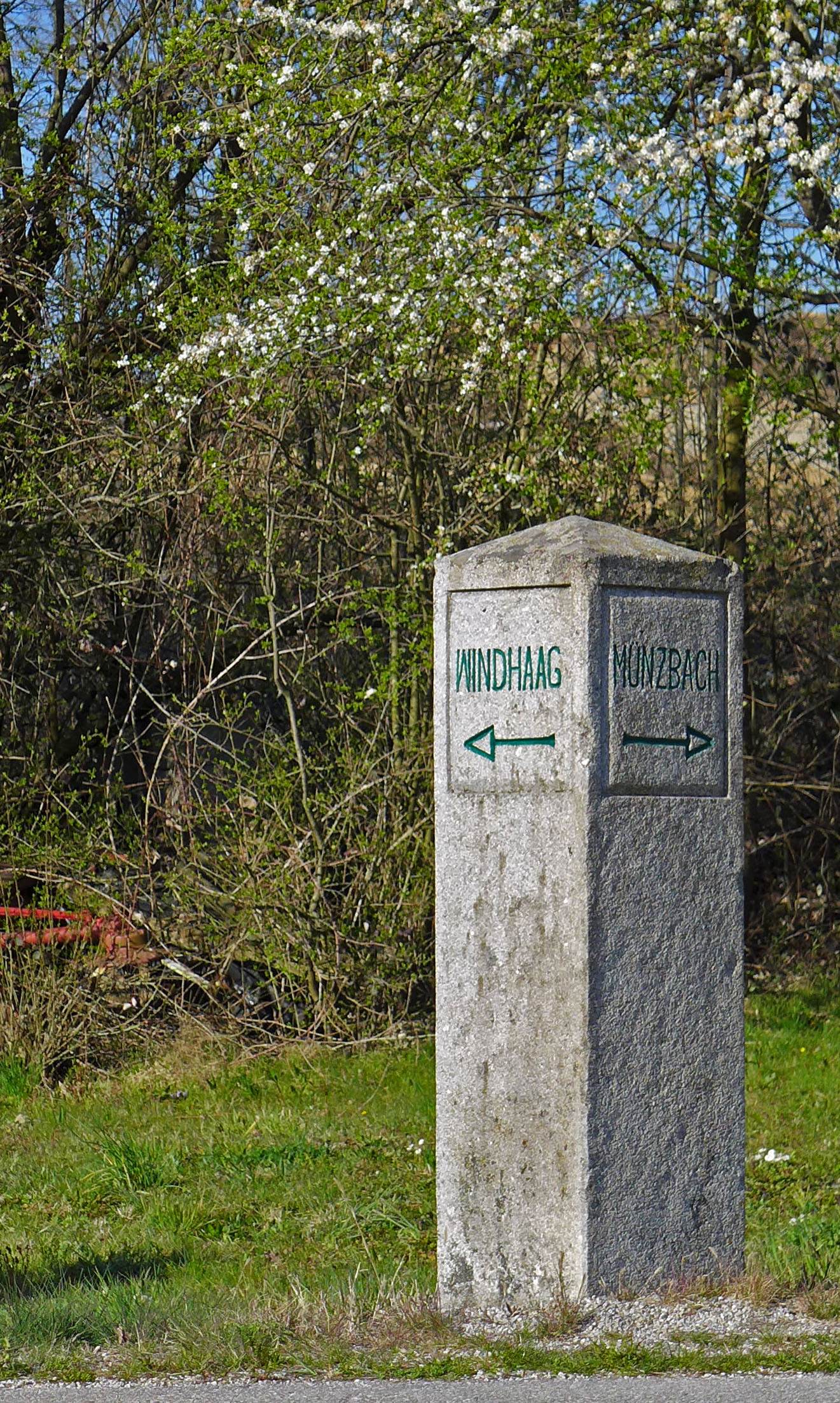
Grenzstein Herrschaft bzw. Gemeinde Windhaag
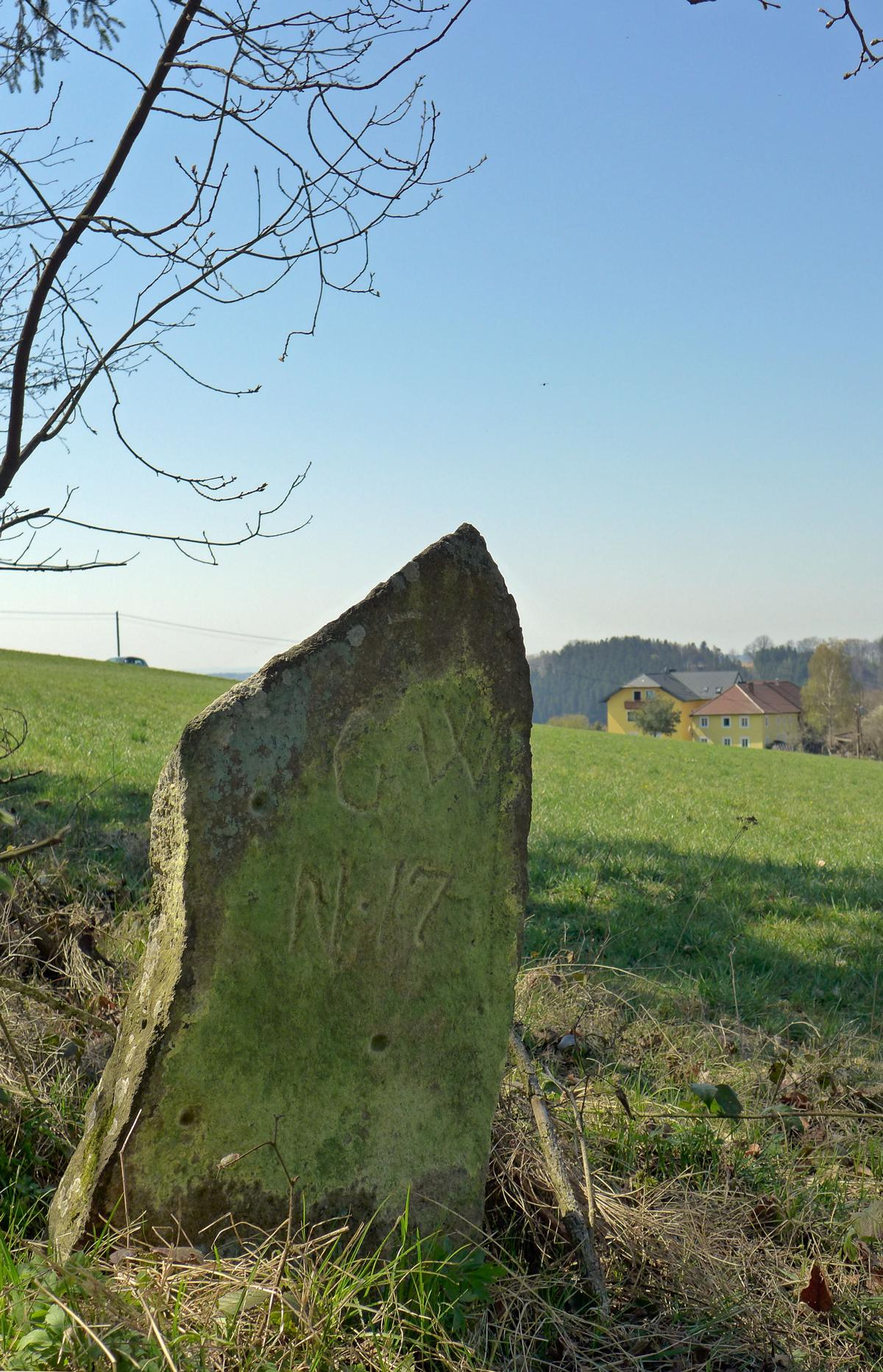
Grenzstein GW N°17 Katastral-Gemeinde Weinzierl

Als Burgfried wurde jener Bezirk bezeichnet, der sich innerhalb des besonders markierten Gebietes des Marktes bzw. der Stadt befand. Burgfriedgrenzen waren dem Gemeinwesen Gegenstand hoher Aufmerksamkeit. Beim Burgfriedstein endete die niedere Gerichtsbarkeit des Marktes bzw. der Stadt. In Perg erhielten sich 4 Burgfriedsteine:
- Der Hauptburgfriedstein MP 23 aus der Zeit um 1690 erhielt sich im Vorgarten des Privathauses Greiner Straße N° 9. Ursprünglich stand dieser Stein 91 m weiter westlich an der Greiner Straße (der uralten Hauderer-Straße) genau an der Gemeindegrenze Perg-Pergkirchen. Die Versetzung des Steines erfolgte im Zuge von Straßenverbreiterungen. Kein Denkmalschutz.
- Zwei erhaltene Burgfriedsteine im Norden zeigen die Grenze zur früheren Gemeinde Weinzierl an:
  - Der Stein MP 8 steht südlich vom Gehöft Scherer vor dem Areal Bergstraße N° 10 am uralten Weg nach Allerheiligen
  - Der Stein MP (ohne Nummer) steht neben dem Hinterbach unterhalb des Hauses Mühlsteinstraße N° 43.
- Ein vierter Stein im Nordosten wurde erst 2008 entdeckt. Der Stein MP (auch ohne Nummer) steht neben einem Transformatorenhaus gegenüber dem Haus Poschachersiedlung N° 8 am uralten Weg nach Altenburg und Pergkirchen. Kein Denkmalschutz.

- Ein womöglich fünfter Burgfriedstein M|P9| (unsicher lesbar) beim „Weyerhaus des Michael Burgholzer (Michl beyn Bach)“ wurde Sommer 2008 bei Straßenbauarbeiten gefunden. Der Fundort  befindet sich etwa 4,5 Meter östlich des Hauses Lebingerstrasse Nr. 5a und knapp unter dem Straßenbankett. Der Stein wurde geborgen und am Gelände der Volksschule Perg Mozartstrasse deponiert.

Zusätzlich erhielt sich auf der Burgfriedgrenze ein Nischenblockpfeiler. Er steht neben der Alten Donaustraße B3c (die Fortsetzung der alten Hauderer-Straße nach Westen zu) gegenüber dem Betriebsareal Weinzierl-Süd N° 60. Er kennzeichnete die Stelle bei der man die Malefizperson (zum Tod verurteilten Verbrecher) dem Landgericht Schwertberg übergeben musste. Die Schwertberger Hinrichtungsstätte (Galgen) befand sich nur 600 m weiter westlich auf einem Hügel (dem Mühlberg) bei den sog. Galgenhäusln Weinzierl-Süd N° 15 und 16. Kein Denkmalschutz.

### Prangersäule und Wegkreuze

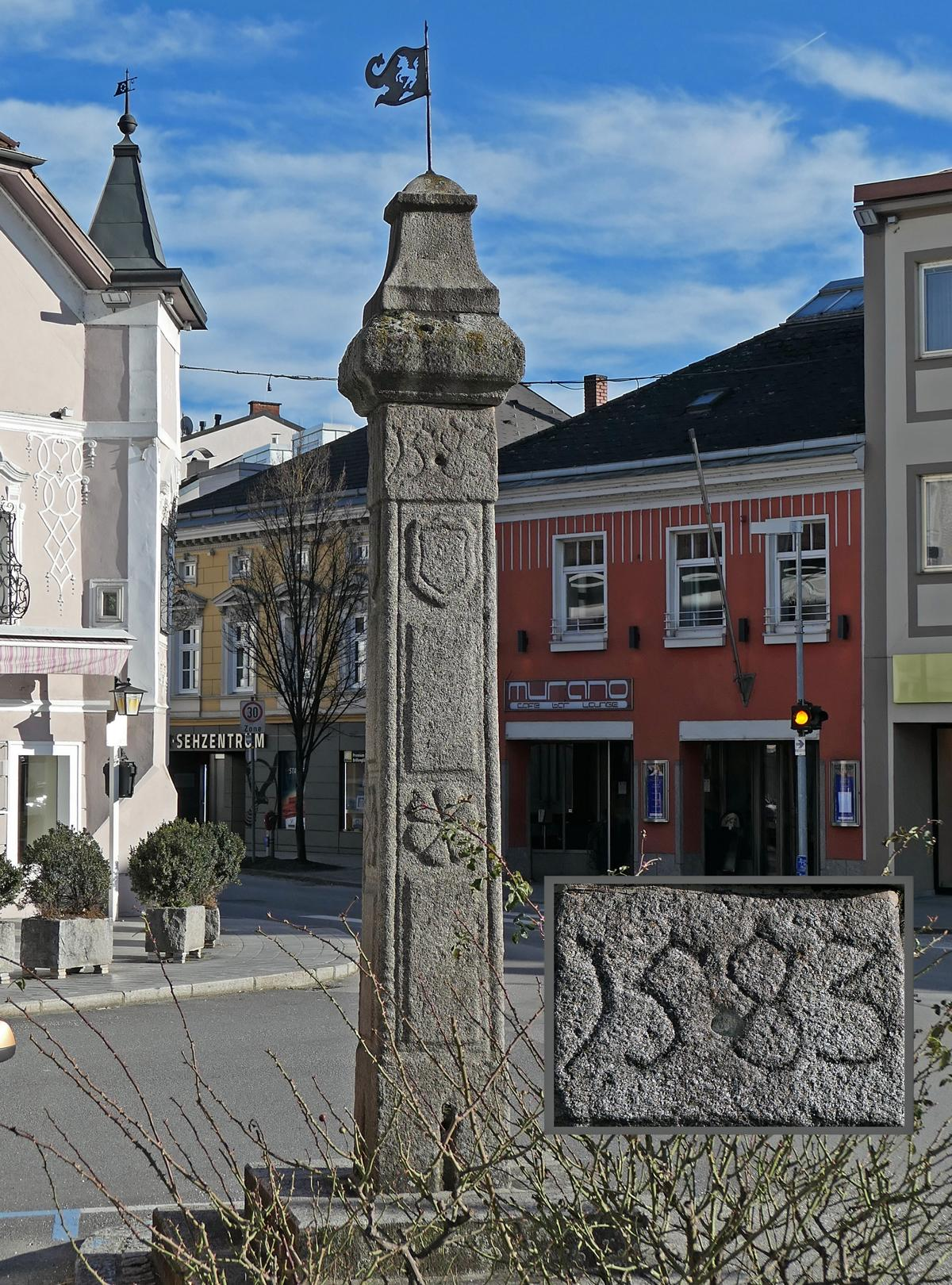
Prangersäule Perg Hauptplatz
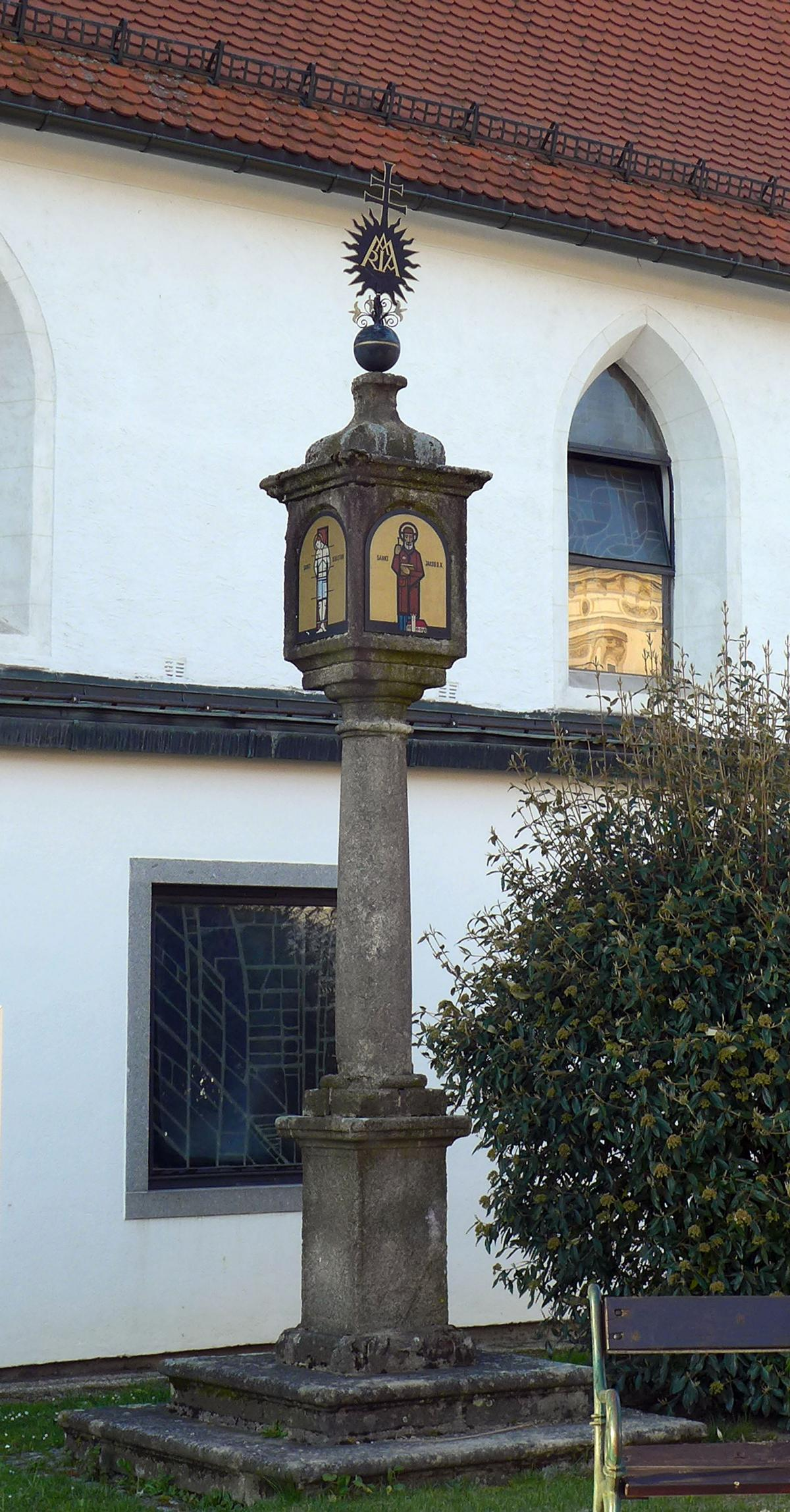
Pestsäule Perg Hauptplatz
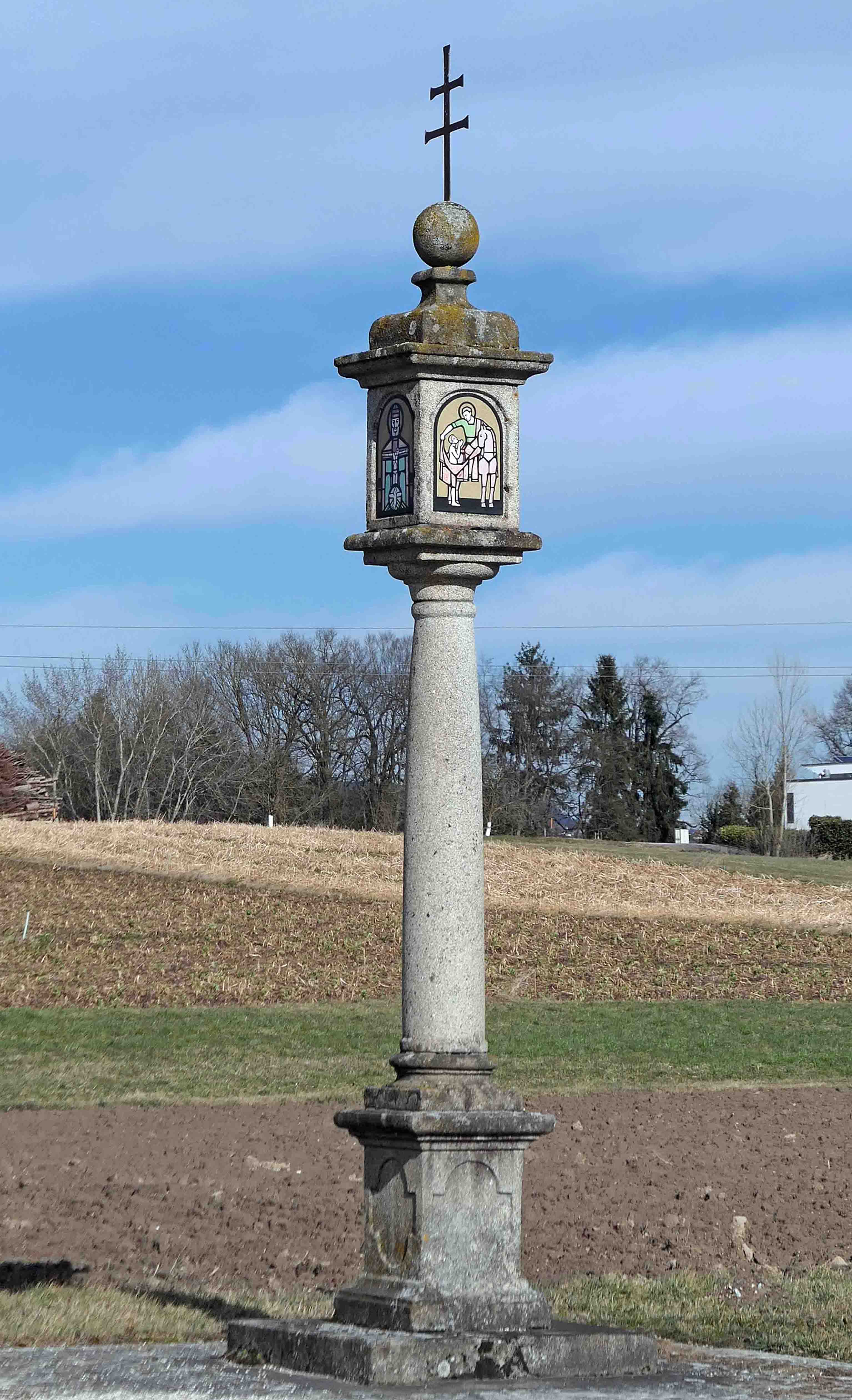
Pestsäule Pergkichen-Dörfl
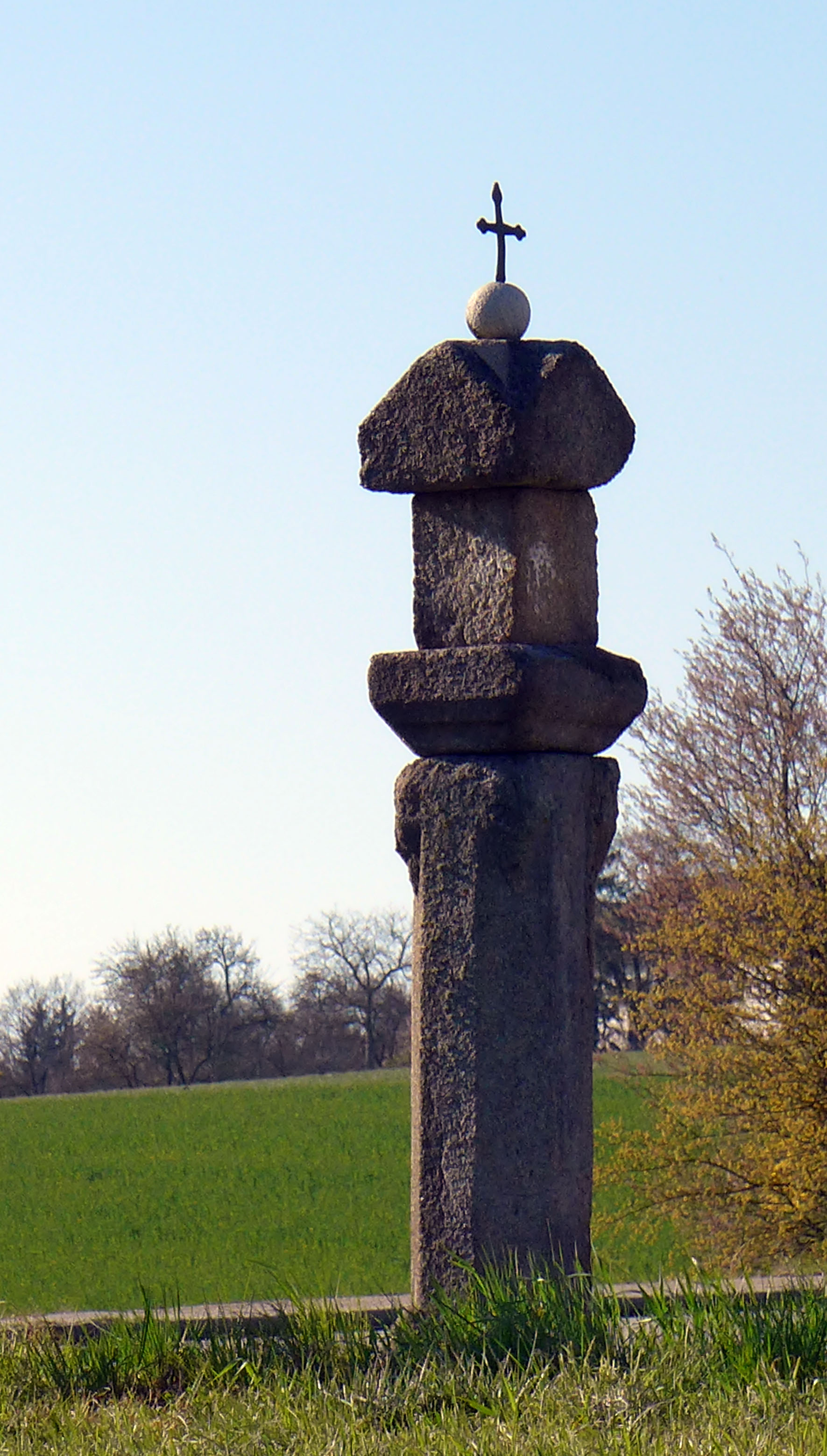
Pestsäule Karlingberg-Lehenbrunn
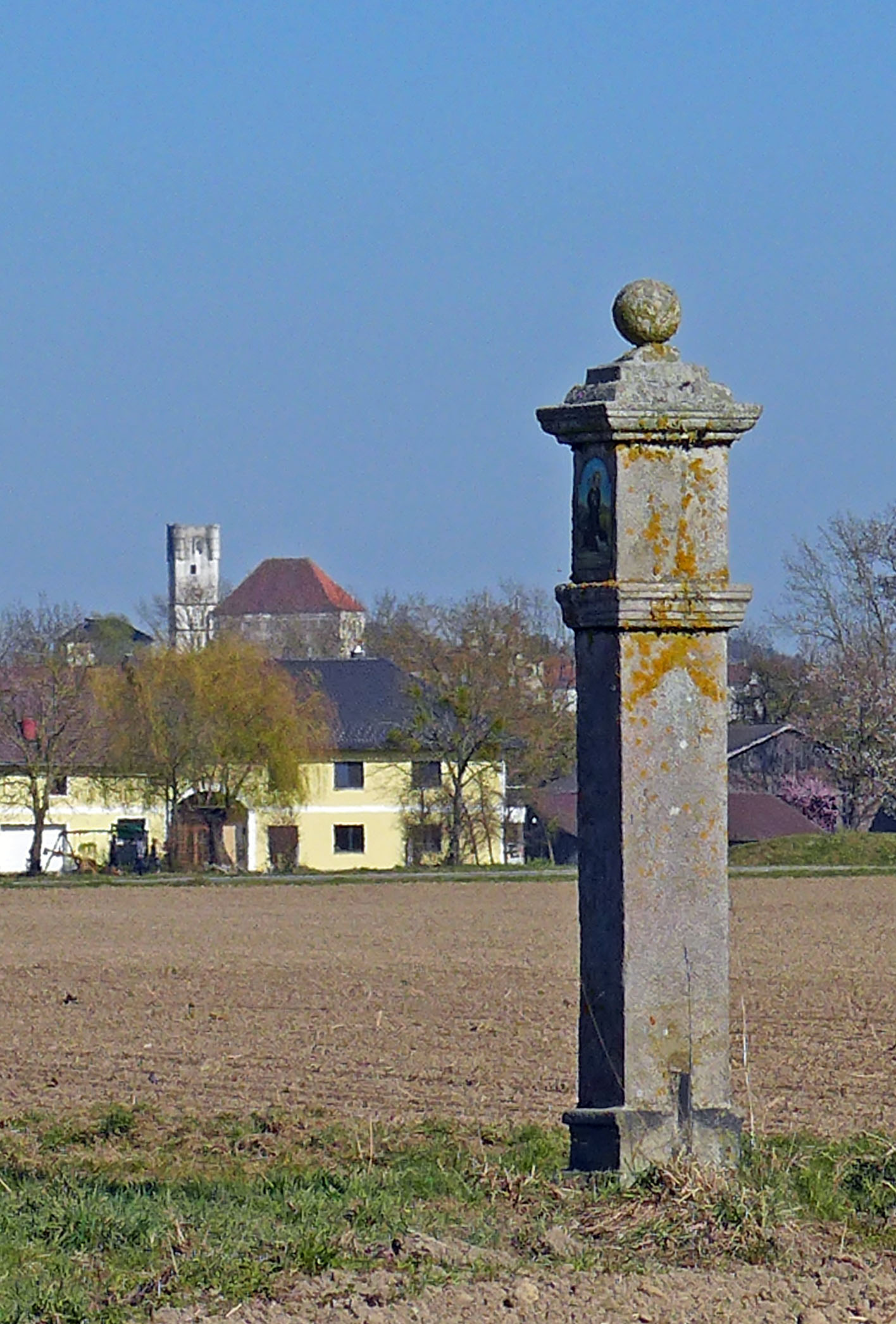
Pestsäule Tobra Tobererfeld-Klammwiesen
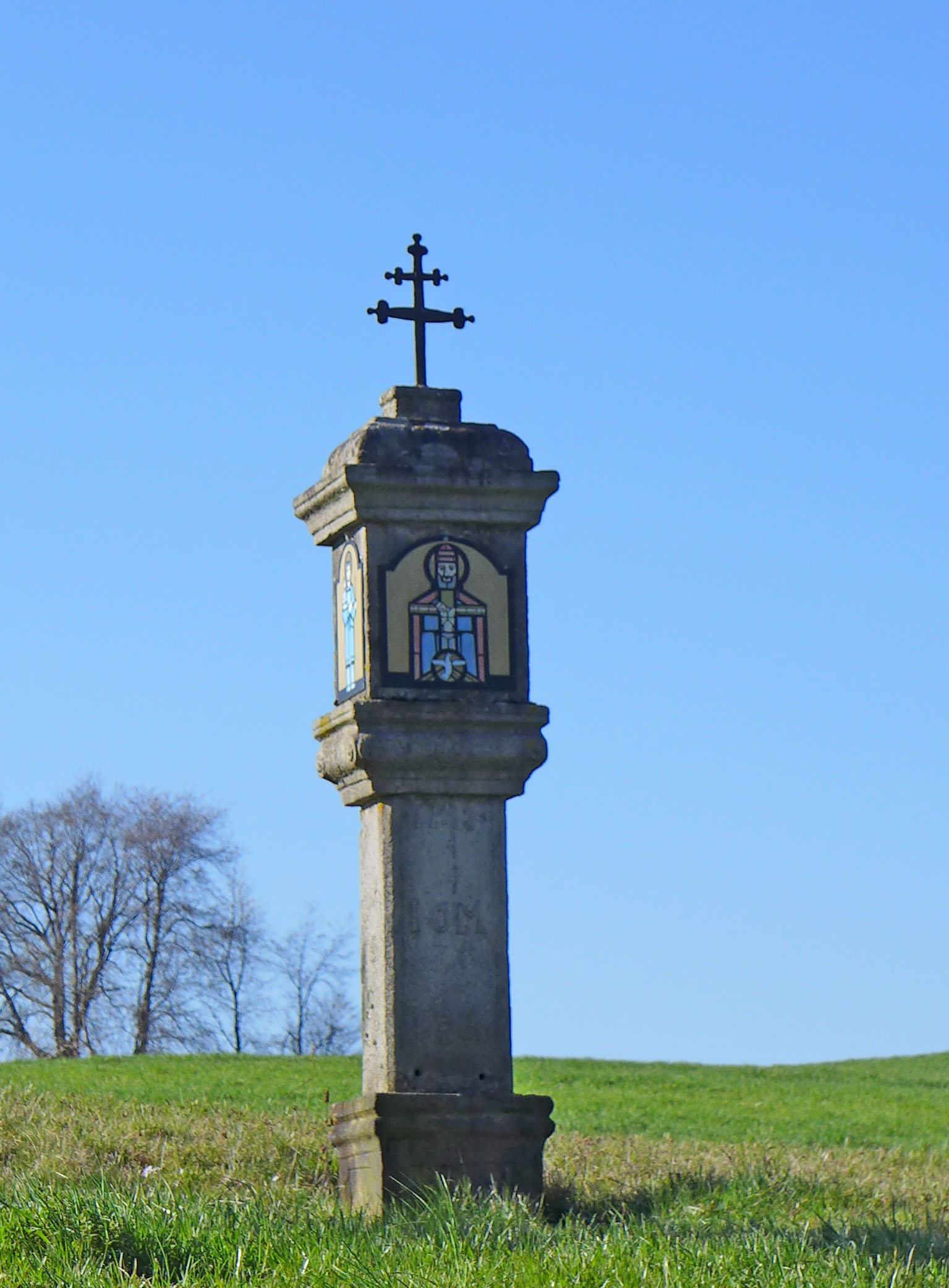
Bildstock Franzosenkreuz Pergkirchen
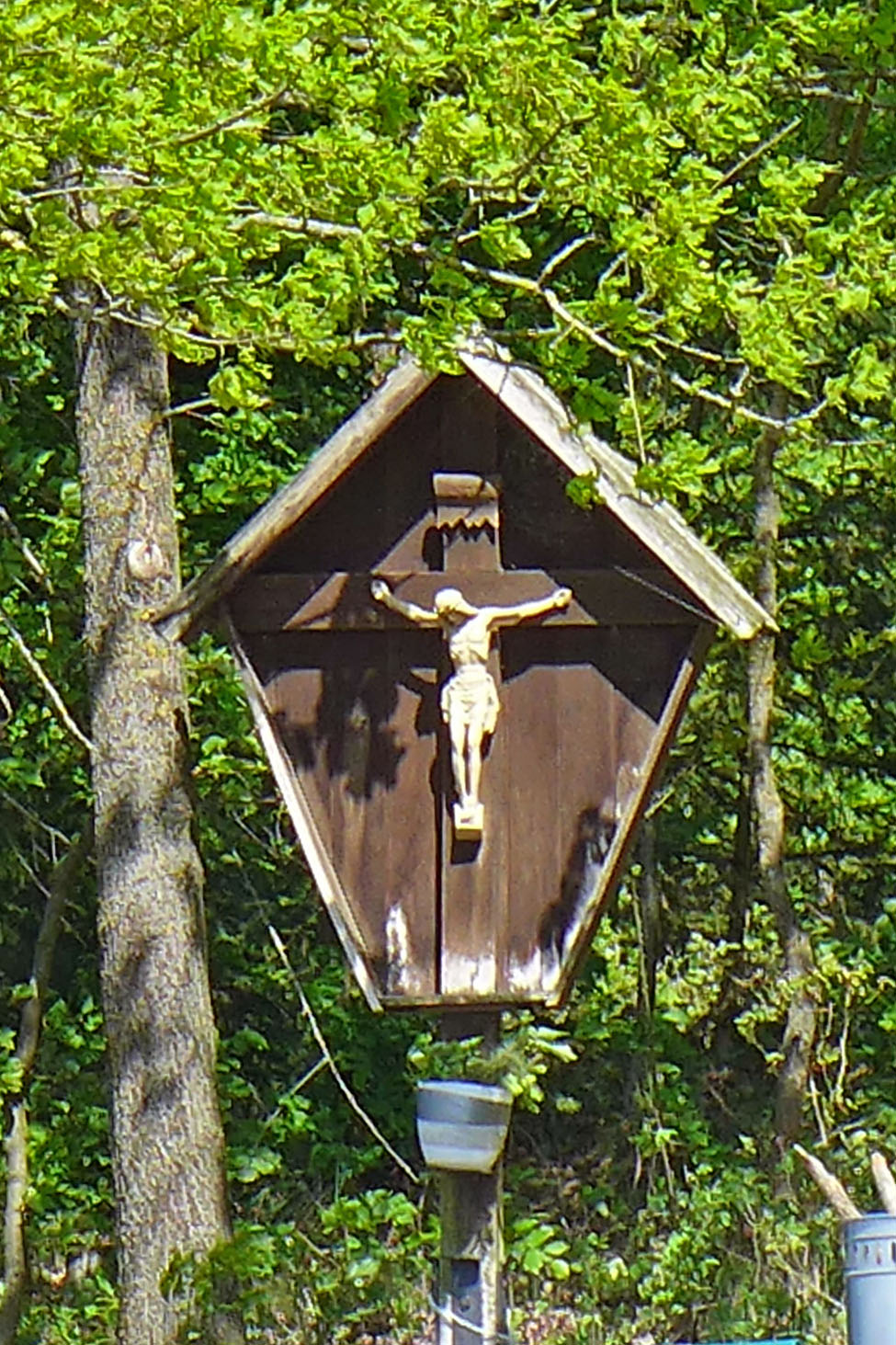
Hundstorfer-Kreuz Perg-Lanzenberg

- Der Perger Pranger stammt aus dem Jahr 1583. Er ist eine granitene Vierkantsäule mit einigen volkstümlichen Ornamenten. Der Pranger wurde vermutlich 1789 vom Perger Hauptplatz entfernt. Er lag dann unbeachtet in einem Stadel. 1900 fand man ihn wieder und stellte ihn hinter dem damaligen Amtsgebäude im Bereich Fadingerstraße auf. 1933 kam er wieder auf den Hauptplatz. 1965 erfolgte Transfer in die Verkehrsinsel und Ergänzung mit dem obersten Stein samt Blechfahne. Er hat nun weitgehend seine alte Gestalt wieder. Denkmallisteneintrag. Siehe Artikel → Marktkommune Perg
- Pestsäule Perg. Toskanische Hochsäule mit Tabernakel. Sie stammt aus 1681. Ursprünglicher Standort zwischen den Feldern an der Straße nach Wimm und Naarn (beim jetzigen Bahnübergang). Seit 1968 am Hauptplatz an der Nordseite der Kirche. 1990 Renovierung durch Josef Primetshofer, Steyr. Denkmallisteneintrag.
- Pestsäule Pergkirchen. Toskanische Hochsäule mit Tabernakel. Mit Jahreszahl 1684. Renoviert. Standort nördlich am Rande der Ortschaft Dörfl. Sie erinnert an die Pest in Pergkirchen 1683/84. Damals starben in Pergkirchen 64 Personen, während es sonst durchschnittlich 19 Sterbefälle waren. Denkmallisteneintrag.
- Pestsäule Karlingberg-Lehenbrunn. Hochsäule. Hoher Verwitterungsgrad. Standort bei der Straßengabelung Windhaag-Münzbach. Ein Bezug auf die Pestzeit 1683/84 in dieser Gegend ist möglich. Kein Denkmalschutz.
- Pestsäule Tobra. Pfeilerbildstock. Jahreszahl 1856. Renoviert 2009. Standort zwischen den Feldern Tobererfeld-Klammwiesen westlich der Häuser von Tobra. Kein Denkmalschutz.
- Bildstock Franzosenkreuz. Errichtet 1866. Renoviert 1990. Standort im Grünland nächst Gehöft Lininger (Pergkirchen N° 9). Es erinnert an die während der Franzosenkriege erlittenen Not. Kein Denkmalschutz.
- Das Hundstorfer Kreuz, ein Kasten- oder Brettkreuz, steht am Waldrand in der Nähe des Gehöftes Hundstorfer, Lanzenberg N° 20. Renoviert 1990. Es mag als Beispiel gelten für weitere Wegkreuze und Kapellen in der Nähe von Gehöften. Gepflegt und gewartet von den Bewohnern der Gehöfte.

### Kriegerdenkmale und Standbilder

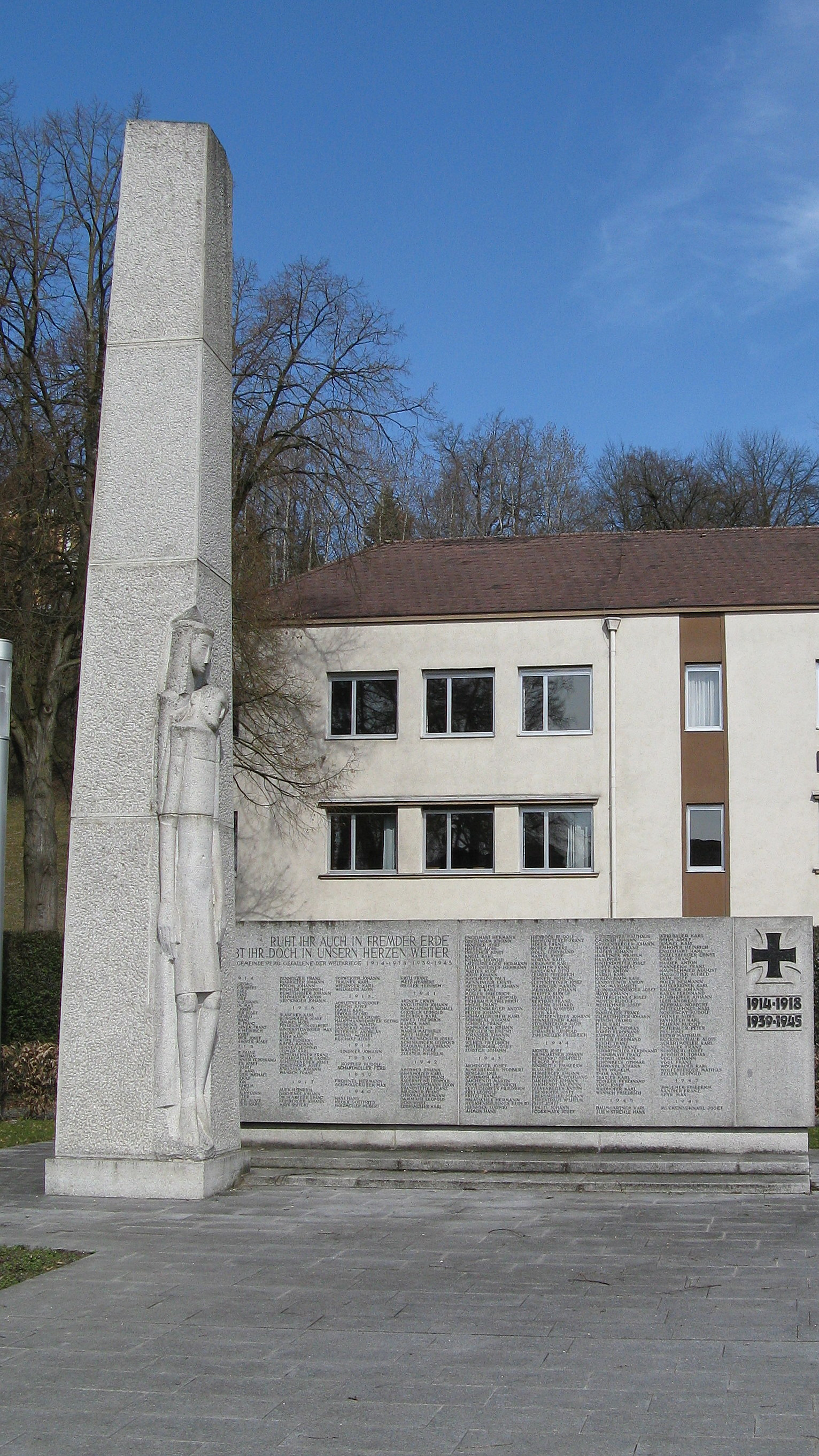
Perger Denkmal beider Weltkriege
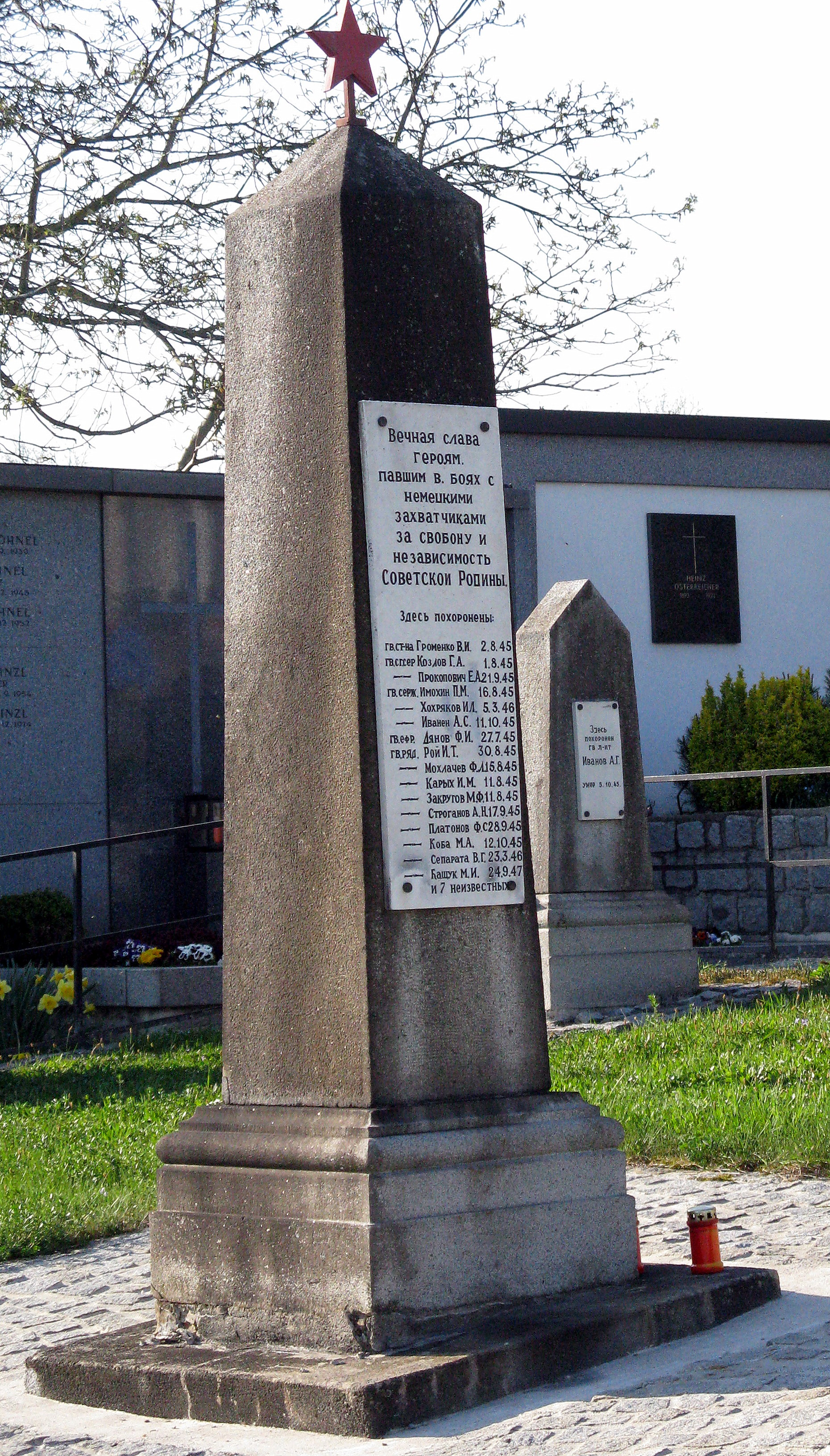
Perger Denkmal sowjetischer Soldaten
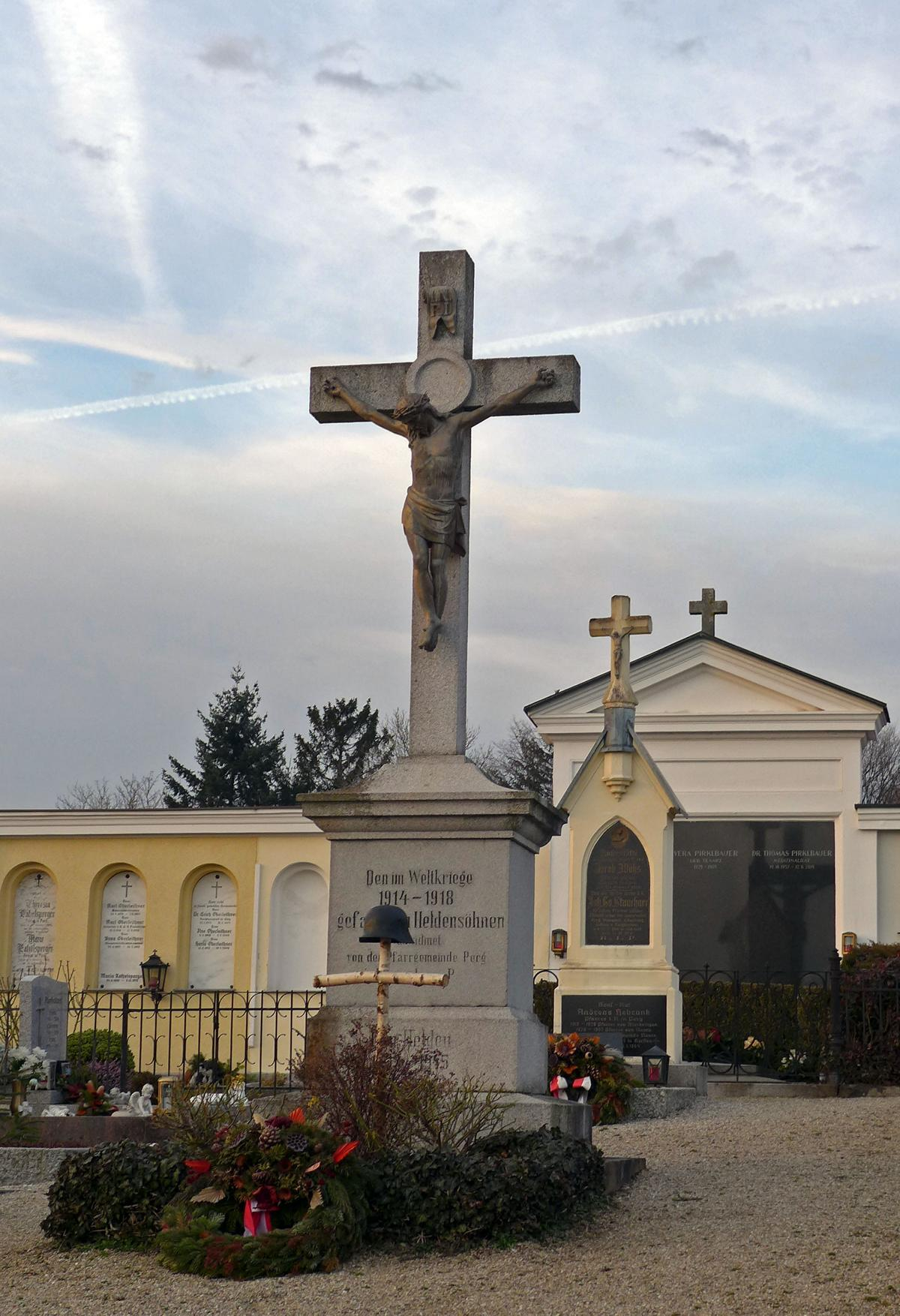
Perger Denkmal beider Weltkriege
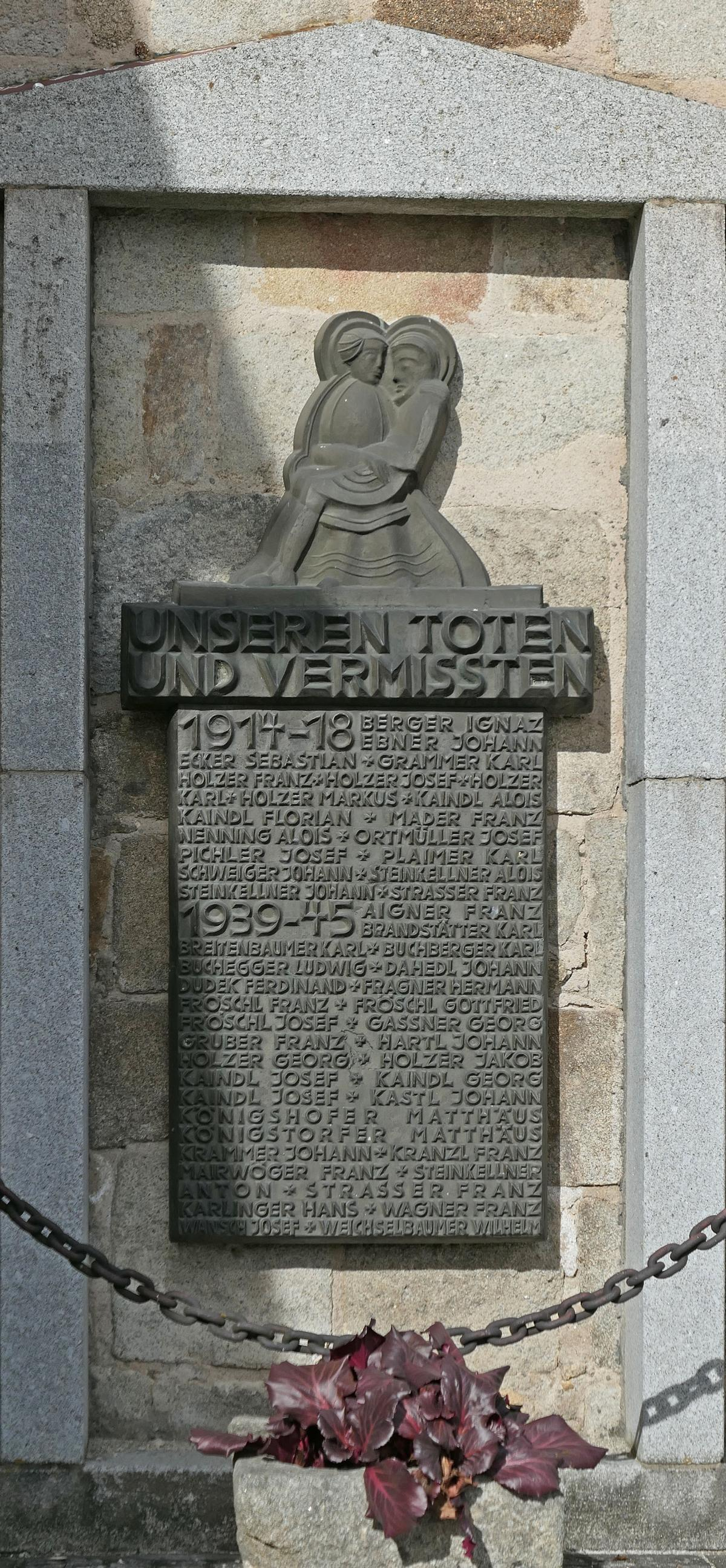
Pergkirchener Denkmal beider Weltkriege
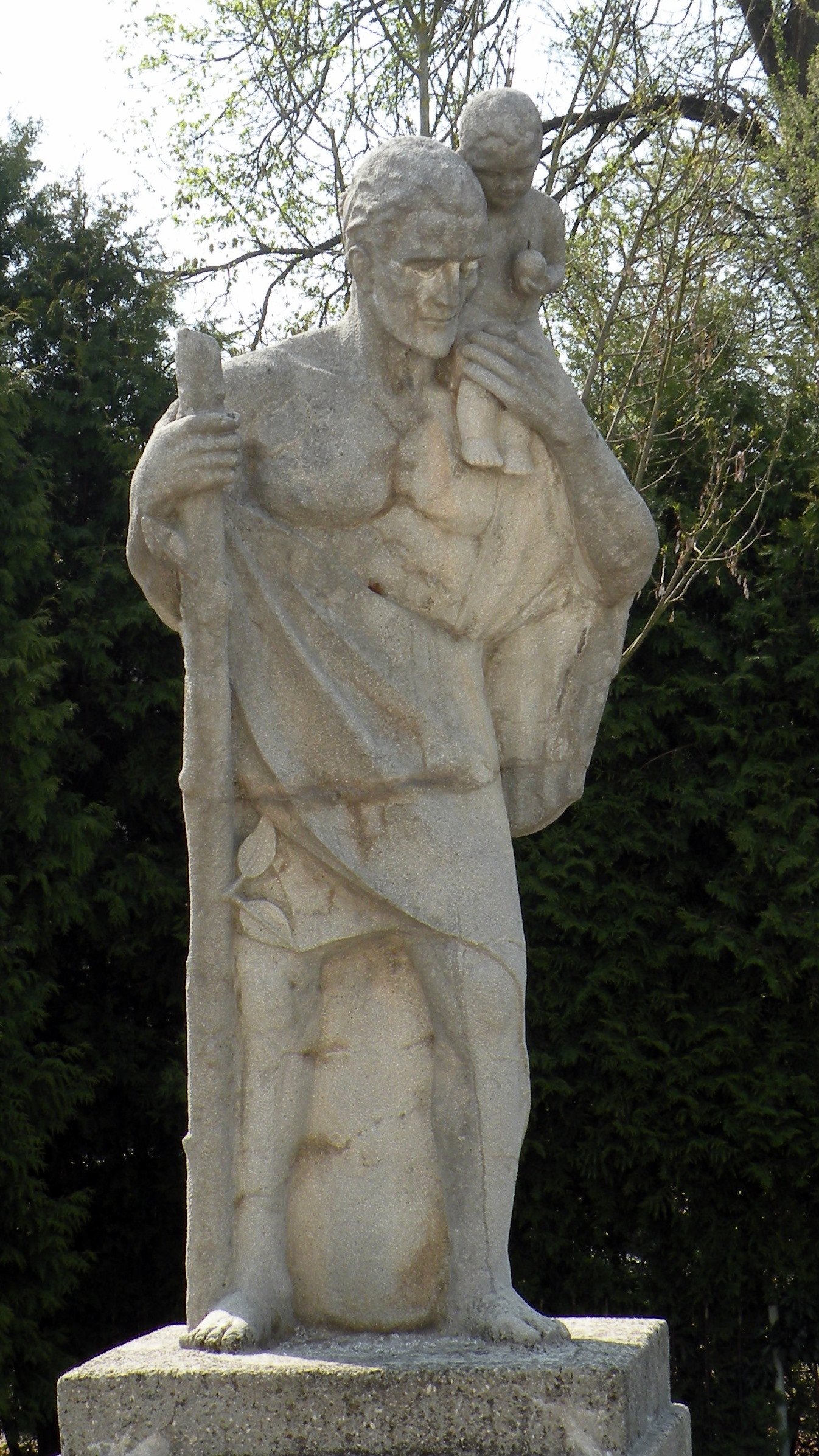
Hl. Christophorus am Hafnerplatz
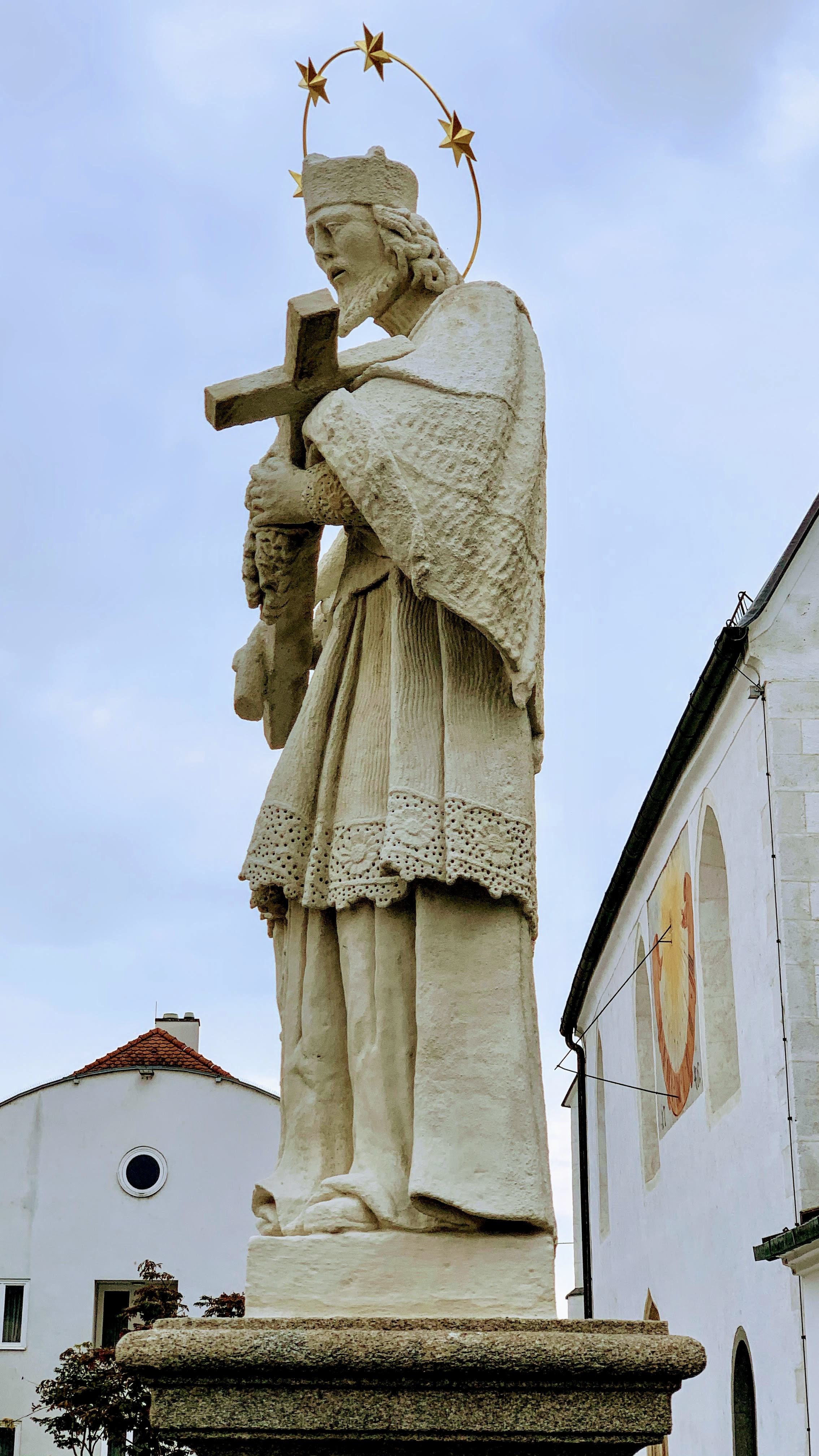
Hl. Nepomuk auf dem Hauptplatz

- Das Perger Kriegerdenkmal steht vor der Schule Linzerstraße N° 18. 1961 geschaffen von Bildhauer Adolf Kloska. Granit. Es zeigt am Pfeiler eine Pietà und dazu die Namen gefallener und vermisster Soldaten beider Weltkriege.
- Das russische Kriegerdenkmal am Friedhof Perg erinnert an die dort begrabenen Sowjetsoldaten.
- Das steinerne Heldenkreuz in der Mitte des Perger Friedhofs ersetzte 1922 das hölzerne Friedhofskreuz. Es erinnert an Gefallene der Weltkriege.
- Das Pergkirchner Kriegerdenkmal an der Kirchenwand am Friedhof zeigt die Namen gefallener und vermisster Soldaten beider Weltkriege der damaligen Katastralgemeinde Pergkirchen.
- Das Christophorus-Standbild aus Kunststein, geschaffen von Friederike Renate Stolz aus Linz. Standort an der Naarn am Hafnerplatz. Errichtung zusammen mit der dortigen Naarnbrücke. Brückeneröffnung 1951.
- Das Nepomuk-Standbild, stammt aus der Mitte des 18. Jahrhunderts. Standort seit 1973 an der Südseite der Stadtpfarrkirche. Denkmallisteneintrag.

### Brunnen und Wappentier

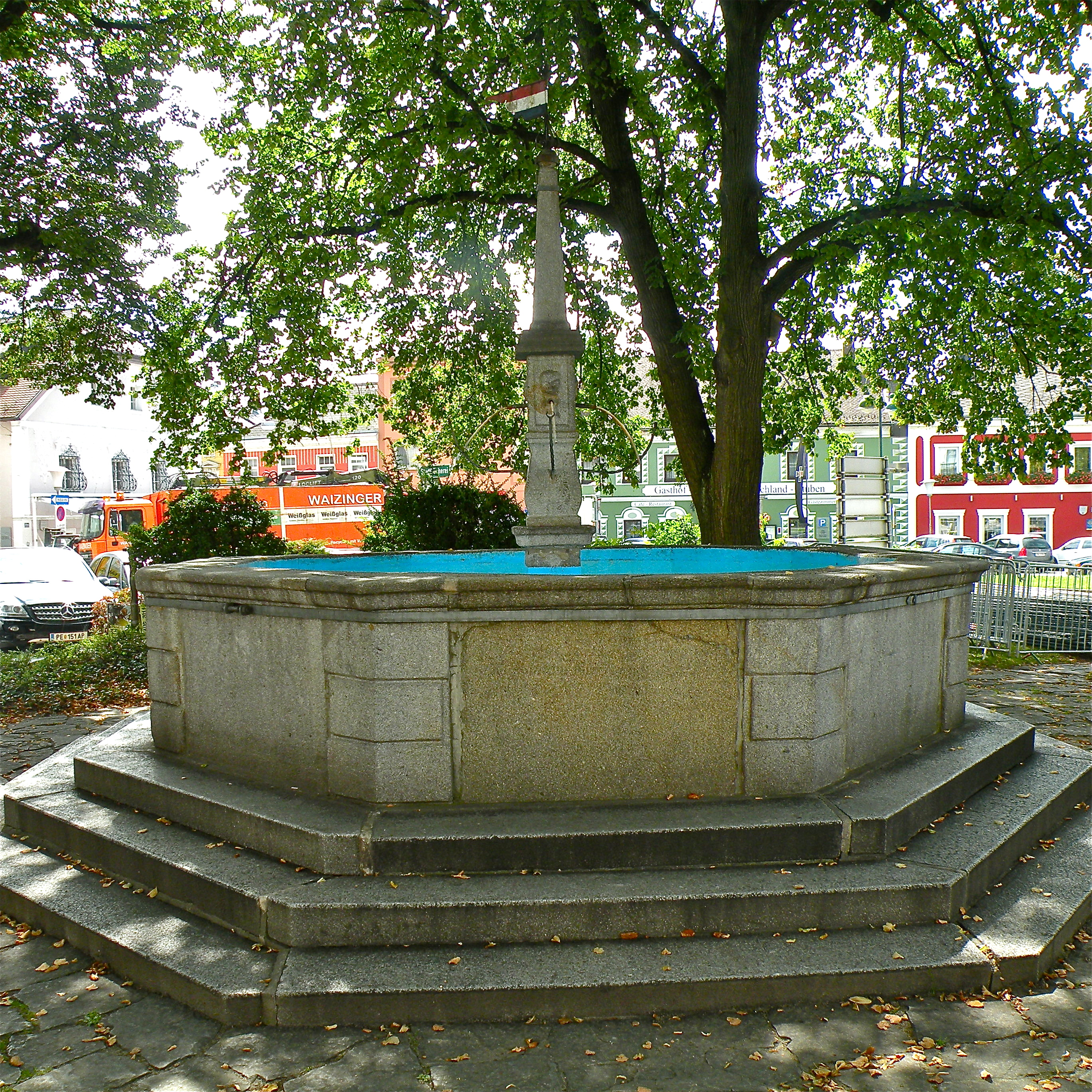
Karbrunnen (Marktbrunnen)
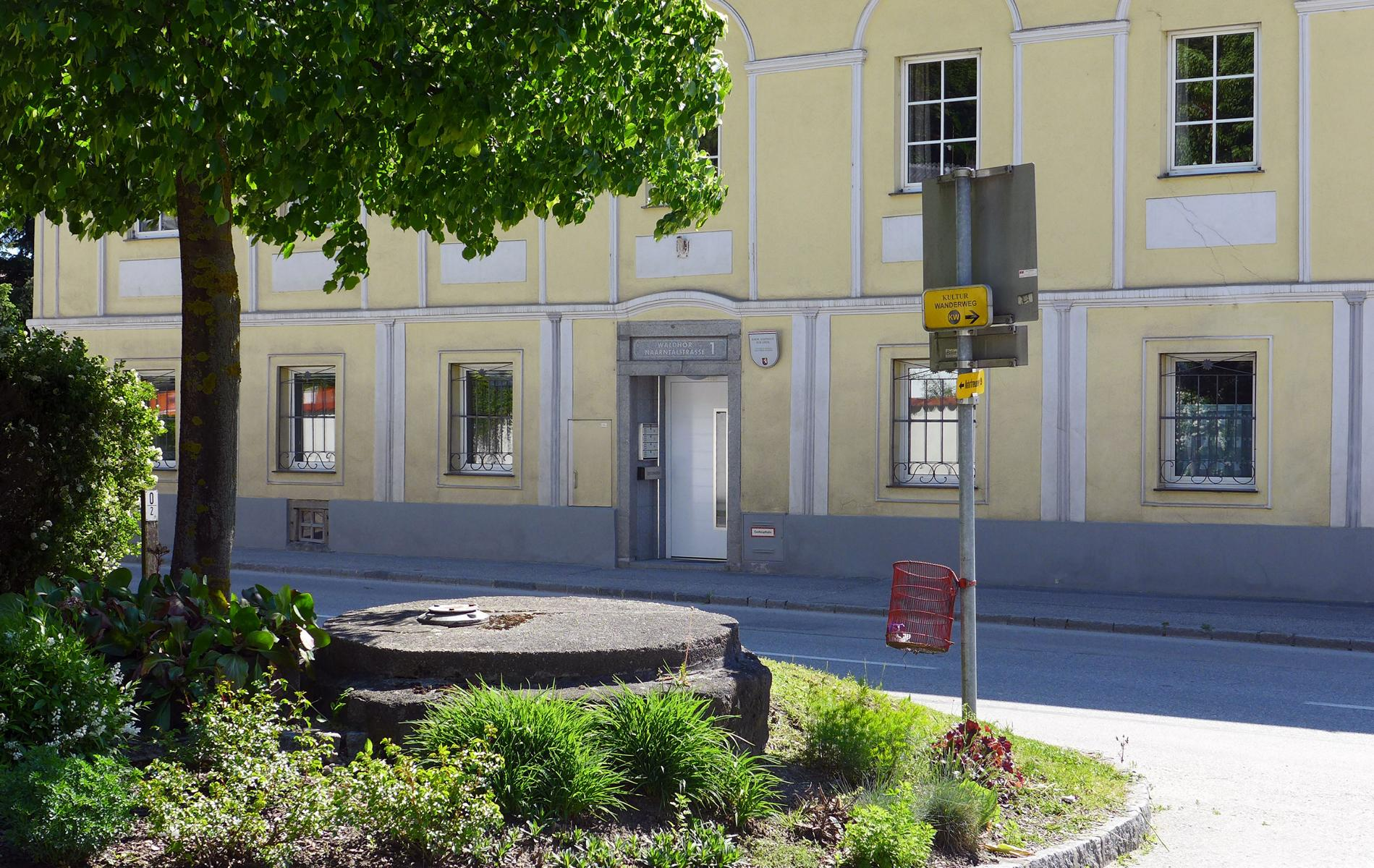
Ehemaliger öffentlicher Brunnen Naarntalstraße
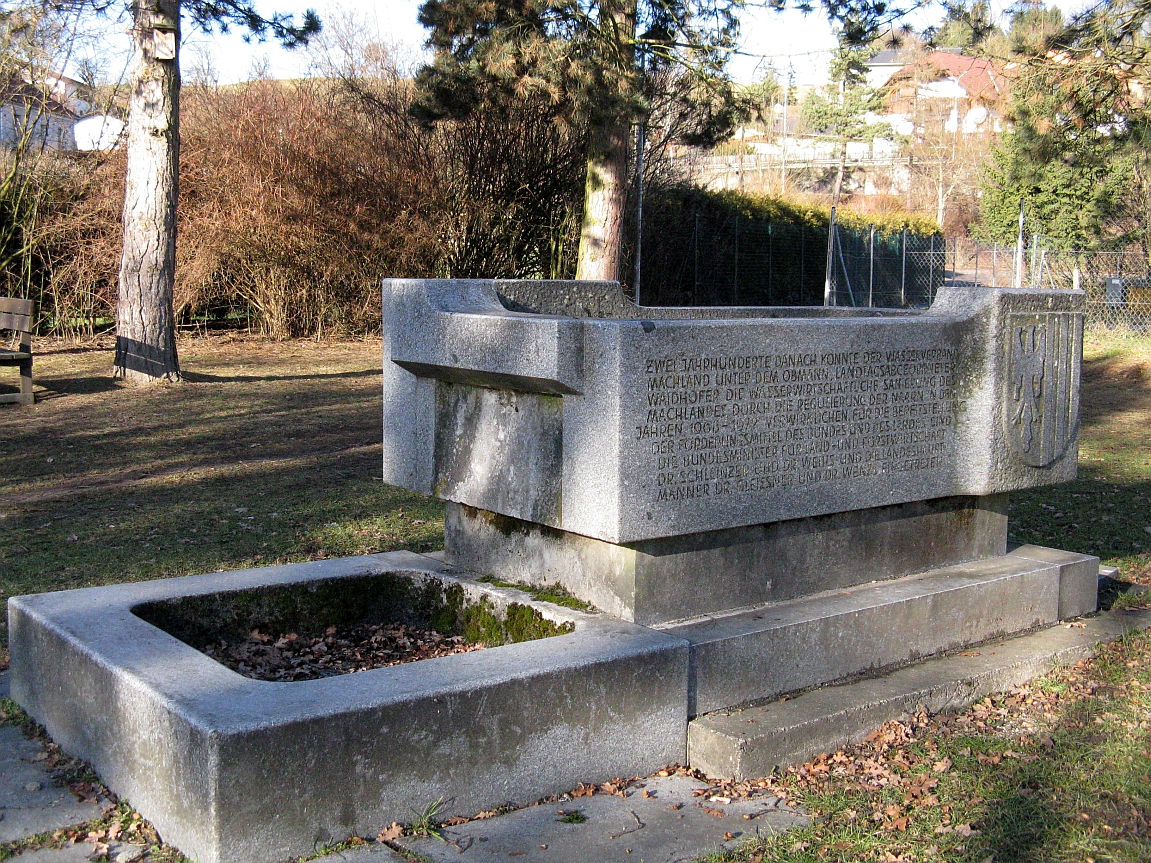
Radler-Wöß-Brunnen
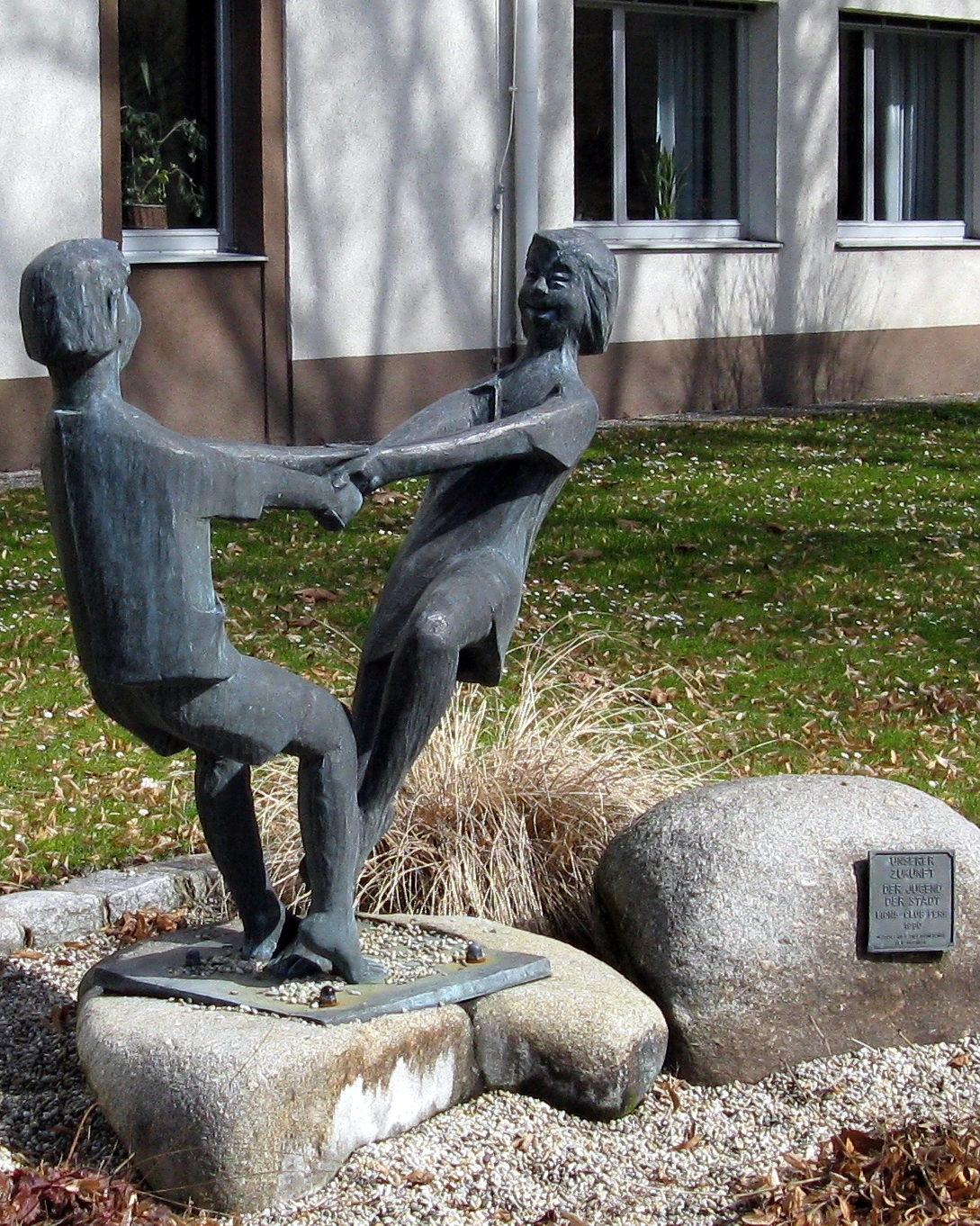
Steinbrenner-Brunnen
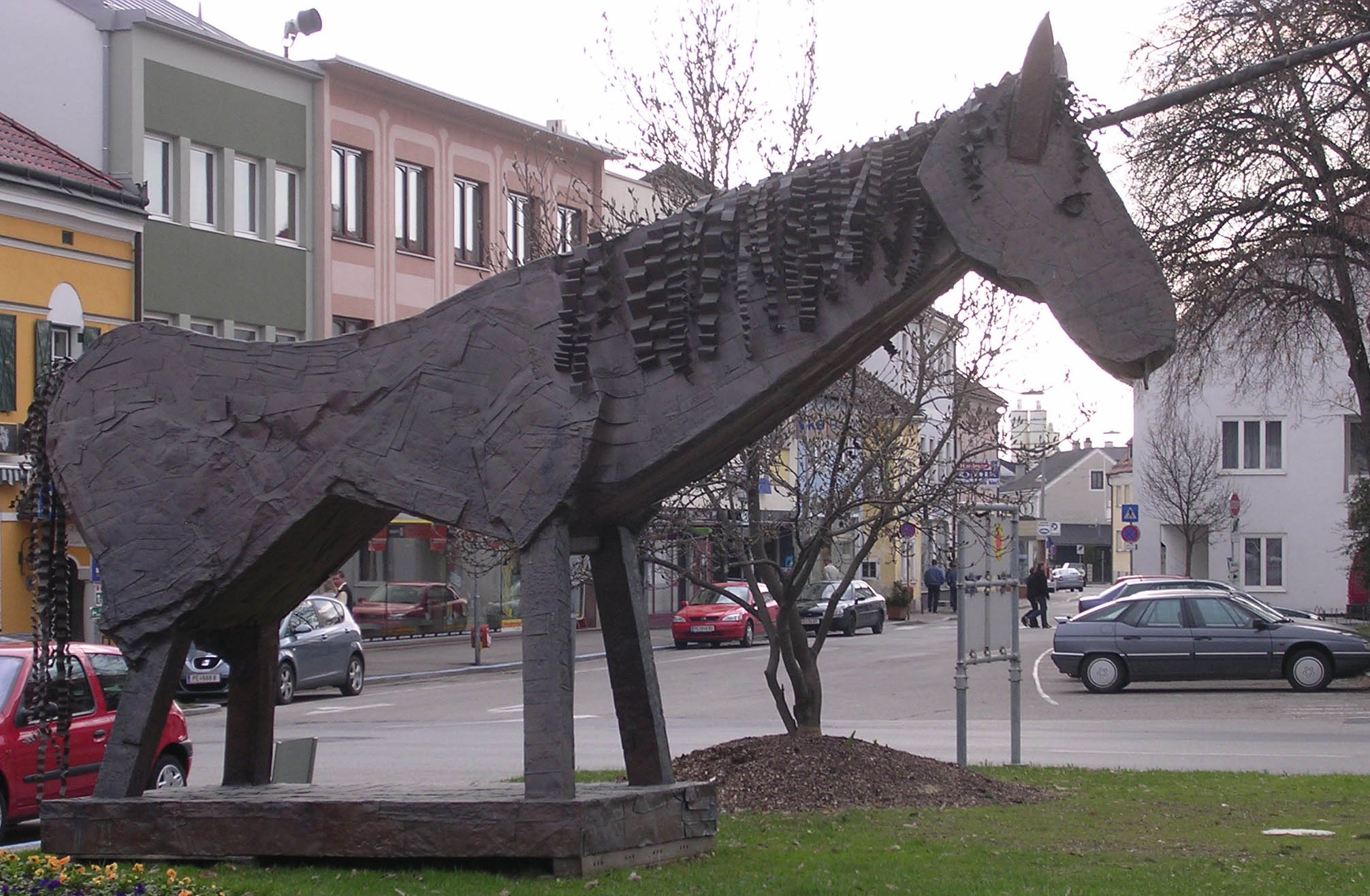
Einhorn. Perger Wappentier
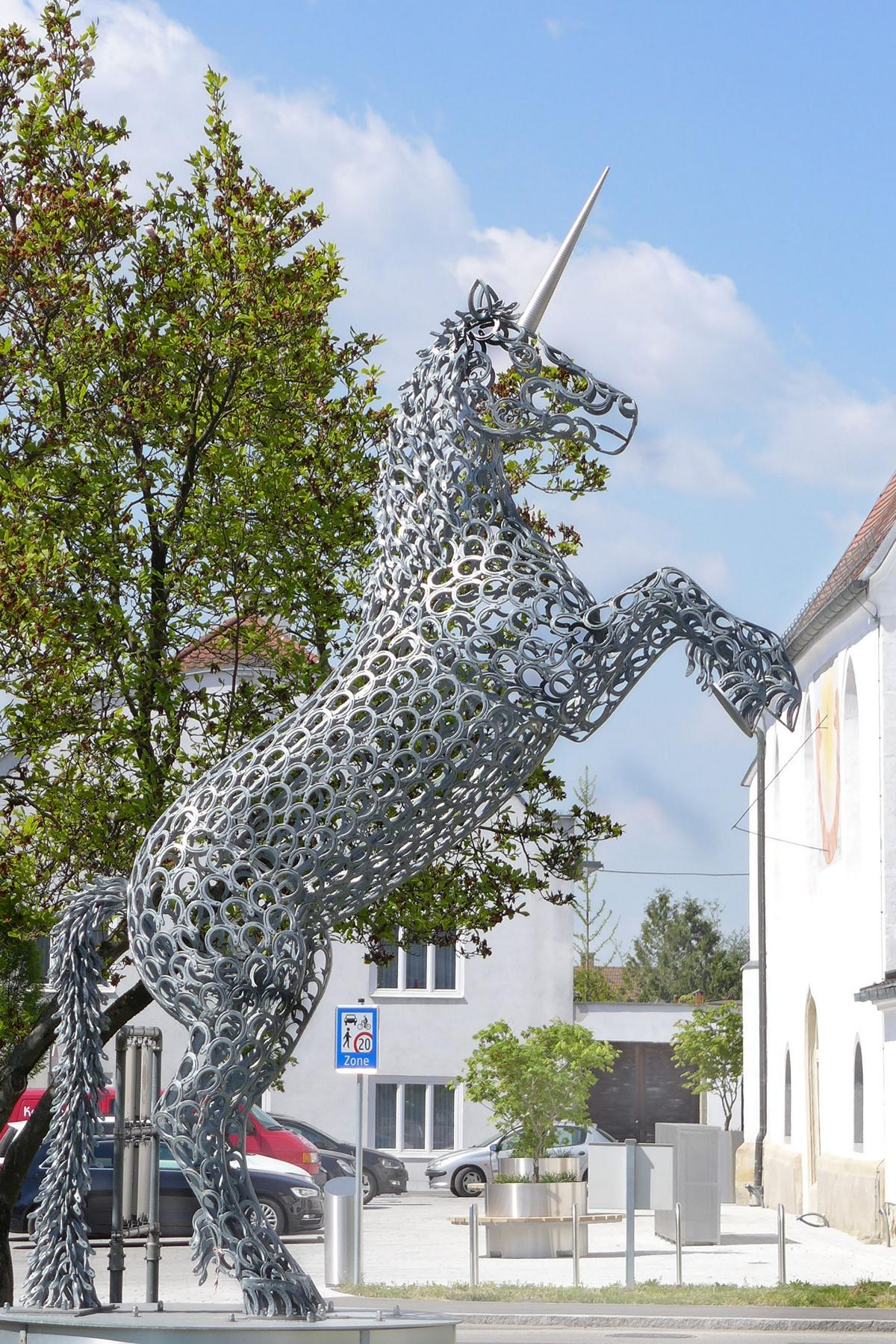
Einhorn. Perger Wappentier

- Historischer Karbrunnen (Koarbrun, Namensursprung im Wort Kar oder Karl für Gefäß, Schüssel, Korb, Kasten). Standort am Hauptplatz als Marktbrunnen. Errichtet in der zweiten Hälfte des 17. Jahrhunderts. Granit, achteckig. Vier Wasserspeier. Denkmallisteneintrag.
- Historischer öffentlicher Brunnen im Untervormarkt. Nur der renovierte Brunnenschacht ist erhalten. Dahinter ehemaliger Lindenwirt, Naarntalstraße N° 1.
- Radler-Wöß-Brunnen. Geschaffen 1972 von Radler-Wöß. Erinnerung an die Naarnregulierungen im 18. Jahrhundert (Jahre 1776–1779) und im 20. Jahrhundert (Jahre 1968–1972). Standort Grünanlage Seyr (Seyr Park). Siehe Artikel → Perger Au.
- Steinbrenner-Brunnen. Spende des Lionsclubs Perg 1990. Geschaffen von Theophil Steinbrenner. Standort vor der Schule Linzerstraße N° 20.
- Das Einhorn als Wappentier von Perg. Aufgestellt 2004 am Hauptplatz. Geschaffen aus Kupferblechen von Schülern der Hauptschule 1. Entfernt 2016. Neues Einhorn aus Hufeisen. Geschaffen aus 1200 Hufeisen von Sascha Exenberger aus St. Kathrein am Ofenegg (Steiermark). Ersetzte das Kupferblech-Einhorn.

### Gedenktafeln

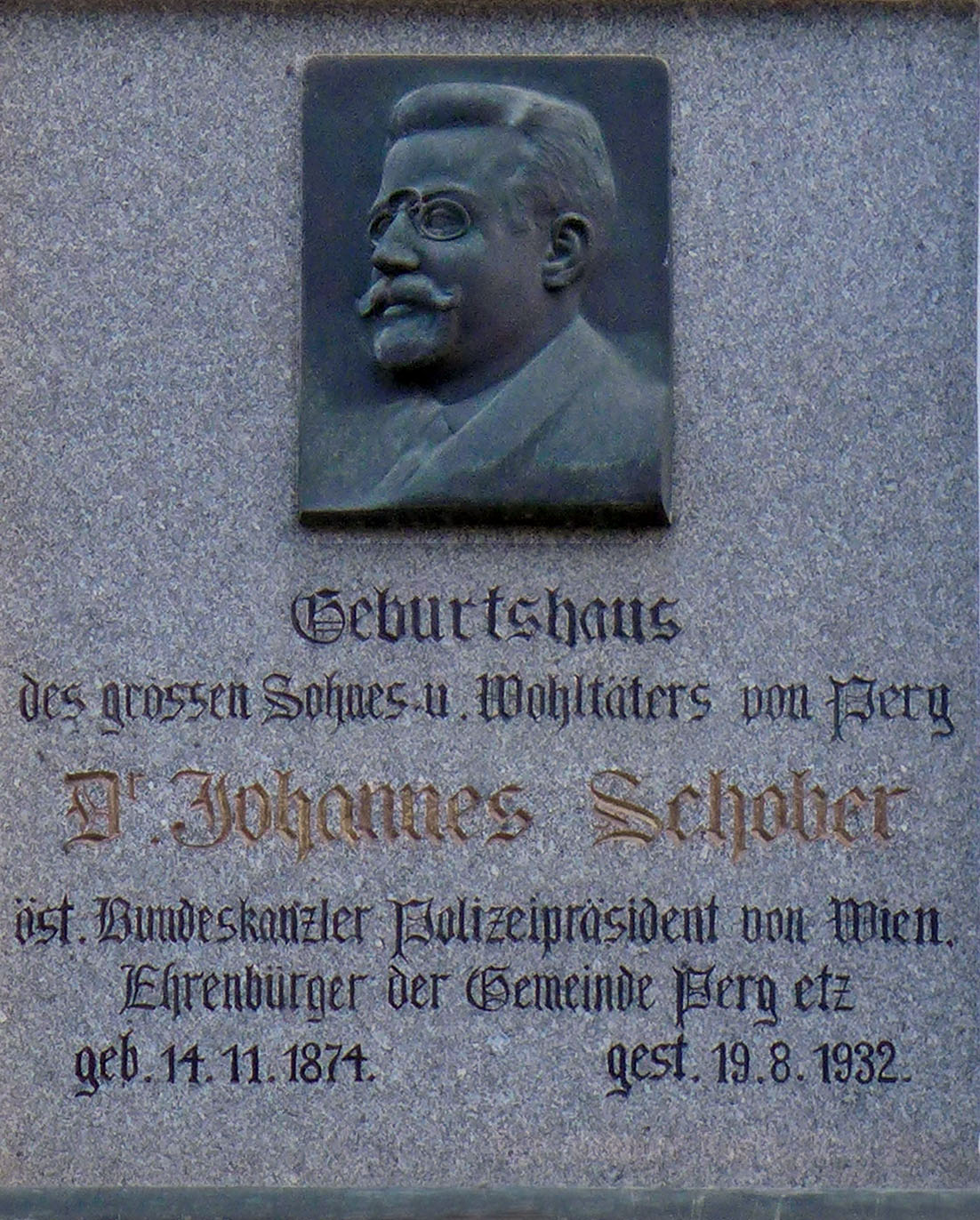
Johann Schober Geburtshaus
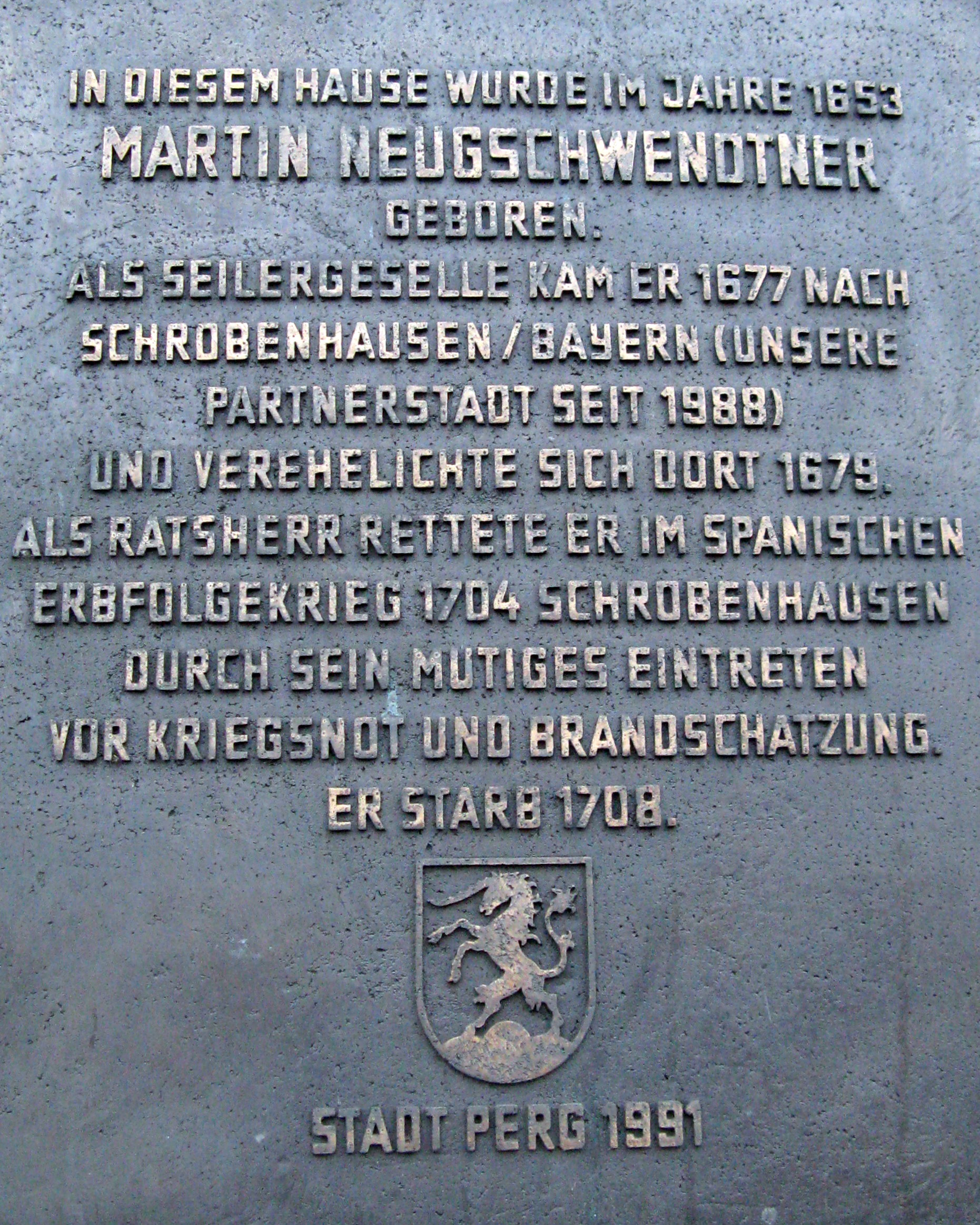
Martin Neugschwendtner Geburtshaus
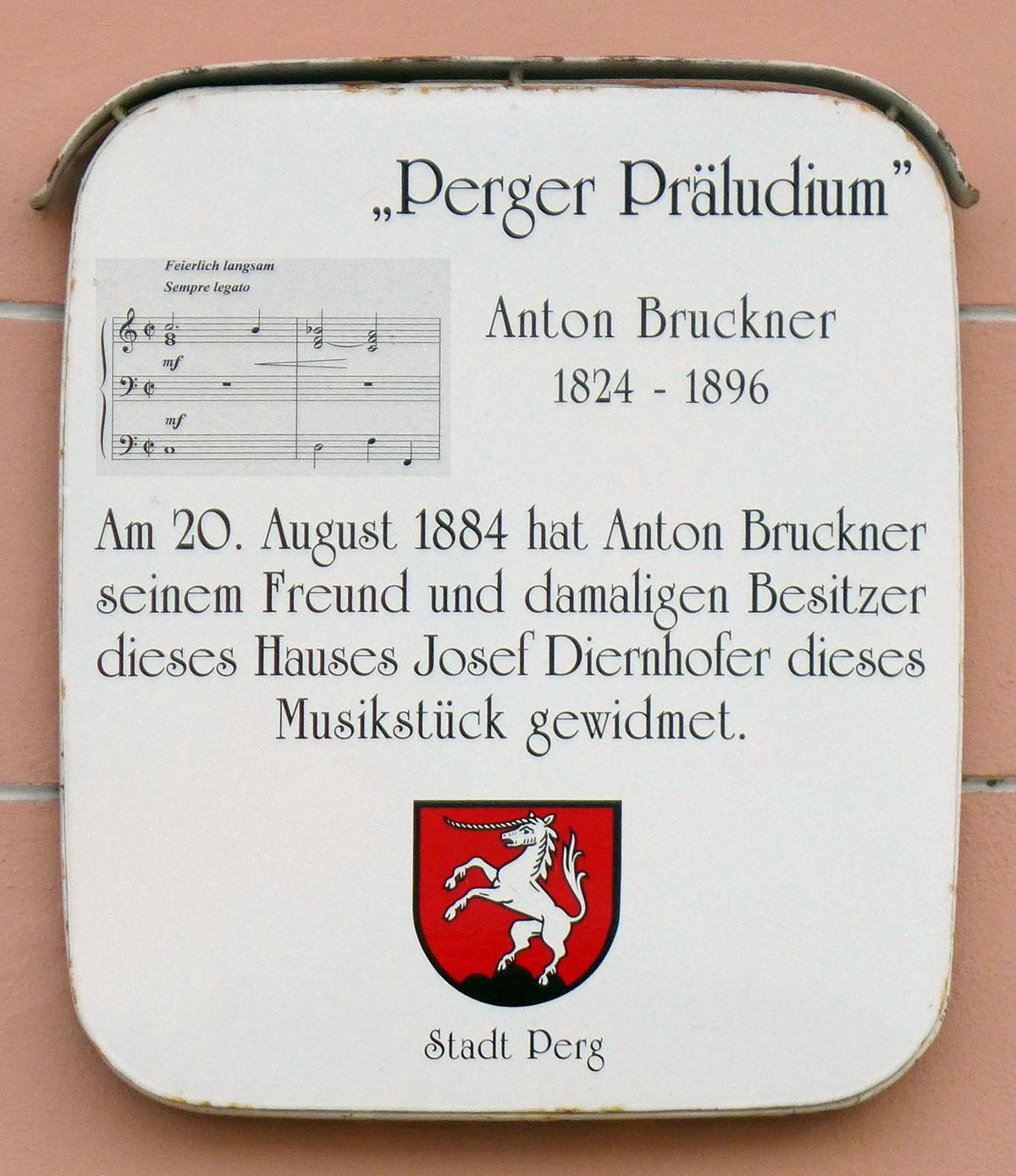
Anton Bruckner Perger Präludium
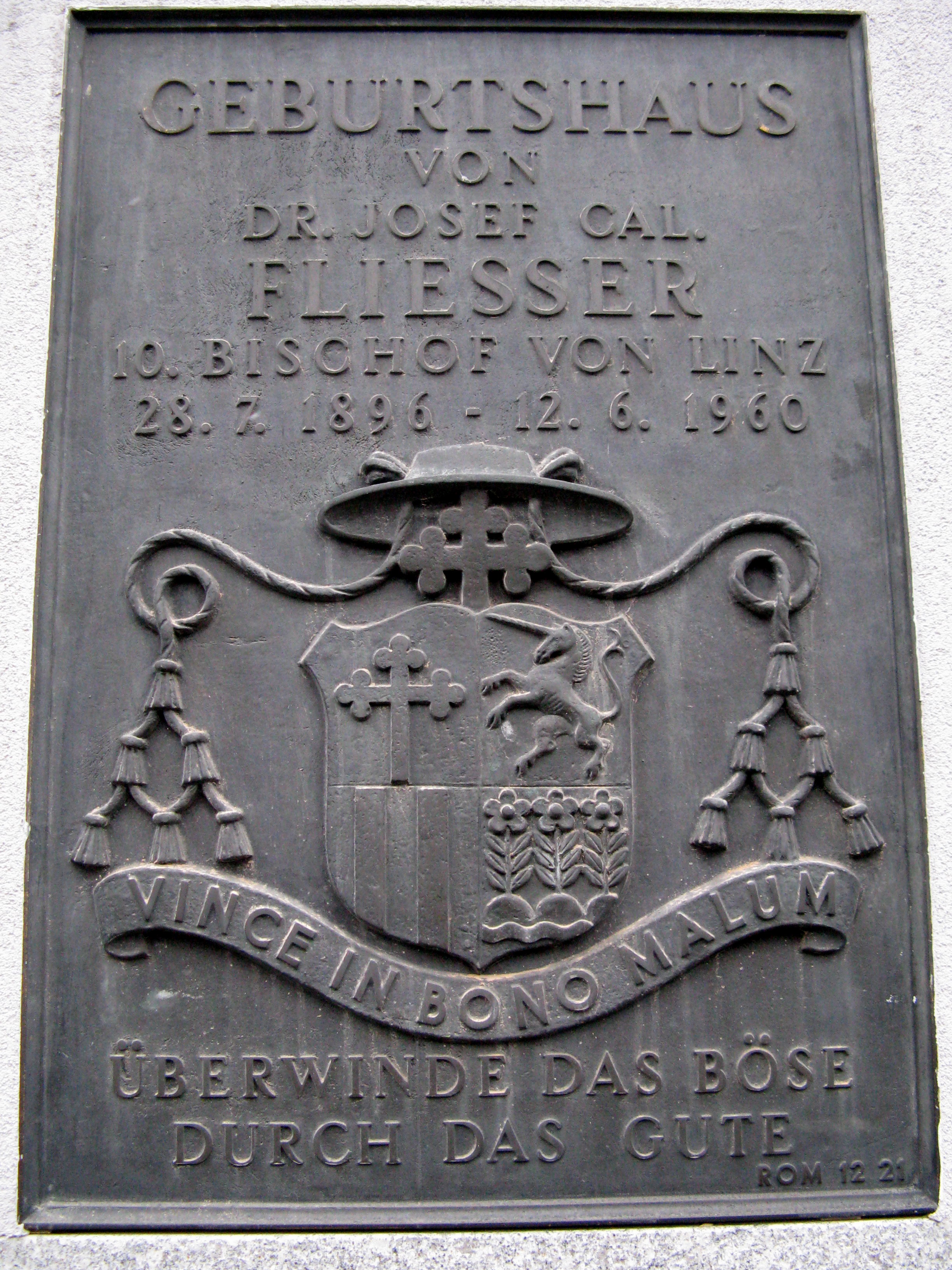
Joseph Calasanz Fließer Geburtshaus
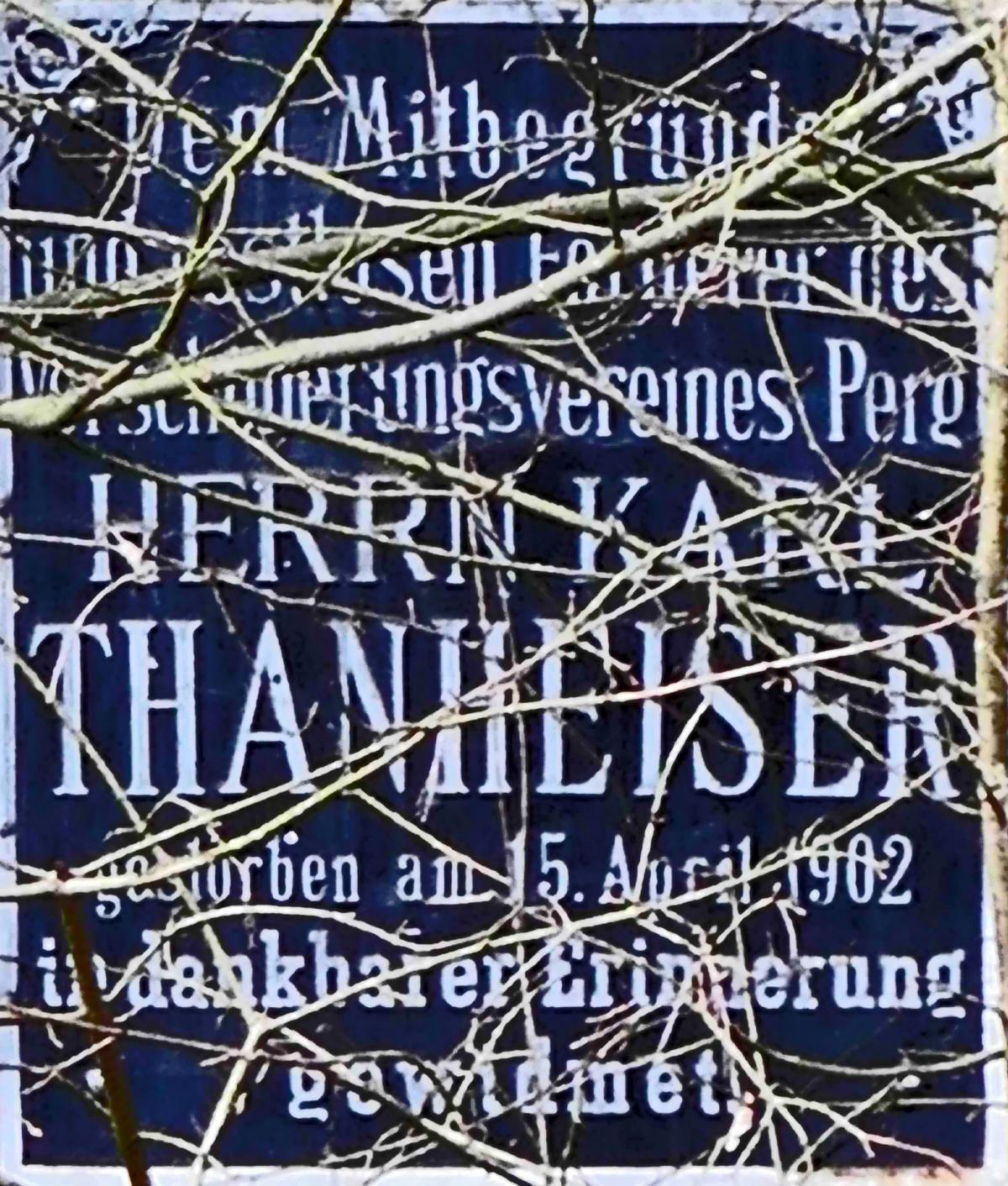
Karl Thanheiser Vereinsgründer

• Dr. Schoberstraße N° 2, Geburtshaus von Bundeskanzler Dr. Johannes Schober. • Herrenstraße N° 26, Geburtshaus von Martin Neugschwendtner. Er bewahrte die Partnerstadt Schrobenhausen (Deutschland) vor kriegerischer Zerstörung. • Herrenstraße N° 24, Erinnerung an Anton Bruckner und sein Perger Präludium, sowie Josef Diernhofer. • Herrenstraße N° 5, Geburtshaus von Diözesanbischof Josef Fließer. • Felswand im Stephaniehain, Erinnerung an den Mitbegründer des Verschönerungsvereines Perg Karl Thanheiser, Gastwirt am Hauptplatz († 1902).

## Steinbrüche und Wasserkraftanlagen

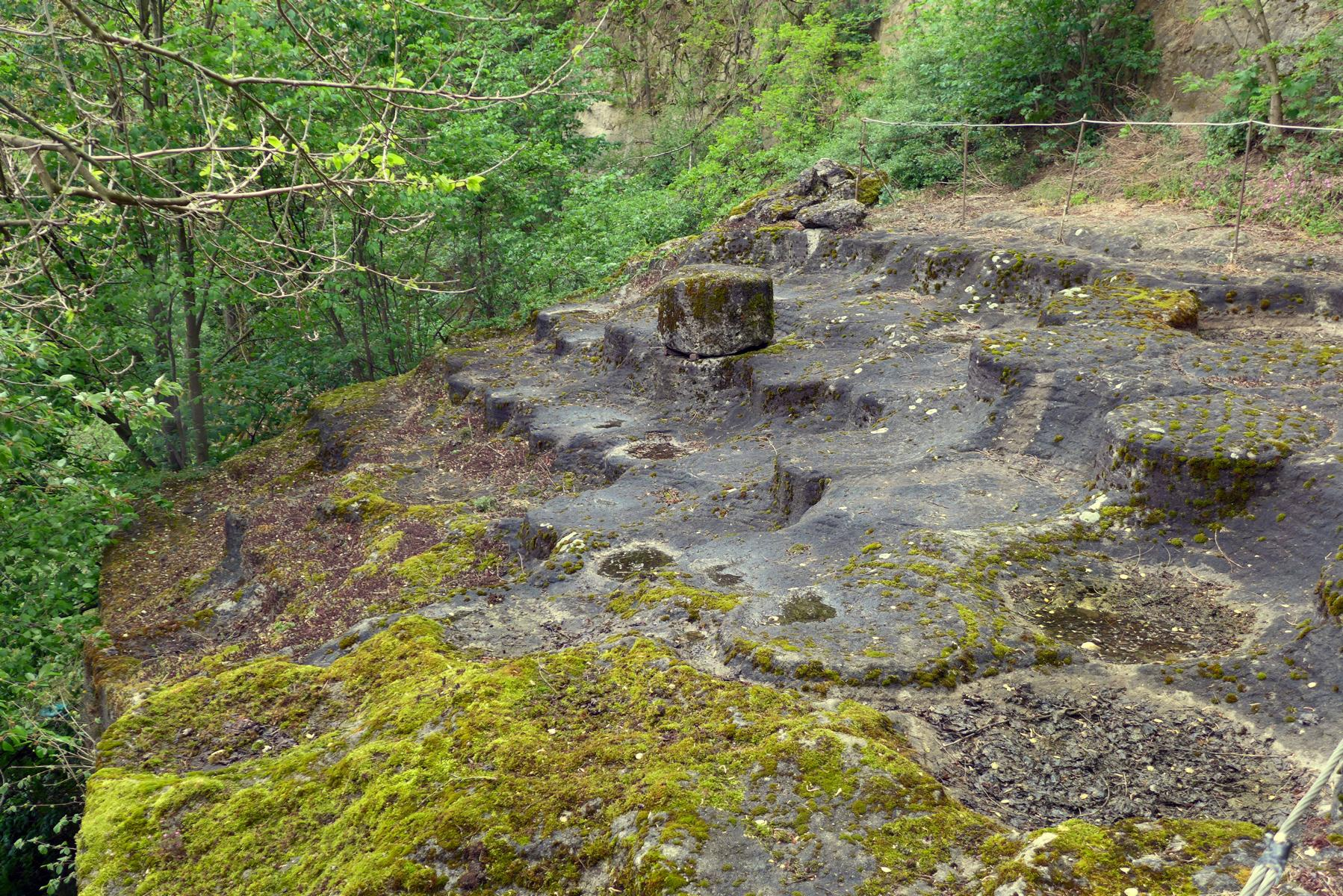
Mühlsteinbruch Scherer
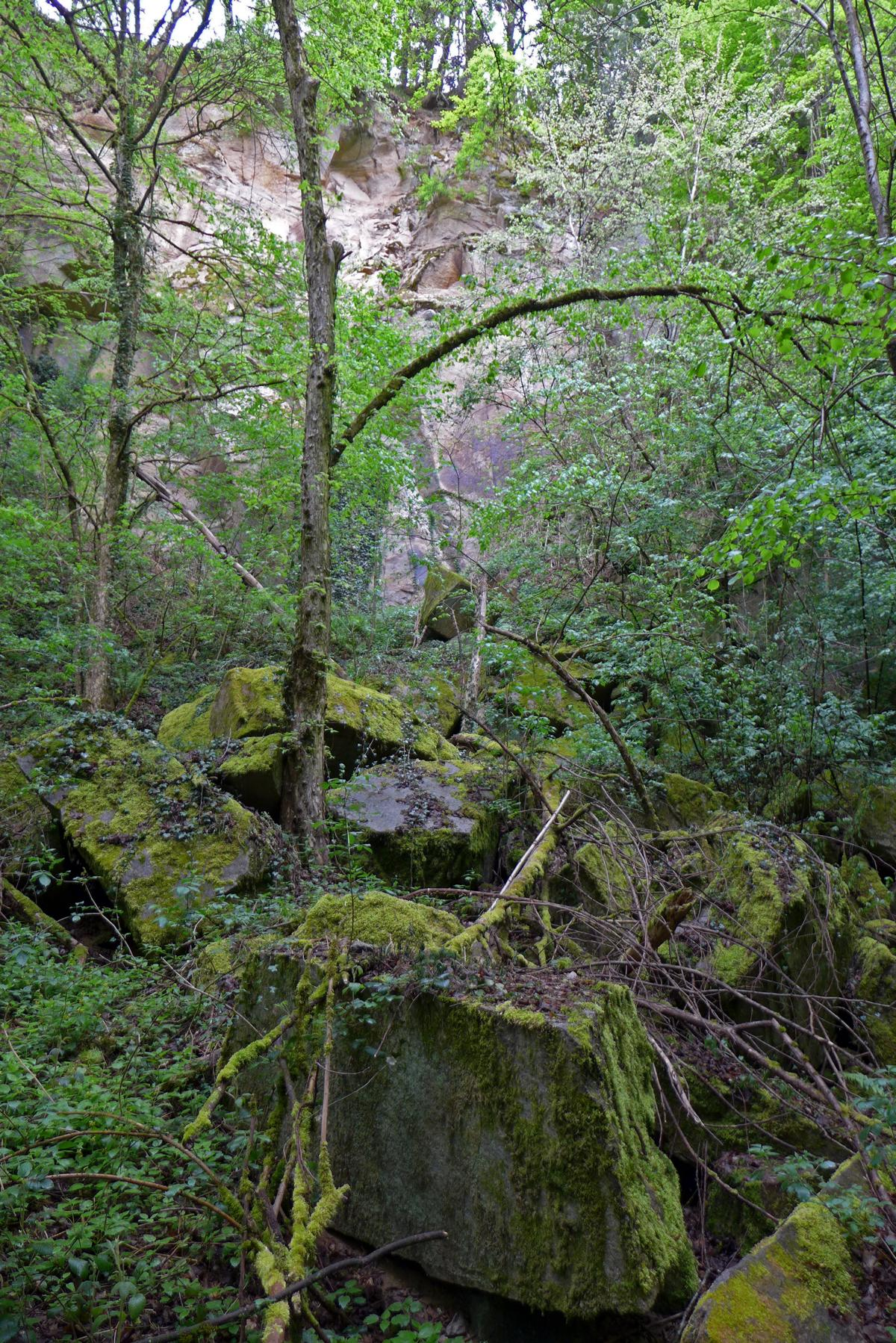
Namenloser Granitsteinbruch
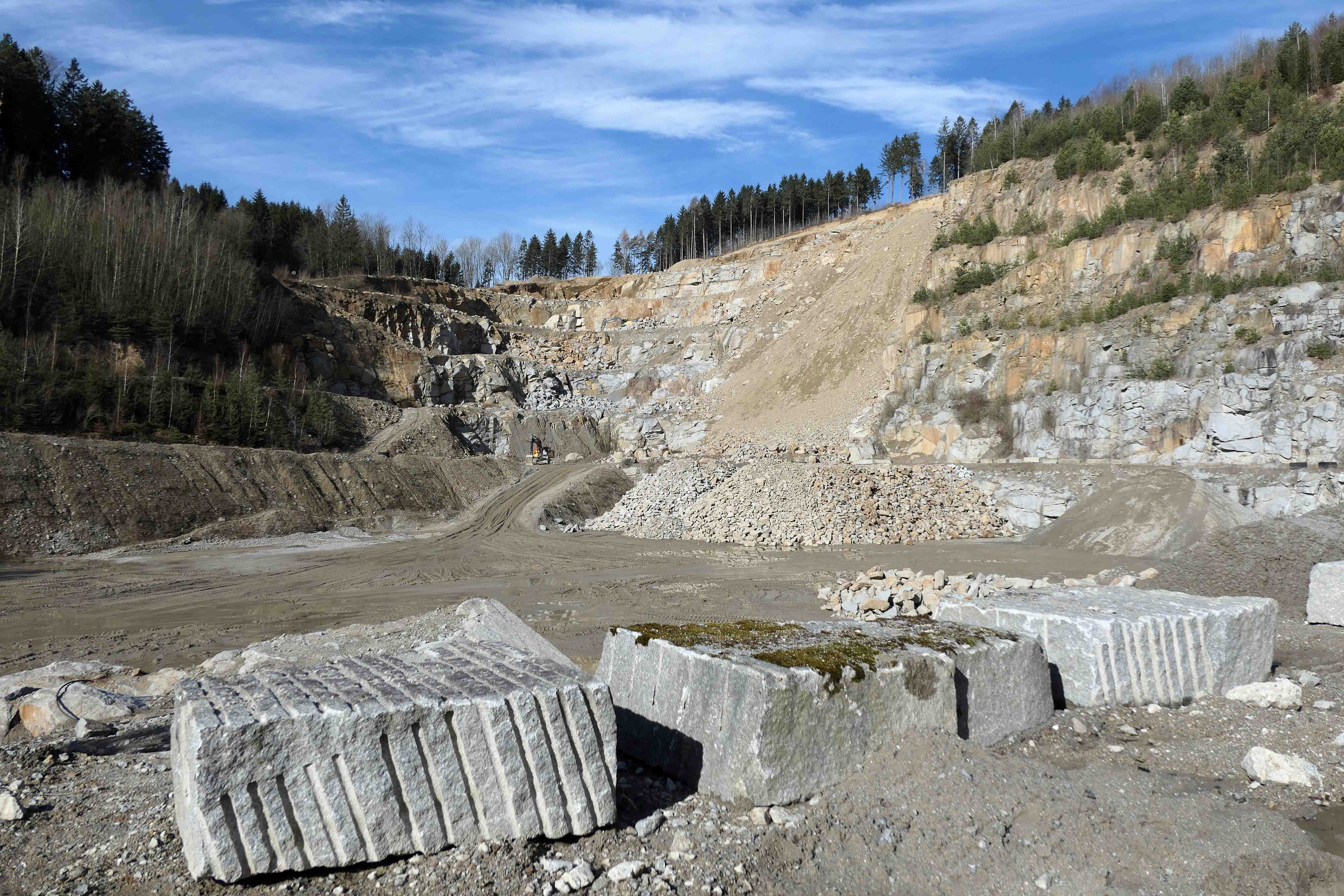
Granitsteinbruch Trommelberg
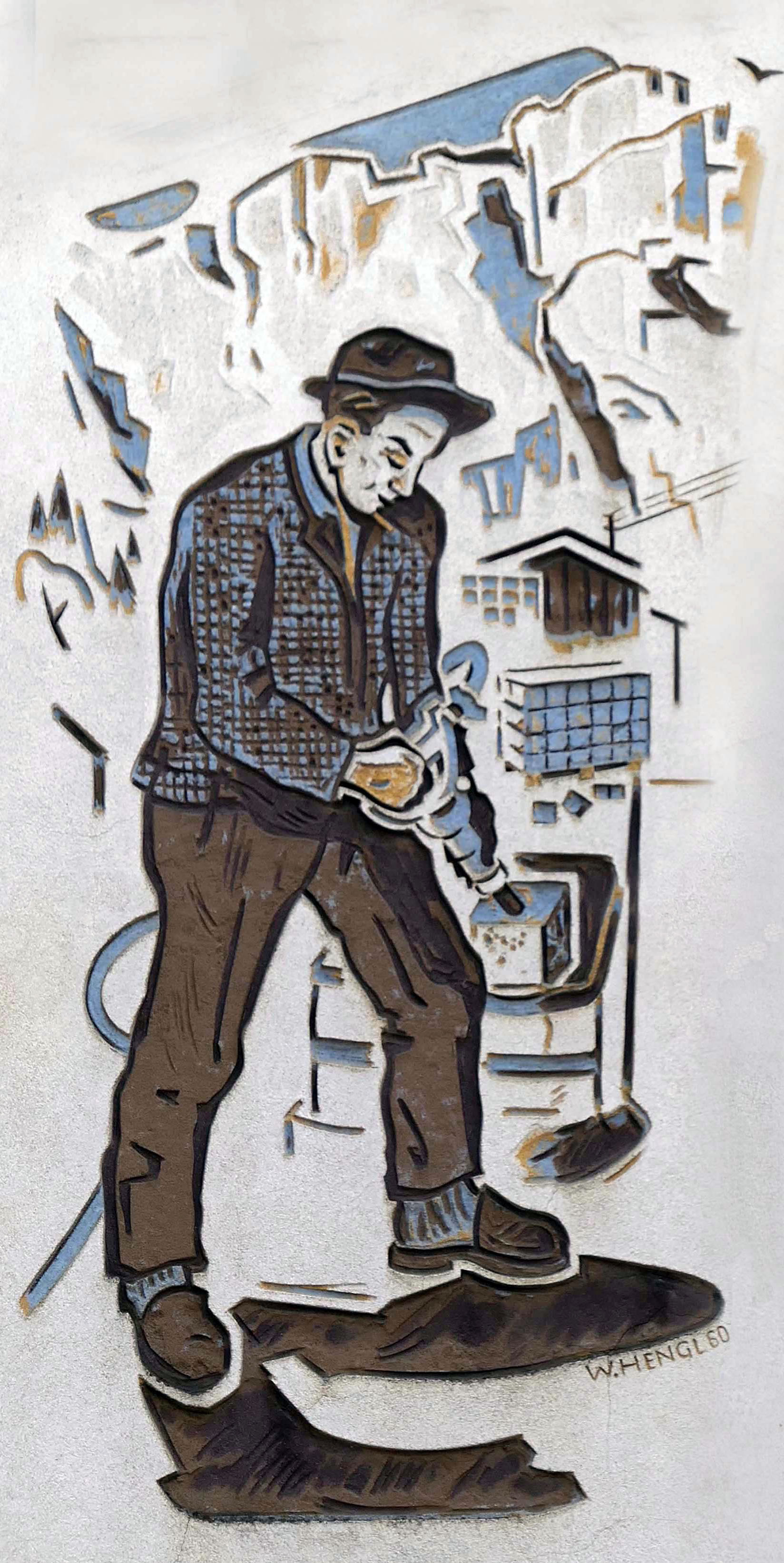
Steinbrucharbeiter. Sgraffito
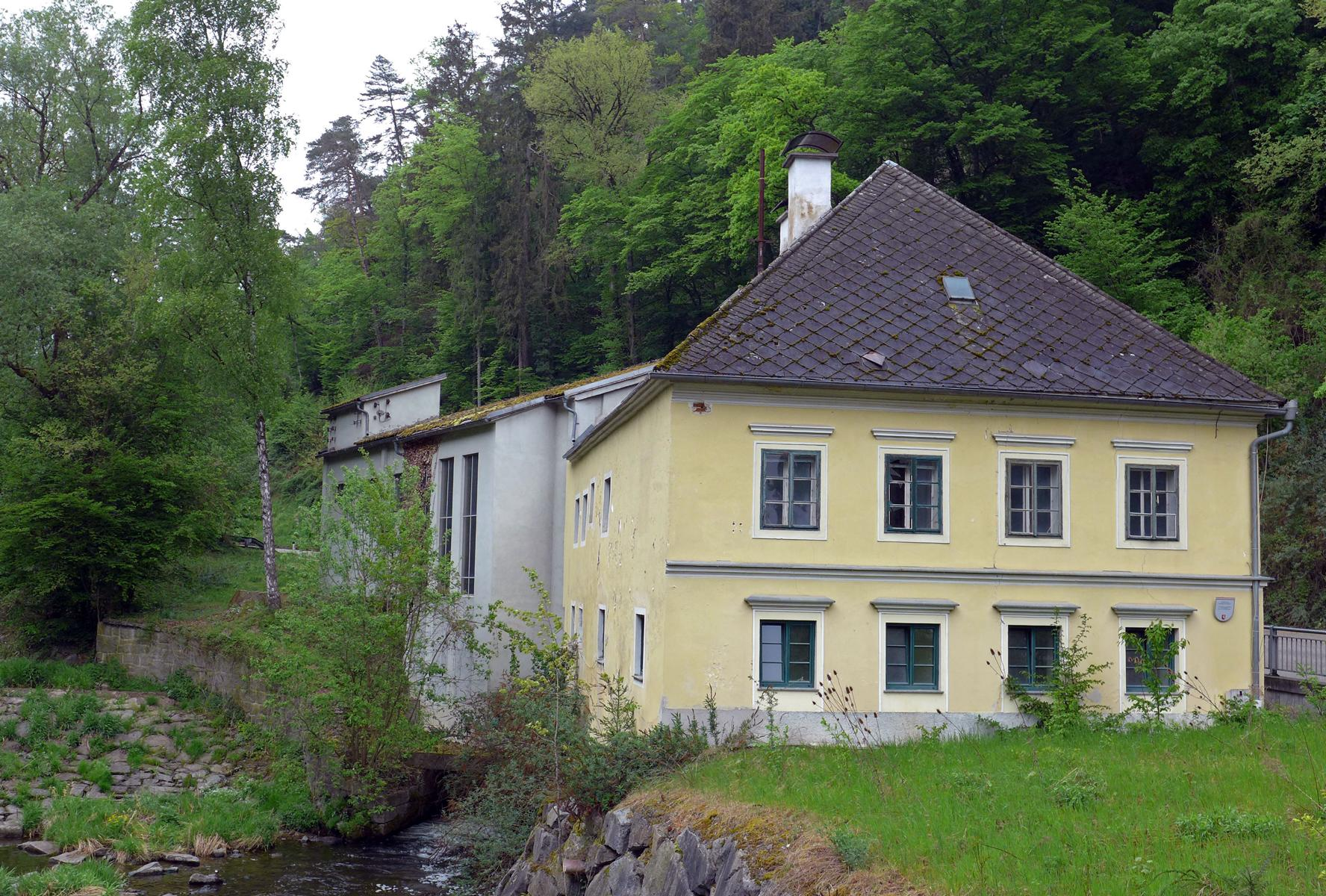
Poschacher-Betriebsleitung und E-Werk
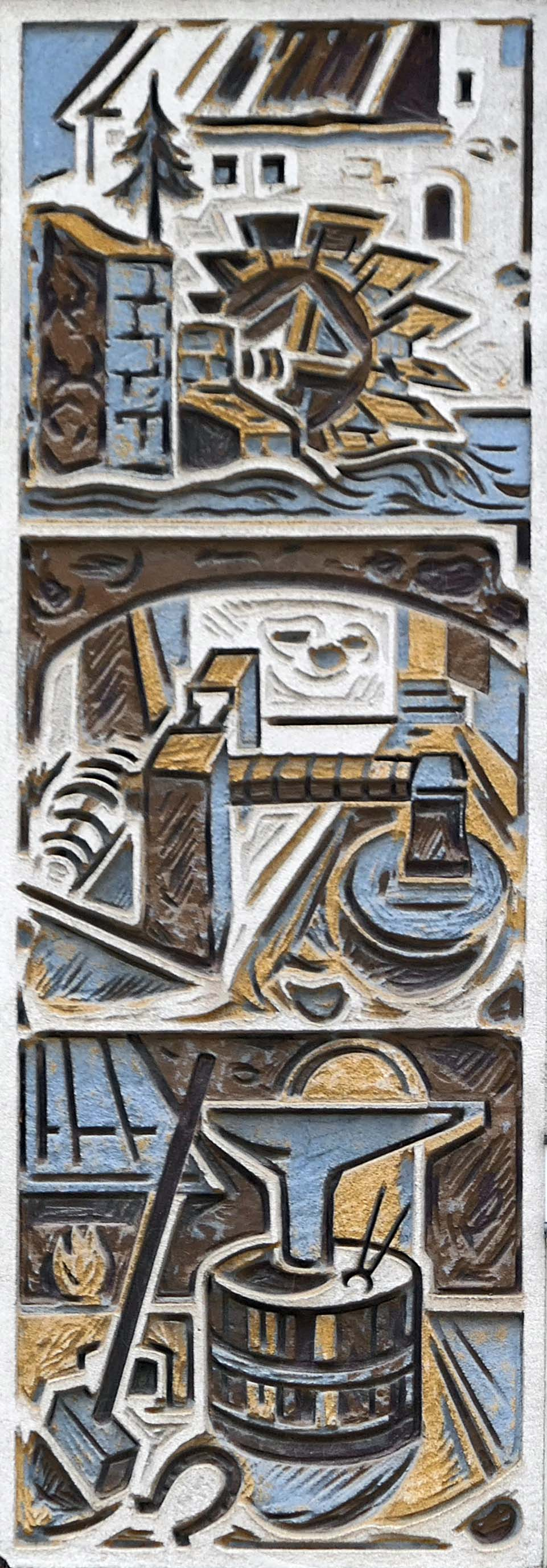
Schmiedearbeit. Sgraffito
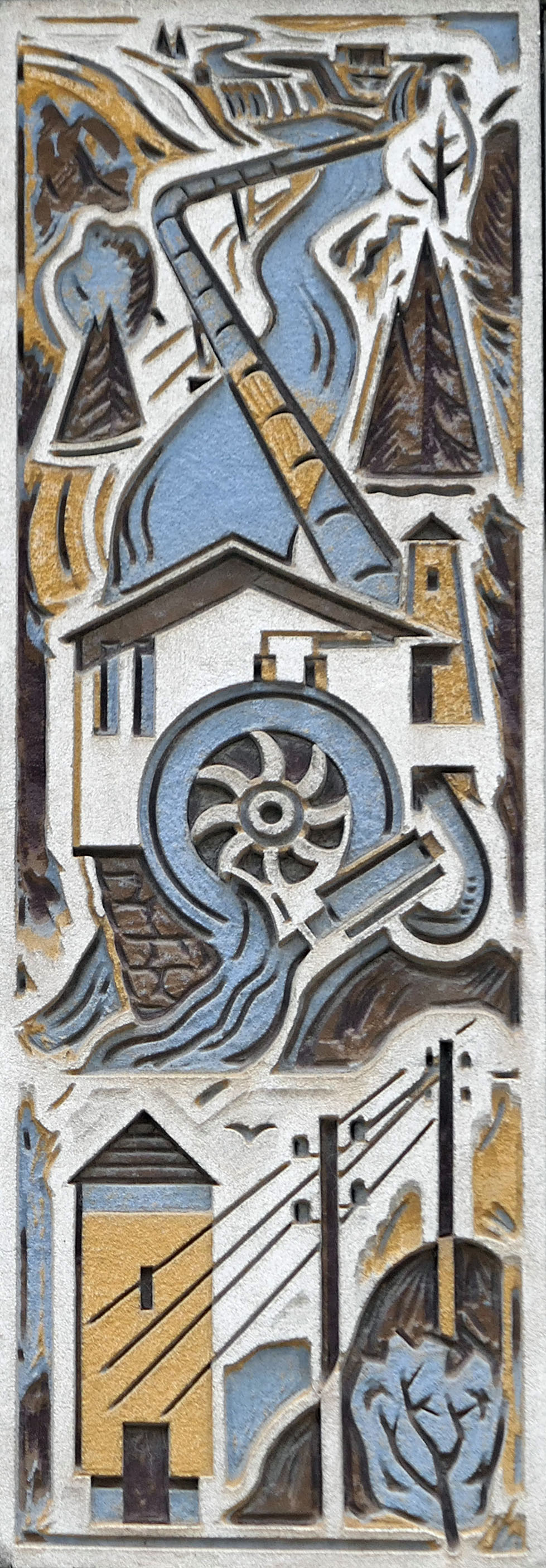
Elektrizitätsversorgung. Sgraffito
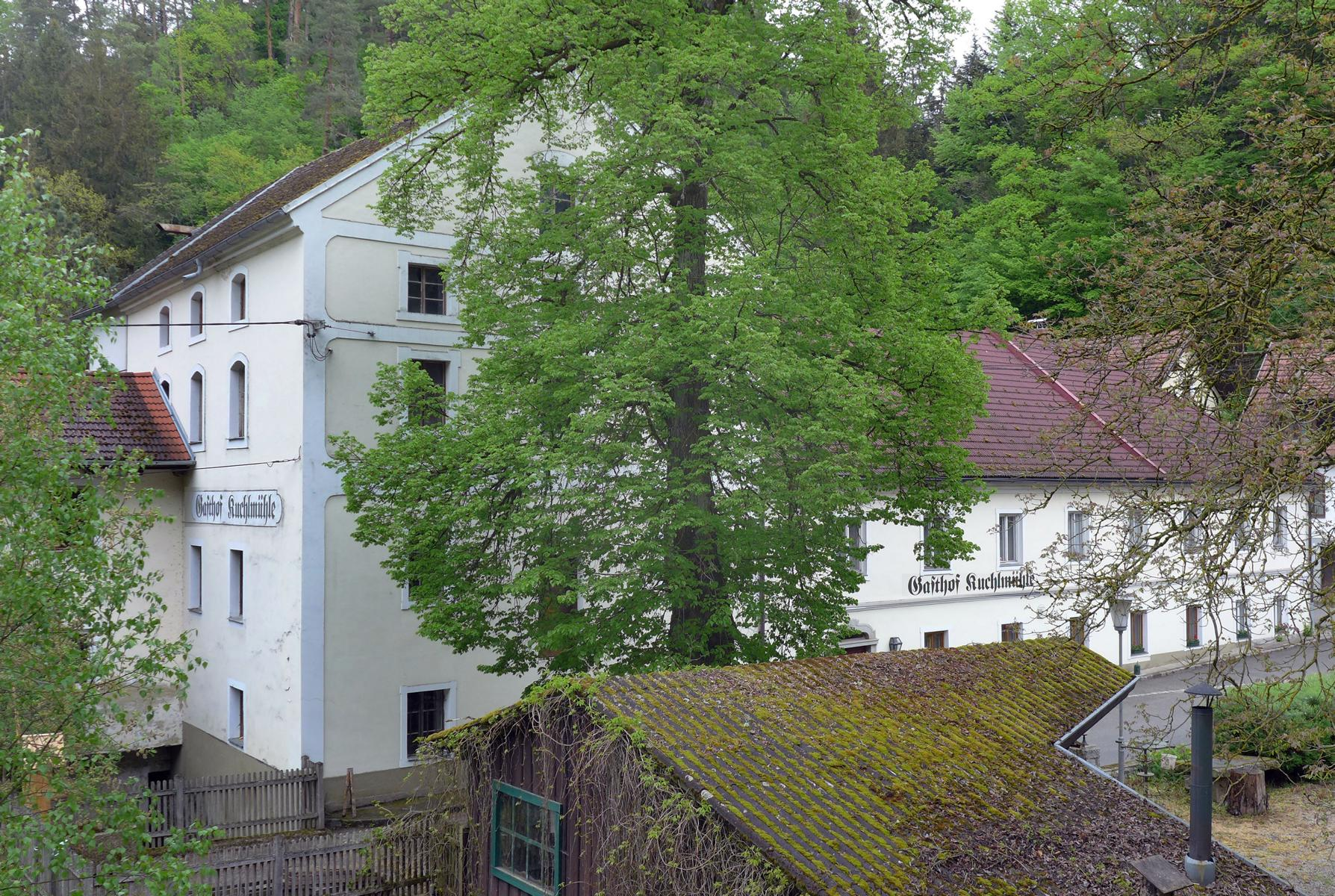
Kuchlmühle im Naarntal
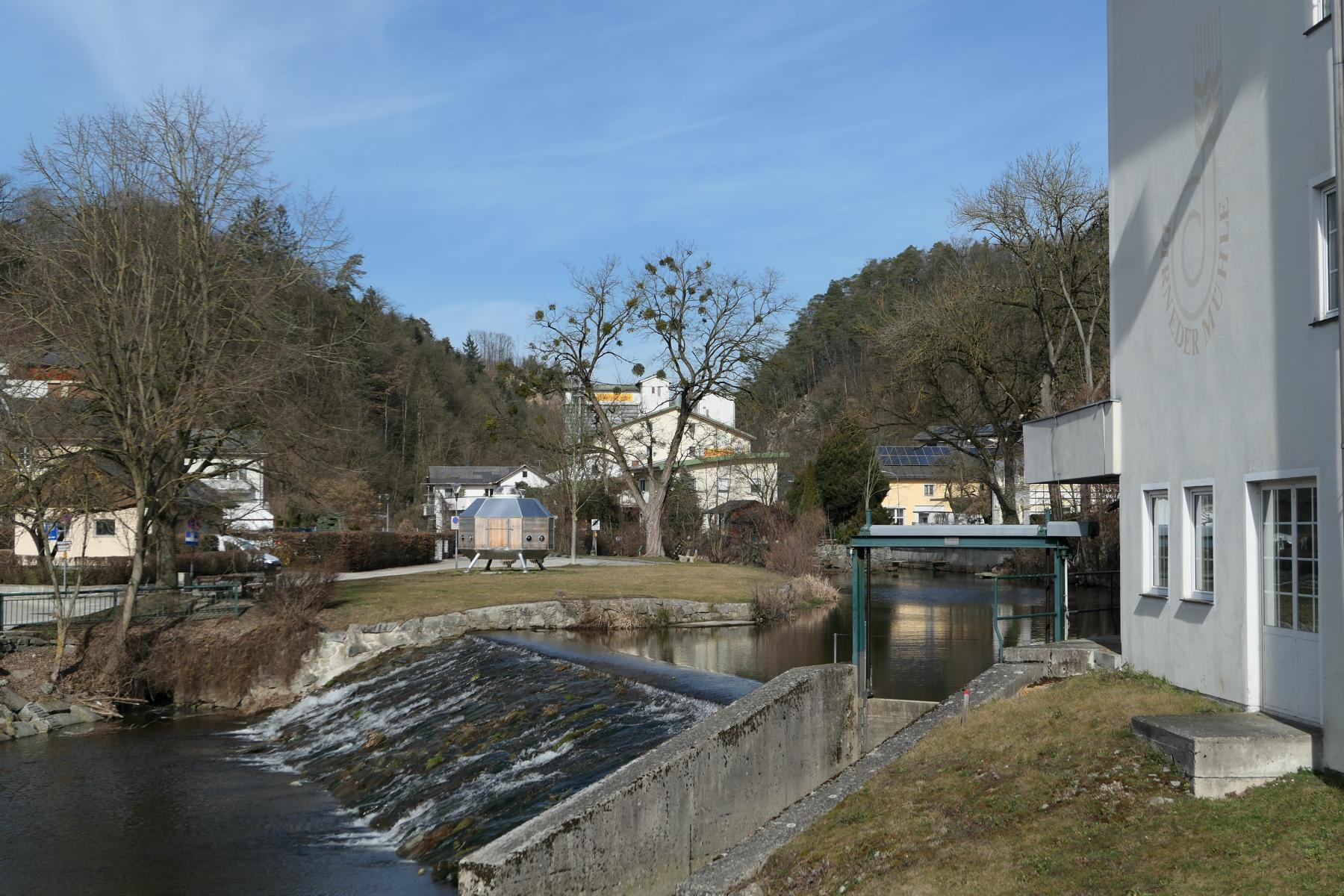
Wehranlage Bruckmühle. Im Hintergrund die Hausmühle
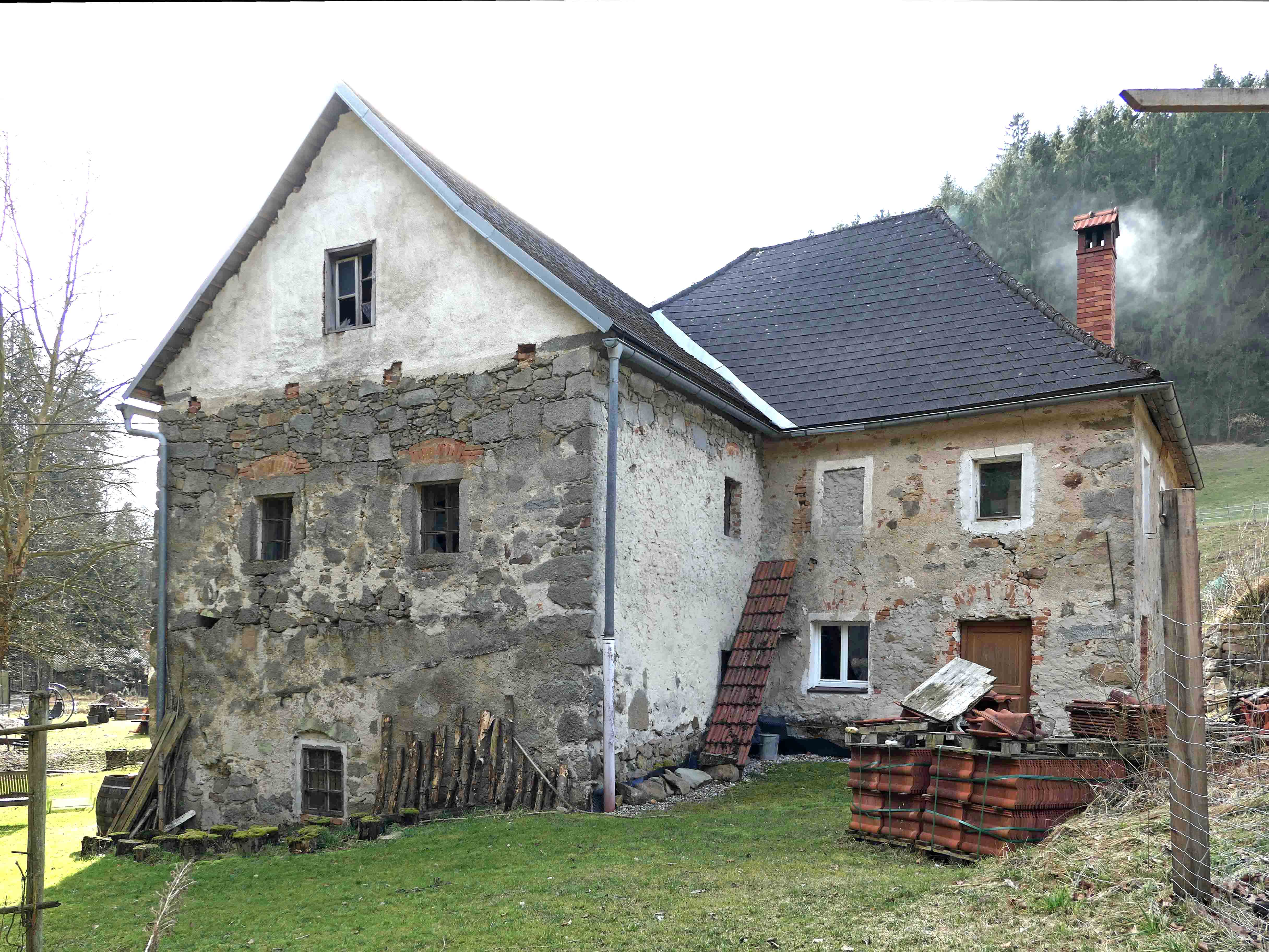
Kropfmühle am Tobrabach
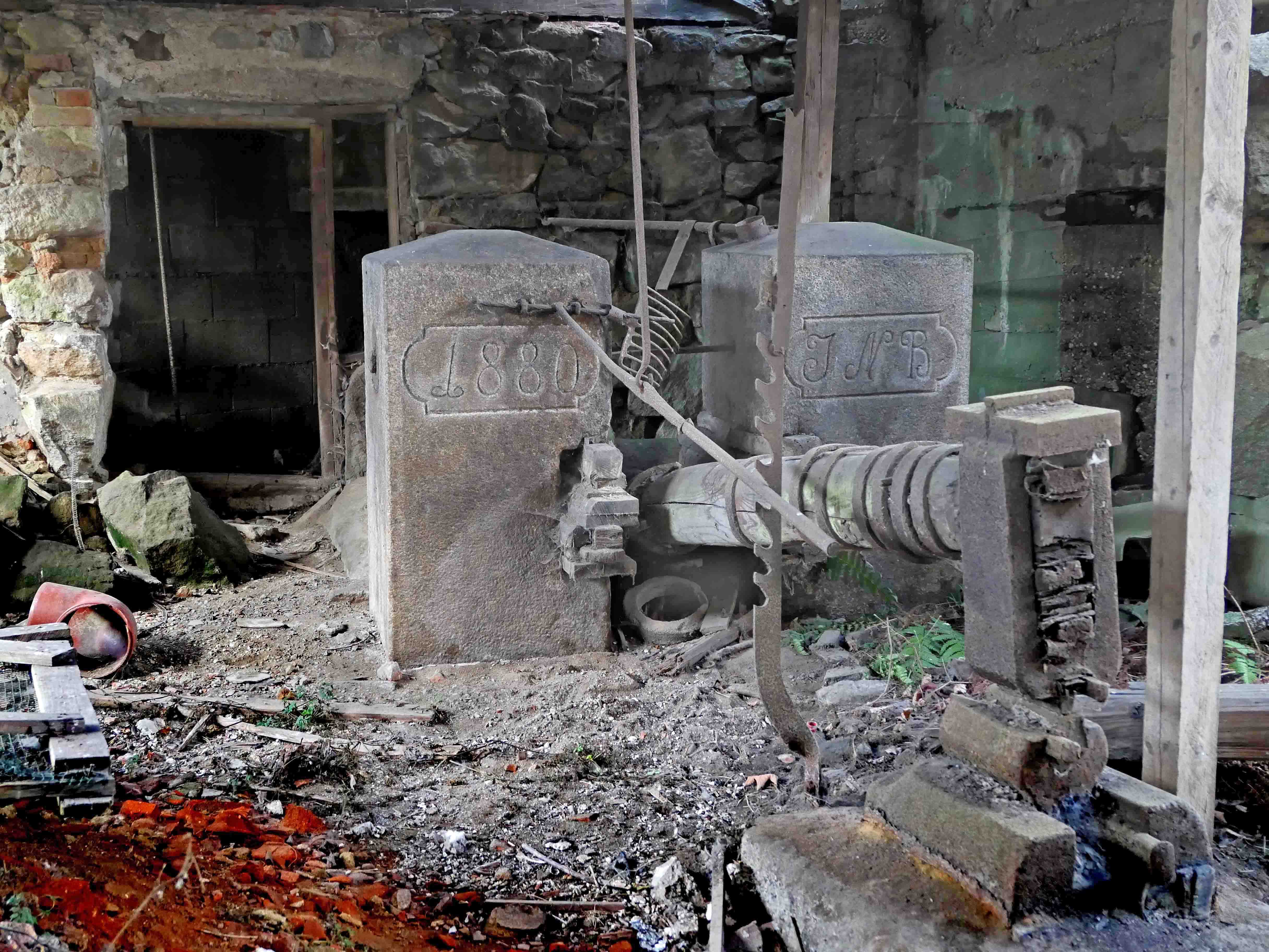
Steghammer am Tobrabach

- Mühlsteinbruch Scherer (Schergrabenbruch) ~7100 m2 (11509 m2 zufolge Benedikt Pillwein) in der oberen Mühlsteinstraße. Er ist Teil des Museumsensembles Steinbrecherhaus und seit 1988 im Rahmen von Führungen wieder zugänglich. Denkmallisteneintrag.
- Weitere nun stillgelegte Mühlsteinbrüche sind (von West nach Ost): • Zeitlingerbruch ~950 m2 • Westlicher Kerngrabenbruch ~3800 m2 • Östlicher Kerngrabenbruch ~4400 m2 • Neubruch oberhalb der Linzerstrasse ~850 m2 • Eysa oberhalb der Linzerstrasse (eher klein) • Kleiner Bruch im Obervormarkt • Dollbergbruch im Obervormarkt (mittelgroß). Die Größenabschätzung erfolgte zufolge der Urmappe (Franziszeischer Kataster der Habsburgermonarchie) im digitalen Raum-Informations-Systems Oberösterreichs. Der Kerngrabenbruch gilt als älteste Abbaustätte. Dokumentiert ist, dass 1636 im östlichen Kerngrabenbruch gleich 3 Meister mit ihren Knechten und Helfern die Mühlsteine brachen. Der westliche Kerngrabenbruch ist seit 2021 auch für die Öffentlichkeit zugänglich. Die Flurbezeichnung Eysa verweist auf eine frühere dortige Eisenerzeugung aus Raseneisenerz.[10]

- Granitsteinbruch Trommelberg (Trummelberg). Langjährige Betriebsleiter Michael Burgholzer (* 1837, † 1908)[11], dann bis 1954 Franz Spatzek (* 1875, † 1955). Standort rechtsufrig im Naarntal. Noch in Betrieb. Firma Natursteinwerke Poschacher. Aus diesem Steinbruch stammt, neben großen Mengen von Pflastersteinen für Wien, auch der 8,4 m hohe monolithische Stein der Republik des Mahnmals gegen Krieg und Faschismus in Wien.
- Weitere nun stillgelegte Poschacher-Granitsteinbrüche waren: • Der Hammerleitenbruch. Ursprünglicher Besitzer Georg Willnauer vom Gehöft Richterhof Nr. 1 (früher Karlingberg Nr. 13). Stillgelegt 1942. Standort linksufrig im Naarntal. Verwendung als Schießplatz. • Der Lanzenberger Bruch. Ursprüngliche Besitzer Franz und Josefa Herndl. Standort Waldgelände in Zeitling-hinteres Zaubertal. • Der Hörzenbergbruch. Standort linksufrig ~0,9 km hinter der Kuchlmühle. • Zusätzlich gab es diverse kleinere, namenlose Granitabbaustellen, heute häufig verborgen im Waldgelände.
- Betriebsleitung der Poschacher-Steinbrüche und -Hammerschmiede, Haus Naarntalstraße N° 23. Dahinter neueres Elektrizitätswerk. Ehemals stand hier der Perger Hammer mit wassergetriebenen Schmiedehämmern (Schwanzhämmern). 1438 erstmals erwähnt. Ursprüngliche Besitzer Familie Enengl. Ab 1959/1960 Elektrizitätswerk A. Poschacher. Turbinen von Voest-Linz. Sgraffiti von Willy Hengl aus 1960.
- Kuchlmühle, Kuchlmühle N° 4, an der Naarn und bereits außerhalb der Perger Gemeindegrenze. Bereits erwähnt 1449. Mühlenanlage ist stillgelegt. Gastwirtschaftsbetrieb ausgebaut zu Gasthof Kuchlmühle, Familie Hametner.
- Hausmühle, Naarntalstraße N° 9, aus den Zeiten der Herren von Perge im 13. Jahrhundert; und • Bruckmühle, Hafnerplatz N° 1, 1524 erstmals erwähnt. Beide liegen an der Naarn im Perger Stadtgebiet. Sie sind ausgebaut zu modernen Mühlenbetrieben: Firma Schälmühle Nestelberger und Firma Dirneder-Mühle.
- Weitere nun stillgelegte Mühlen im Stadtgebiet waren: • Schönbeckmühle, Standort Naarntalstraße 20, eine Ölmühle aus dem 17. Jahrhundert. • Klausmühle, Standort Naarntalstraße 15, erstmals erwähnt 1550. Beide Mühlen sind gänzlich abgetragen. • Wasserkraftanlage der Maschinenfabrikation Schöberl & Söhne (gegründet 1879). Standort an der Naarn, Kickenau N° 1, einstige Ölstampf Linninger. Gänzlich abgetragen. Nachfolgeunternehmen ist Bulmor-sideloader-solutions.
- Kropfmühle am Tobrabach, Ortschaft Dörfl N° 12, erstmals erwähnt 1508. Wasserkraftanlage ist abgetragen. Mühlengebäude ist bewohnt.
- Steghammer am Tobrabach, Ortschaft Dörfl N° 7 (Wohngebäude) und N° 13 (Schmiedegebäude). Erstmals erwähnt 1628. Gänzlich erhaltener wassergetriebener Schmiedehammer (Schwanzhammer) von 1880. Schmiedegebäude ruinös. Oberwasserkanal ist einplaniert.
- Meisingermühle, nach Perg übersiedelt aus dem Maltatal (Kärnten), ist eine Steinmüllerei-Schaumühle am Gelände des Steinbrecherhauses, Mühlsteinstraße N° 43.
- Tagbau Weinzierl. Kaolin-Tagbau auf dem Gelände des Gehöftes Hinterleitner in Weinzierl. 1952 begonnen. Nun teilweise renaturiert.